# Liste der Straßen und Plätze in Berlin-Mitte

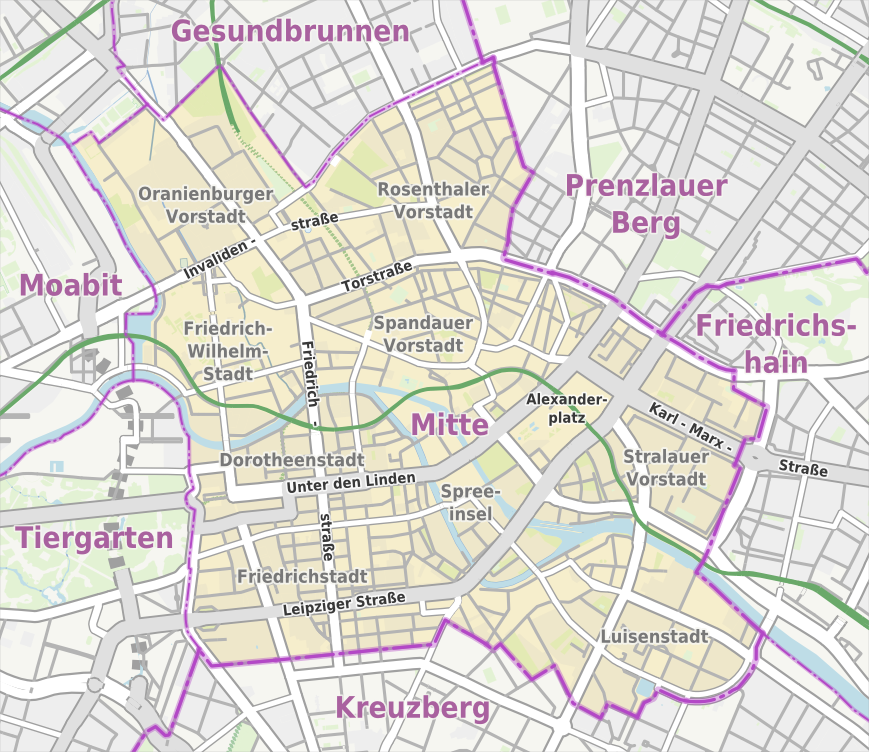
Übersichtskarte des Ortsteils Berlin-Mitte

Die Liste der Straßen und Plätze in Berlin-Mitte beschreibt das Straßensystem im Berliner Ortsteil Mitte mit den entsprechenden historischen Bezügen. Gleichzeitig ist diese Zusammenstellung ein Teil der Listen aller Berliner Straßen und Plätze.

## Überblick

Wappen des ehemaligen Bezirks Mitte (1994–2000)

Der Ortsteil Mitte hat 107.875 Einwohner (Stand: 31. Dezember 2023) und umfasst die Postleitzahlenbereiche 10115, 10117, 10119, 10178 und 10179. Wie aus der Karte ersichtlich, gliedert er sich in verschiedene Ortslagen und historisch gewachsene Bereiche wie Friedrichstadt und Luisenstadt.
Berlin entstand als mittelalterliche Handelsstadt an einem wichtigen Spreeübergang. Im Wesentlichen liegt der Ortsteil auf dem Gebiet des historischen Stadtkerns. Das sich schrittweise entwickelnde Straßennetz diente der Erschließung der Wohnbereiche. Mit der Herausbildung der Vorstädte Friedrichswerder, Luisenstadt, Dorotheenstadt, Spandauer und Stralauer Vorstadt, Friedrichstadt und Friedrich-Wilhelm-Stadt nach Ansiedlung von Zuwanderern wie der Hugenotten erfolgten geordnetere Straßenanlagen, meist rechtwinklig.
Die ebenfalls zum Ortsteil Berlin-Mitte gehörenden historischen Stadtteile Oranienburger und Rosenthaler Vorstadt komplettieren schließlich die auch gelegentlich als Kieze bezeichneten Wohnbereiche. Die Namensgebung der Straßen war von unterschiedlichen Themen beeinflusst. Einen wesentlichen Einfluss auf die Benennung von Straßen und Plätzen nahm die Rolle Berlins als Residenzstadt, was sich in Namen wie Schloßplatz oder Am Lustgarten widerspiegelt. Die Zerstörungen am Ende des Zweiten Weltkriegs bedeuteten einen bedeutenden Einschnitt sowohl für die Bebauung als auch für die Straßennamensgebung des Ortsteils Berlin-Mitte.
Aus Gründen der besseren Übersichtlichkeit sind die nicht mehr vorhandenen Namen von Straßen und Plätzen in einer gesonderten Liste ehemaliger Straßen und Plätze in Berlin-Mitte dargestellt mit den Angaben, die dem folgenden Überblick entsprechen. Beide Listen sind gegenseitig verlinkt.

## Übersicht der Straßen und Plätze
Die nachfolgende Tabelle gibt eine Übersicht über die vorhandenen Straßen und Plätze im Ortsteil sowie einige dazugehörige Informationen.
- Name/Lage: aktuelle Bezeichnung der Straße oder des Platzes. Über den Link Lage kann die Straße oder der Platz auf verschiedenen Kartendiensten angezeigt werden. Die Geoposition gibt die Lage der ungefähren Mitte der Straßenlänge an.
- Im amtlichen Straßenverzeichnis nicht aufgeführte Verkehrswege sind mit * gekennzeichnet.
- Ehemalige oder nicht mehr gültige Straßennamen sind kursiv gesetzt. Für bedeutende ehemalige Straßen oder historische Straßennamen ist gegebenenfalls eine gesonderte Liste vorhanden.
- Länge/Maße in Metern:
Die in der Übersicht enthaltenen Längenangaben sind  gerundete Übersichtswerte, die in Google Earth mit dem dortigen Maßstab ermittelt wurden. Sie dienen Vergleichszwecken und werden, sofern amtliche Werte bekannt sind, ausgetauscht und gesondert gekennzeichnet.
Bei Plätzen sind die Maße in der Form a × b für rechteckige Anlagen und für (ungefähr) dreieckige Anlagen als a × b × c mit a als längster Seite angegeben.
Sofern die Straße auch in benachbarte Ortsteile weiterführt, gibt der Zusatz ‚im Ortsteil‘ an, wie lang der Straßenabschnitt innerhalb des Ortsteils dieses Artikels ist.
- Namensherkunft: Ursprung oder Bezug des Namens.
- Anmerkungen: weitere Informationen über anliegende Baudenkmale oder Institutionen, die Geschichte der Straße und historische Bezeichnungen.
- Bild: Foto der Straße oder eines anliegenden Objektes.

| Name/Lage                                 | Länge/Maße (in Metern)                                                                                 | Namensherkunft | Datum der Benennung | Anmerkungen | Bild |
| ----------------------------------------- | --- | --- | --- | --- | --- |
| Aaron-Bernstein-Platz (Lage)              | 0090 × 20                                                                                              | Aaron Bernstein (1812–1884), deutscher Schriftsteller und Mitbegründer des Reformjudentums in Berlin | 3. Okt. 2020 | Der Platz erschließt das neue Stadtquartier Am Tacheles von der Oranienburger Straße aus. | |
| Ackerstraße (Lage)                        | 0950 (im Ortsteil)                                                                                     | Äcker der Berliner Feldmark, durch die die Straße verlief | 18. Feb. 1801 | Die Ackerstraße verläuft im Ortsteil von der Linienstraße am Koppenplatz bis zur Bernauer Straße. Ein weiterer Teil der Straße erstreckt sich in Gesundbrunnen von der Bernauer Straße bis zur Scheringstraße. Die vorherigen Namen waren um 1752 bis 1801 Zweite Reihe im Neuen Voigtland und Dritte Reihe im Neuen Voigtland. Zwischen Torstraße und Invalidenstraße befinden sich mehrere gelistete Baudenkmale sowie die Ackerhalle und das Kulturhaus „Schokoladen“ mit dem „Club der polnischen Versager“. | Ackerstraße · Berlin-Mitte Ackerstraße |
| Adalbertstraße (Lage)                     | 0360 (im Ortsteil)                                                                                     | Adalbert Prinz von Preußen (1811–1873), Oberbefehlshaber der preußischen Marine | 21. Jan. 1847 | Die Straße verläuft vom Kottbusser Tor im Ortsteil Kreuzberg bis zum Bethaniendamm und dann weiter im Ortsteil Mitte bis zur Köpenicker Straße. Bei der Aufteilung des Köpenicker Feldes in den Jahren 1841–1846 wurde die Straße angelegt. | Adalbertstraße |
| Adele-Schreiber-Krieger-Straße (Lage)     | 0150                                                                                                   | Adele Schreiber-Krieger (1872–1957), Frauenrechtlerin | 12. März 2005 | Sie verläuft in West-Ost-Richtung zwischen Schiffbauerdamm und Luisenstraße. An der Straße liegt das Marie-Elisabeth-Lüders-Haus. | Adele-Schreiber-Krieger-Straße |
| Albrechtstraße (Lage)                     | 0350                                                                                                   | Albrecht Prinz von Preußen (1809–1872), Generaloberst der preußischen Armee | 16. Apr. 1827 | Die Straße wurde 1827 angelegt und erhielt im gleichen Jahr ihren Namen. Sie führt von der Schumannstraße zum Schiffbauerdamm. An der Ecke Reinhardtstraße steht der Kulturbunker (unteres Bild). | Albrechtstraße · Kulturbunker |
| Alexanderplatz (Lage)                     | 0210 × 200 (unregelmäßige Form)                                                                        | Alexander I. (1777–1825), russischer Zar | 2. Nov. 1805 | Die vorherigen Namen waren im 18. Jahrhundert Paradeplatz und Königsplatz. Der Platz entwickelte sich aus einem noch bis ins 19. Jahrhundert bestehenden Viehmarkt (Ochsenplatz). | Alexanderplatz |
| Alexanderstraße (Lage)                    | 0650                                                                                                   | Alexander I. (1777–1825), russischer Zar | 22. Mai 1819 | Sie führt von der Karl-Liebknecht-Straße bis zur Jannowitzbrücke. Am 25. November 1932 erhielt die Straße An der Jannowitzbrücke, die zum Alexanderplatz führte, deshalb den Namen Alexanderstraße. 1933 wurde ein Teil der Straße dem Alexanderplatz zugeschlagen und ein Teilstück der Alexanderstraße in Memhardstraße umbenannt. Am 1. Februar 2006 wurde der Straßenabschnitt zwischen Karl-Liebknecht-Straße und Grunerstraße, vorher ein Bereich des Alexanderplatzes, der Alexanderstraße zugeschlagen. | |
| Alexanderufer (Lage)                      | 0480                                                                                                   | Alexander von Humboldt (1769–1859), Wissenschaftler | 12. Jan. 1856 | Die Straße verbindet die Invalidenstraße mit dem Schiffbauerdamm. Ihr nördlicher Teil ist Fuß- und Radweg. Das Ufer entstand 1850 mit dem Bau des Humboldthafens. Hier befand sich um 1786 das Wirtshaus Sandkrug an der steinernen Brücke über den Berlin-Spandauer Schifffahrtskanal. | Alexanderufer |
| Alexandrinenstraße (Lage)                 | 0140 (im Ortsteil)                                                                                     | Alexandrine Prinzessin von Preußen (1803–1892), Großherzogin von Mecklenburg-Schwerin | 29. Juni 1843 | Die Straße verläuft zwischen der Waterloobrücke im Ortsteil Kreuzberg bis zur Sebastianstraße. Nur der Abschnitt ab der Stallschreiberstraße gehört zum Ortsteil Mitte. | Alexandrinenstraße |
| Alex-Wedding-Straße (Lage)                | 0140                                                                                                   | Alex Wedding, Künstlername der Kinderbuchautorin Grete Weiskopf (1905–1966) | um 2009 | Die Straße beginnt an der Wadzeckstraße und endet nach zweimaliger Richtungsänderung als Sackgasse hinter den Häusern an der Bernhard-Weiß-Straße. | Alex-Wedding-Straße |
| Almstadtstraße (Lage)                     | 0400                                                                                                   | Bernhard Almstadt (1897–1944), KPD-Funktionär, Widerstandskämpfer gegen den Nationalsozialismus | 31. Mai 1951 | Die Straße verbindet die Münzstraße im Süden mit der Rosa-Luxemburg-Straße im Norden. Zuerst hieß der Verkehrsweg Verlohren Gasse bzw. Verlorene Straße (um 1700 bis 1817) und Grenadierstraße (1817–1951). Bei der Benennung 1951 wurde sie irrtümlicherweise als Almstädtstraße bezeichnet, was wenig später korrigiert wurde. Die nach dem Zweiten Weltkrieg noch erhaltenen Gebäude in dem auch Spandauer Vorstadt genannten Gebiet stehen in der Berliner Denkmalliste. | Münzstraße/Almstadtstraße · Almstadtstraße in Richtung Münzstraße |
| Alte Jakobstraße (Lage)                   | 0390 (im Ortsteil)                                                                                     | vermutlich nach dem Besitzer eines Grundstücks an dieser Straße benannt | um 1778 | Die Straße beginnt an der Lindenstraße in Kreuzberg, überquert an der Kommandantenstraße die Ortsteilgrenze und endet an der Neuen Roß-/Annenstraße. Die vorherigen Namen waren um 1680 bis um 1778 Cöpnicksche Vorstraße, um 1699 bis vor 1723 Gegen der Kirche, um 1699 bis vor 1723 Am Kirchhofe und vor 1716 bis um 1778 Jacobs Straße. | Alte Jakobstraße |
| Alte Leipziger Straße (Lage)              | 0100                                                                                                   | Richtung der Straße, die am Leipziger Tor begann | 14. Feb. 2005 | Die Straße verläuft zwischen Kurstraße und Niederwallstraße. Sie hieß bereits von etwa 1683 bis 1969 Alte Leipziger Straße. Bei der völligen Neubebauung der Leipziger Straße und der Umgestaltung der anschließenden Verkehrswege wurde sie beseitigt. Als ab dem Jahr 2000 die frühere Dorotheenstadt und Friedrichstadt wiederum neu gestaltet und kleinteilig bebaut wurden, vergab der Senat von Berlin den historischen Namen neu. | Alte Leipziger Straße in Höhe Kurstraße, 19. Jahrhundert · Alte Leipziger Straße                                                                                                 |
| Alte Schönhauser Straße (Lage)            | 0400                                                                                                   | Schönhausen (seit 1920 Niederschönhausen), Ortsteil des Berliner Bezirks Pankow; Richtung | 1750 | Die Straße verläuft zwischen Torstraße und Weinmeister-/Münzstraße. Ihre vorherigen Namen waren Steinweg nach Schönhausen (Mitte des 17. Jahrhunderts bis 1699) und Pankower Straße (1699–1750). | Alte Schönhauser Straße |
| Am Festungsgraben (Lage)                  | 0080 + 70                                                                                              | Festungsgraben, Teil der zwischen 1658 und 1683 gebauten Befestigungsanlage | um 1670 | Die Straße verläuft zwischen Hinter dem Gießhaus und dem Platz der Märzrevolution. Sie wurde zeitweilig auch Grüner Graben genannt. Am Festungsgraben stehen das Maxim-Gorki-Theater und das Palais am Festungsgraben, das von 1947 bis 1990 als Haus der Kultur der Sowjetunion bzw. Haus der Deutsch-Sowjetischen Freundschaft fungierte. Beide Gebäude gehören zur Dorotheenstadt und sind denkmalgeschützt. | Maxim Gorki-Theater am Festungsgraben · Palais am Festungsgraben |
| Am Köllnischen Park (Lage)                | 0300                                                                                                   | Park, der 1886 auf dem Areal der Festungsbastion VII entstand | 12. Mai 1893 | An diesem Park führt die Straße entlang. Sie verläuft zwischen Köpenicker Straße und Wallstraße/Märkisches Ufer an der ehemaligen Waisenbrücke. In dieser Straße befinden sich der Bärenzwinger, das Märkische Museum und an der Ecke zum Märkischen Ufer das denkmalgeschützte Marinehaus. | Blick in den Park. Im Hintergrund das Märkische Museum |
| Am Krögel (Lage)                          | 0050                                                                                                   | Krögel, Kruvel (=altwendisch) oder Krewel, Name einer Spreebucht, die seit dem 14. Jh. hier bekannt war | 25. Aug. 2000 | Die Straße beginnt als Fußweg an der Stralauer Straße und endet an der Neuen Jüdenstraße. Der Name der Privatstraße wurde von einer Gasse übernommen, die im 16. Jahrhundert als Zugang zur Spree zum Wasserholen angelegt worden war. Die Gasse existierte bis um 1937. Bei der Neubebauung nach 1990 wurde der Straßenname entsprechend dem historischen Verlauf neu vergeben. | Der Krögel um 1900 · Am Krögel |
| Am Kupfergraben (Lage)                    | 0450                                                                                                   | Kupfergraben, westlicher Spreearm Der Name leitet sich vermutlich von dem Gießhaus ab, das sich ab dem 17. Jahrhundert hier befand und in dem u. a. Kupfer gegossen wurde.                                                  | um 1700 | Die Straße verläuft entlang des Kupfergrabens zwischen Geschwister-Scholl-Straße und Hinter dem Gießhaus. Der vorherige Name im 16. Jahrhundert bis um 1700 war Am Ludwigsgraben. Die Straße gehört zur Dorotheenstadt, deren erhaltene Gebäude in der Berliner Denkmalliste stehen. Hier befindet sich der Eingang zum Pergamonmuseum. | Trödelmarkt am Kupfergraben · Magnus-Haus |
| Am Lustgarten (Lage)                      | 0350                                                                                                   | Lustgarten | vor 1925 | Der Name der westlich des Berliner Doms verlaufenden Straße zwischen Bodestraße und Karl-Liebknecht-Straße wurde vermutlich amtlich nie außer Kraft gesetzt, war nach 1952 auf Stadtplänen allerdings nicht mehr zu finden. 1995 wurde die Straße nochmals benannt. | Berliner Dom |
| Am Nordbahnhof (Lage)                     | 0110                                                                                                   | Nordbahnhof | 24. Mai 1951 | Die Straße verläuft zwischen Invalidenstraße und Zinnowitzer/Julie-Wolfthorn-Straße. Der erste Name war Am Stettiner Bahnhof (1936–1951); nachdem der Bahnhof neu bezeichnet wurde, erhielt auch die anliegende Straße einen neuen Namen. | Postamt N4 Am Nordbahnhof |
| Am Nußbaum (Lage)                         | 0080                                                                                                   | Gaststätte ‚Zum Nußbaum‘ | 13. Sep. 1984 | Beim Wiederaufbau des Nikolaiviertels in den 1980er Jahren wurden mehrere Straßen neu trassiert und bezeichnet. Die Straße verläuft zwischen Propststraße und Spandauer Straße (gegenüber dem Roten Rathaus). An der Ecke Propststraße befindet sich die namensgebende (wieder aufgebaute) Gaststätte. Auf Höhe der Hausnummer 7, hinter dem Anbau der Gaststätte, zweigt eine kleine Gasse ab, die ebenfalls den Namen Am Nußbaum trägt. Diese Abzweigung läuft gerade auf die Poststraße zu, mit der sie durch eine permanent geöffnete Tordurchfahrt am Gebäude Gerichtslaube verbunden ist. | Gaststätte zum Nußbaum |
| Am Pankepark (Lage)                       | 0400                                                                                                   | Pankepark, eine mit dem Neubau des BND-Gebäudes entstandene Grünanlage am Flusslauf der Panke | 6. Feb. 2007 | Die Straße verläuft U-förmig in östlicher Richtung von der Scharnhorststraße aus. Sie liegt am Pankepark und erschließt die dort befindlichen 52 Stadthäuser (Townhouses), die nach Plänen des Berliner Architekturbüros Nottmeyer Harm Reccius entstanden sind. Für den Park ist nach Abriss des Stadions der Weltjugend die Südpanke auf dieser Fläche wieder ans Tageslicht geholt worden. Der südliche Ast der Straße grenzt an das Heizkraftwerk Scharnhorststraße, das einen freundlichen Anstrich erhielt. | Am Pankepark mit ersten Wohnhäusern und dem Hkw · Am Pankepark mit ersten Wohnhäusern                                                                                            |
| Am Weidendamm (Lage)                      | 0250                                                                                                   | Straßenbepflanzung mit Weiden | 5. Jan. 1839 | Die Straße verläuft zwischen Friedrichstraße und Geschwister-Scholl-Straße. Bis 1839 hieß die gesamte Uferstraße von der Weidendammer Brücke an der Friedrichstraße über die Mehlbrücke (seit 1904 Monbijoubrücke) bis zur Friedrichsbrücke Weidendamm. Laut Bekanntmachung des Polizeipräsidiums vom 5. Januar 1839 wurde der südöstliche Abschnitt in Cantianstraße benannt, und der Teil von der Friedrichstraße bis zur Mehlbrücke erhielt offiziell den Namen Am Weidendamm. | Weidendammer Brücke |
| Am Zeughaus (Lage)                        | 0170                                                                                                   | Zeughaus | nach 1700 | Die Straße führt am Spreeufer von der Straße Hinter dem Gießhaus an der Eisernen Brücke bis zum Boulevard Unter den Linden. Hier findet regelmäßig ein Trödelmarkt statt. Die in dieser Straße erhaltenen Gebäude der Dorotheenstadt stehen in der Berliner Denkmalliste. | Ehemalige Preußische Central-Genossenschafts-Casse |
| Am Zirkus (Lage)                          | 0230                                                                                                   | Zirkus des Albert Salamonski (1839–1913), der 1873 hier eröffnet wurde | 17. März 1891 | Die Straße verläuft von der Reinhardtstraße zum Schiffbauerdamm am Bertolt-Brecht-Platz. Ihr vorheriger Name war Markthallenstraße (1865–1891). Hier befand sich seit 1865 die erste Berliner Markthalle, die 1873 zum Markthallen-Zirkus umgebaut wurde. Ab 1879 befand sich hier der Circus Renz, von 1899 bis 1918 der Zirkus Schumann. 1919 erfolgte der Umbau zum Großen Schauspielhaus durch Hans Poelzig, aus dem ab 1945 dann der damalige Friedrichstadt-Palast wurde, den man 1985 wegen sich ständig verschlechternder Gründungskonstruktion des Gebäudes abriss. Auf dem Grundstück entstand 2014 ein Mehrzweckgebäude mit 87 Wohnungen, einem Hotel mit 311 Zimmern und Gewerbeflächen. | Baustelle Am Zirkus · Am Zirkus yoo Berlin · Berlin-Mitte Am Zirkus yoo Berlin                                                                                                   |
| Am Zwirngraben (Lage)                     | 0080                                                                                                   | Zwirngraben, Neben-Wasserlauf des Königsgrabens, der eine Zwirnmühle antrieb | 23. Juli 1840 | Die Straße zwischen Neuer Promenade und An der Spandauer Brücke verläuft unmittelbar am Hackeschen Markt. Sie wurde um 1750 angelegt, erhielt aber erst 1840 ihren Namen, zunächst nur Zwirngraben. In ihr stand unter der Nummer 1 das schmalste Haus des alten Berlin: es war zwei Meter breit und hatte in jedem Stockwerk nur ein Fenster. Der namensgebende Graben wurde im 19. Jahrhundert für den Bau der Berliner Stadtbahn zugeschüttet. Eine umfangreichere Bebauung begann in der zweiten Hälfte des 19. Jahrhunderts. | Am Zwirngraben |
| An der Kieler Brücke (Lage)               | 0090 (im Ortsteil)                                                                                     | Kieler Brücke, die hier über den Berlin-Spandauer Schifffahrtskanal führt | 1. März 2013 | Die Straße verläuft zwischen Scharnhorststraße und Kieler Straße. Die Erschließungsstraße für die neu angelegte Wohnsiedlung war ursprünglich Teil der Kieler Straße (Nr. 20–30) und der Scharnhorststraße. Durch die Umwidmung des Mittelteils der Kieler Straße als Uferpromenade und Teil des Berliner Mauerwegs wurden beide Teilstücke der Kieler Straße als eigenständige Straßen wahrgenommen. Daher bekam eines der Teilstücke den Namen „An der Kieler Brücke“. Das Straßenland zwischen der Uferpromenade und der Scharnhorststraße liegt im Ortsteil Wedding, die Grundstücke gehören zum Ortsteil Berlin-Mitte. | Berlin-Wedding An der Kieler Brücke |
| An der Kolonnade (Lage)                   | 0130                                                                                                   | Spittelkolonnaden | 29. März 1989 | Die Straße verläuft zwischen Wilhelmstraße und Gertrud-Kolmar-Straße. Sie entstand Ende der 1980er Jahre, als das Gebiet um die Wilhelmstraße neu bebaut wurde, blieb jedoch zunächst namenlos. Die Straßenbenennung 1989 erfolgte in der Absicht, dort einen Teil der ehemaligen Spittelkolonnaden aufzubauen; diese wurden aber dann auf dem Dönhoffplatz an der Leipziger Straße errichtet. Ursprünglich verlief die Straße von der Voßstraße zunächst nordwärts und dann im rechten Winkel zur Wilhelmstraße. Am 29. Oktober 2001 ging der Teil zwischen Voßstraße und In den Ministergärten in der neuen Gertrud-Kolmar-Straße auf. | An der Kolonnade |
| An der Kommandantur (Lage)                | 0050                                                                                                   | Alte Kommandantur | 24. Jan. 2007 | Die Straße verläuft zwischen Niederlagstraße und Schinkelplatz. Das namensgebende Gebäude wurde in den 1950er Jahren als Kriegsruine abgerissen, an seiner Stelle errichtete die DDR 1964–1967 das Außenministerium. Nach der Wende ließ der Senat das Gebäude abreißen, und der Investor Bertelsmann AG erwarb die Fläche. In den Formen des früheren Baus entstand hier der Firmensitz von Bertelsmann. Die Straße hinter dem Gebäude erhielt die an den historischen Namen (Alte Kommandantenstraße) angepasste Bezeichnung. | An der Kommandantur |
| An der Spandauer Brücke (Lage)            | 0325                                                                                                   | Spandauer Brücke | 23. Juli 1840 | Die Straße führt südostwärts vom Hackeschen Markt bis zur Anna-Louisa-Karsch-Straße/Rochstraße. Dabei unterquert sie die Stadtbahn östlich des S-Bahnhofs Hackescher Markt. | Hotel Adina „An der Spandauer Brücke“ 11 |
| Anklamer Straße (Lage)                    | 0590                                                                                                   | Anklam, Stadt in Mecklenburg-Vorpommern | 5. Feb. 1863 | Die Straße verbindet die Ackerstraße mit der Ruppiner Straße und kreuzt dabei die Brunnenstraße. Die ehemalige Straße 66 und die Straße 78, Abt. XI des Bebauungsplans wurden im Jahr 1862 auf Wunsch des Rentiers Thias angelegt, der in einer Eingabe vom 11. August 1862 gewünscht hatte, dass die Straße nach ihm benannt werde. Es wurde allerdings entschieden, dass sie den Namen der Stadt Anklam erhielt. | Anklamer Straße |
| Anna-Louisa-Karsch-Straße (Lage)          | 0100                                                                                                   | Anna Louisa Karsch; genannt ‚die Karschin' (1722–1791), Schriftstellerin | 15. Jan. 2001 | Die Straße verläuft zwischen der Burgstraße an der Friedrichsbrücke und An der Spandauer Brücke. Der vorherige Name war Neue Friedrichstraße (vor 1778 bis 1951). Zwischen 1978 und 2001 war sie ein Teil der Burgstraße (Hausnummern 19–25). | Anna-Louisa-Karsch-Straße |
| Annenstraße (Lage)                        | 0580                                                                                                   | Anna Prinzessin von Preußen, Landgräfin von Hessen-Kassel (1836–1918) | 24. März 1849 | Die Straße verläuft zwischen Heinrich-Heine-Platz und Alter/Neuer Jakobstraße und kreuzt dabei die Heinrich.Heine-Straße. Sie wurde aus den vorherigen Schäfergasse (16. Jh. bis 1849) und Neue Trift (16. Jh. bis 1849) zusammengelegt und neu benannt. Bemerkenswert ist hier das Baudenkmal der Evangelisch-Lutherischen Kirche (siehe Foto). | Annenkirche · Blick in die Annenstraße an der Kreuzung Heinrich-Heine-Straße |
| Arkonaplatz (Lage)                        | 0190 × 80                                                                                              | Kap Arkona, Steilküste der Insel Rügen | 9. Dez. 1875 | Der Platz wird von der Ruppiner Straße, Granseer Straße und Wolliner Straße umschlossen. Sein erster Name war Platz C, Abt. XI des Bebauungsplans. Der Schmuck- und Spielplatz wurde auf einer Erhebung des Barnimplateaus angelegt und seit seiner Entstehung mehrfach umgestaltet. In der Zeit der Luftangriffe auf Berlin im Zweiten Weltkrieg ließen die Behörden auf dem Platz einen Löschwasserteich anlegen, in den auch hin und wieder nicht identifizierte Tote gebracht wurden. Die Bauten um den Platz umfassen rund 2400 Wohnungen. | Arkonaplatz · Arkonaplatz |
| Auguststraße (Lage)                       | 0920                                                                                                   | August Prinz von Preußen (1779–1843), preußischer General | 1. Juli 1833 | Die ersten Namen der von der Oranienburger Straße bis zur Kleinen Rosenthaler Straße führenden Straße waren Armesünder Gasse (1708–1723), Armen Gasse (1723–1739) und Hospitalstraße (1739–1833). Hier siedelten sich ab den 1990er Jahren zahlreiche Kunstgalerien an, die weit über den Kiez hinaus bekannt geworden sind. An der Straße liegt die St.-Johannes-Evangelist-Kirche. | Auguststraße · Clärchens Ballhaus |
| Axel-Springer-Straße (Lage)               | 0350 (im Ortsteil)                                                                                     | Axel Springer (1912–1985), Verleger | 10. Apr. 1996 | Die Straße verläuft zwischen Rudi-Dutschke-Straße/Oranienstraße im Ortsteil Kreuzberg und Leipziger Straße. An der Zimmerstraße überschreitet sie sie Ortsteilgrenze. Sie entstand aus einem ausgegliederten Teil der Lindenstraße zwischen Rudi-Dutschke-Straße und Leipziger Straße. Der 90 Meter lange Teil zwischen Beuthstraße und Leipziger Straße wurde für elf Millionen Euro ausgebaut und am 31. Mai 2012 dem Verkehr übergeben. Die Straße stellt eine Verbindung zwischen dem ehemaligen Ost- und West-Berlin wieder her, die mit dem Mauerbau unterbrochen wurde. | neu eröffneter Abschnitt an der Leipziger Straße |
| Bartelstraße (Lage)                       | 0100                                                                                                   | Friedrich Wilhelm Bartel (1793–1859), Gutsbesitzer, Kommunalpolitiker | 31. Okt. 1864 | Die vorherigen Namen waren Kurze Scheunen-Gasse (um 1700 bis 1857) und Bülowstraße (1857–1864). Der Verkehrsweg ist eine Erschließungsstraße, die in südwestlicher Richtung von der Weydingerstraße abzweigt und als Sackgasse endet. | Bartelstraße |
| Bauhofstraße (Lage)                       | 0140                                                                                                   | Bauhof, Material- und Techniklagerplatz für Bauaufgaben | 28. März 1863 | Die Straße verläuft zwischen Am Kupfergraben und Hegelplatz. Die ersten Namen einzelner Straßenabschnitte waren Bauhofsgasse, Am Bauhof oder Auf dem Bauhof (nach 1710 bis 1863) und bezogen sich auf einen früheren Schiffbauplatz, der später als Material- und Umschlagplatz für das Berliner Schloss genutzt wurde. Die 1865 errichteten „Hofbeamtenhäuser“ stehen unter Denkmalschutz. Hier gibt es Gedenktafeln für Gottfried Keller und Christoph Wilhelm Hufeland. Am östlichen Ende grenzt die Straße an das Magnus-Haus. | Bauhofstraße 3–5 |
| Bebelplatz (Lage)                         | 0120 × 50                                                                                              | August Bebel (1840–1913), Politiker (SPD) | 31. Juli 1947 | Der Platz liegt südlich des Boulevards Unter den Linden. An ihm liegen die Alte Bibliothek („Kommode“), die St.-Hedwigs-Kathedrale und die Staatsoper Unter den Linden. Im Jahr 1995 wurde das Denkmal zur Erinnerung an die Bücherverbrennung auf diesem Platz eingeweiht (unteres Bild). Die vorherigen Namen waren Platz am Opernhause oder einfach Opernplatz (um 1743–1910) und Kaiser-Franz-Joseph-Platz (1910–1947). Der Name gilt, ungeachtet des Platzcharakters, aufgrund der Entstehungsgeschichte des Bebelpatzes auch für die Grünfläche zwischen dem Prinzessinnenpalais und der Staatsoper. Der Platz gehört zur Dorotheenstadt und steht mit seiner Bebauung in der Berliner Denkmalliste. Als Adresse führt die „Kommode“ Bebelplatz 2. | Panorama vom Bebelplatz · Ansicht des im Pflaster eingearbeiteten Denkmals für die in der nationalsozialistischen Zeit erfolgte Bücherverbrennung                                |
| Behrenstraße (Lage)                       | 1220                                                                                                   | Johann Heinrich Behr (auch Beer, 1647–1717), Ingenieur, maßgeblich an der Erschließung der Friedrichstadt beteiligt | 1706 | Die Straße verläuft zwischen Ebertstraße und Hedwigskirchgasse am Bebelplatz. Sie wurde nach 1695 beim Bau der Friedrichstadt unter Beteiligung des Ingenieurs Behr angelegt. Im Haus Nr. 12 wohnte 1821–1822 Heinrich Heine. Der Durchbruch von der Ebertstraße zur Wilhelmstraße wurde am 1. Dezember 1997 in die Behrenstraße einbezogen. Die Straße gehört zur Dorotheenstadt, und deren Gebäude stehen in der Berliner Denkmalliste. | Komplex der Russischen Botschaft in der Behrenstraße |
| Bergstraße (Lage)                         | 0650                                                                                                   | „nach einem kleinen Berge, auf dem sich bis 1749 das Hochgericht befand“ | 18. Feb. 1801 | Die Straße verläuft zwischen der Invalidenstraße und der Gartenstraße im Ortsteil Gesundbrunnen. An der Bernauer Straße überschreitet sie die Ortsteilgrenze. Sie ist in ihrem Verlauf südlich der Bernauer Straße unterbrochen. Der vorherige Name war Vierte Reihe im Neuen Voigtland (um 1752–1801). Die Erschließungsstraße in einem neuen Arbeiterwohnviertel entstand zeitgleich mit der Ackerstraße. Die Wohnhäuser vom Ende des 19. Jahrhunderts mit den Nummern 18, 19, 21, 22 einschließlich früherer Brauereigebäude, 27, 28 (siehe Bild), 67, 72, 81 und der Friedhof II der Sophien-Gemeinde (Nr. 29) stehen allesamt in der Berliner Bau- und Gartendenkmalliste. | Ecke Berg-/Invalidenstraße |
| Bernauer Straße (Lage)                    | 1380                                                                                                   | Bernau, Stadt in Brandenburg | 29. Mai 1862 | Die Straße verläuft zwischen Gartenstraße und Schwedter Straße. Ihre vorherigen Namen waren Straße 50 und Straße 80, Abt. IX des Bebauungsplans. Am 4. Juli 1904 erhielt auch die Verlängerung zwischen Garten- und Bergstraße den Namen Bernauer Straße. Sie bildet die Grenze zwischen den Ortsteilen Mitte und Gesundbrunnen, an der früher die Berliner Mauer verlief. An der Kreuzung mit der Brunnenstraße befindet sich der U-Bahnhof Bernauer Straße der U-Bahn-Linie U8. | Bernauer Straße |
| Bernhard-Weiß-Straße (Lage)               | 0210                                                                                                   | Bernhard Weiß (1880–1951), Jurist, in der Weimarer Republik Berliner Polizeivizepräsident | 31. Okt. 2011 | Die Straße verläuft von der Alexanderstraße am Alexanderplatz zur Wadzeckstraße. Der Straßenzug gehörte bis 2011 zur Otto-Braun-Straße. Durch den Bau eines Hotelkomplexes wurden die Grundstücke von der Otto-Braun-Straße abgetrennt, sodass dieser Teil der Straße einen eigenen Namen erhielt. Die westliche Straßenseite wird vom Gebäudekomplex Bernhard-Weiß-Straße / Keibelstraße dominiert, dem Sitz der Senatsverwaltung für Bildung, Jugend und Familie. | |
| Berolinastraße (Lage)                     | 0380                                                                                                   | Berolina, latinisierte Form des Stadtnamens Berlin | 9. Aug. 1963 | Die Straße verläuft bei zweimaliger Richtungsänderung von der Karl-Marx-Allee zur Mollstraße. Sie wurde als Wohngebietsstraße bei der Neubebauung Anfang der 1960er Jahre angelegt. An ihr stand das gleichnamige Interhotel Berolina. Das denkmalgeschützte Gebäude wurde 1996 abgerissen und 1998 ein dem Vorgänger angeglichener Neubau, das Rathaus Mitte, eröffnet, jedoch wie das Hotel mit der Adresse Karl-Marx-Allee 31. Es beherbergt Teile des Bezirksamts Mitte. In der Berolinastraße Nummer 8 befindet sich die Charlotte-Pfeffer-Schule (ehemalige Berolina-Oberschule, in der DDR Egon-Schultz-Oberschule). Eine Gedenktafel am Haus Nummer 12 erinnert an den 1904 hier gegründeten Verein der Lehrlinge und jugendlichen Arbeiter Berlins. | Berolinastraße und Rathaus · Berolinastraße |
| Bertolt-Brecht-Platz (Lage)               | 0060 × 50                                                                                              | Bertolt Brecht (1898–1956), Dramatiker und Lyriker | 11. Jan. 1963 | Der Platz vor dem Berliner Ensemble am Schiffbauerdamm hatte bis 1963 keinen Namen. Unter dem Platz befindet sich der ehemalige – bisher noch verrohrte – Lauf der Panke, die am Schiffbauerdamm 2 in die Spree mündet. | Bertolt-Brecht-Platz mit Brecht-Denkmal · Bertolt-Brecht-Platz mit yoo Berlin |
| Bethaniendamm (Lage)                      | 0900                                                                                                   | Bethanien-Krankenhaus | 31. Juli 1947 | Die Straße verläuft zwischen Schillingbrücke und Leuschnerdamm und bildet die Ortsteilgrenze zwischen Kreuzberg und Mitte. Die Grundstücke auf der Ost- bzw. Südseite gehören zu Kreuzberg. Die vorherigen Namen der Straße waren Bethanienufer, Mariannenufer und Felsendamm. | Bethaniendamm, Abschnitt in Kreuzberg |
| Bethlehemkirchplatz (Lage)                | 0070 × 60 × 40 (Dreieckform)                                                                           | Bethlehems- oder Böhmische Kirche, die hier von 1737 bis 1943 stand | 1. Jan. 1999 | Der Platz liegt im Winkel von Mauer- und Krausenstraße. Die Bethlehemskirche wurde 1943 bei einem Luftangriff zerstört und die Ruine 1954 abgetragen. In verschiedenen Farben verlegtes Pflaster auf dem Platz markiert den Grundriss des früheren Kirchengebäudes. Daneben steht die Skulptur Houseball von Claes Oldenburg und Coosje van Bruggen. Dem Platz sind keine Grundstücke zugeordnet. | Bethlehemkirchplatz mit Pflastersteinmosaik und Houseball |
| Beuthstraße (Lage)                        | 0200                                                                                                   | Peter Beuth (1781–1853), Gründer des Preußischen Gewerbeinstituts, eines der Vorläufer der Technischen Universität Berlin                                                                                                   | 1. Dez. 1872 | Sie verläuft von der Kommandantenstraße zur Axel-Springer-Straße (früher zur Leipziger Straße am Spittelmarkt). Die parallel zur Errichtung vieler Gebäude in Berlin gegründete Centralstraßen-Aktiengesellschaft hatte die Straße 1872 anlegen lassen, die zunächst auch Centralstraße hieß. Bereits im gleichen Jahr vergab die Berliner Stadtverwaltung den neuen Straßennamen. | Beuthstraße |
| Bodestraße (Lage)                         | 0300                                                                                                   | Wilhelm von Bode (1845–1929), Jurist und Kunsthistoriker | 4. Dez. 1935 | Sie verbindet die Friedrichsbrücke und die Eiserne Brücke auf der Museumsinsel. Die vorherigen Namen waren Neue Packhofstraße (1749 bis um 1835), Am Neuen Packhofe (um 1835–1886) und Museumstraße (1886–1935). | Alte Nationalgalerie in der Bodestraße |
| Bona-Peiser-Weg (Lage)                    | 0150                                                                                                   | Bona Peiser (1864–1929), Deutschlands erste Volksbibliothekarin | 18. Okt. 2004 | Er verbindet die Köpenicker Straße nordostwärts mit dem Paula-Thiede-Ufer. Der Weg wurde auf einem früheren Gewerbegelände angelegt und verläuft hinter der Ver.di-Bundesverwaltung. | Bona-Peiser-Weg |
| Borsigstraße (Lage)                       | 0340                                                                                                   | August Borsig (1804–1854), Gründer der Borsigwerke | 26. Feb. 1860 | Die Straße verläuft zwischen Torstraße und Invalidenstraße, wobei der nördliche Abschnitt ab Schlegelstraße seit etwa 1960 mit einem Spielplatz überbaut ist. Sie wurde auf Betreiben der Firma Borsig dem Acker des früheren Invalidenhauses, um einen Gleisanschluss vom Fabrikgelände zum Stettiner Bahnhof und zur Berliner Verbindungsbahn herzustellen. Die Stadtverwaltung vergab kurze Zeit darauf den Namen nach Borsig, die Verkehrsfreigabe erfolgte erst einen knappen Monat nach der Namensverleihung. In der Straße befinden sich die Baudenkmale Golgathakirche und das Hospiz Marienheim mit Theologischem Konvikt aus dem Jahr 1891. | Theologisches Konvikt in der Borsigstraße · Borsigstraße Blick zur Plansche |
| Boyenstraße (Lage)                        | 0400                                                                                                   | Hermann von Boyen (1771–1848), preußischer General und Berliner Ehrenbürger | 14. Juni 1866 | Die Straße liegt zwischen Scharnhorststraße und Chausseestraße. Sie bildet die Grenze zwischen den Ortsteilen Mitte und Wedding. Auf ihrer Nordwestseite verlief zwischen 1961 und 1990 die Berliner Mauer, was nach 1990 durch die Gestaltung des Straßenbelages erkennbar gemacht wurde. An der Boyenstraße befindet sich ein Nebeneingang des Erika-Heß-Eisstadions, das im Ortsteil Wedding liegt. | Boyenstraße |
| Breite Straße (Lage)                      | 0310                                                                                                   | bei ihrer Anlage die breiteste Straße Berlins | Anfang 18. Jh. | Die Straße verläuft vom Schloßplatz zur Gertraudenstraße/Mühlendamm. Der vorherige Name zwischen Mittelalter und Anfang des 18. Jahrhunderts war Große Straße. Erhaltene historische Gebäude sind der Marstall und das Ribbeck-Haus, das zur Berliner Stadtbibliothek gehört. | Breite Straße · Ribbeck-Haus |
| Brückenstraße (Lage)                      | 0365                                                                                                   | Jannowitzbrücke | 8. Mai 1825 | Der Süd-Nord-Straßenzug verläuft zwischen Köpenicker Straße und Jannowitzbrücke. Ein auffälliges Gebäude in der Straße ist die Chinesische Botschaft. Sie entstand durch Umbau des 1988 fertiggestellten Gebäudes für den Bundesvorstand des DDR-Gewerkschaftsbundes FDGB. Ein zweites bemerkenswertes Gebäude ist das 1996 eröffnete Jannowitzcenter ebenfalls im nördlichen Abschnitt der Straße. | Das Jannowitzcenter an der Brückenstraße · Blick auf die Brückenstraße · Chinesische Botschaft                                                                                   |
| Brüderstraße (Lage)                       | 0120                                                                                                   | Ordensbrüder des damaligen Dominikanerklosters auf dem Schloßplatz | Ende 13. Jh. | Die Straße verläuft zwischen Sperlingsgasse/Neumannsgasse und Petriplatz an der Gertraudenstraße. Sie zählt zu den ältesten Straßen Berlins. Bis zum Bau des Staatsratsgebäudes (1962–1964) reichte die Brüderstraße vom Schloßplatz bis zum Petriplatz mit der gleichnamigen (nicht mehr vorhandenen) Pfarrkirche Cöllns, der Petrikirche. Das Galgenhaus und das Nicolaihaus gehören zu den ältesten noch erhaltenen barocken Bürgerhäusern in Alt-Cölln. | Brüderstraße im 19. Jahrhundert |
| Brunnenstraße (Lage)                      | 1000 (im Ortsteil)                                                                                     | in der Badstraße 39 gelegener Heilbrunnen, zu dem die Straße führt(e) | 18. Feb. 1801 | Die frühere Straße von Rosenthal beginnt am ehemaligen Rosenthaler Tor am Rosenthaler Platz, überschreitet an der Bernauer Straße die Grenze zum Ortsteil Gesundbrunnen und geht am Bahnhof Gesundbrunnen in die Badstraße über. Die Straße wurde 1752 angelegt und ist aus nördlicher Richtung eine wichtige Verbindung zum Stadtkern von Berlin. In der Straße befinden sich mehrere denkmalgeschützte Gebäude, darunter des Warenhaus am Weinberg (Warenhaus Jandorf). Unter der Straße verläuft die U-Bahn-Linie U8 mit den U-Bahnhöfen Rosenthaler Platz und Bernauer Straße. | Ehemaliges Kaufhaus Jandorf in der Brunnenstraße |
| Bunsenstraße (Lage)                       | 0090                                                                                                   | Brüder Robert Bunsen (Chemiker) und Christian Bunsen (Diplomat) | 18. Jan. 1892 | Die kurze Nord-Süd-Straße befindet sich zwischen dem Reichstagufer und der Dorotheenstraße. Ihre gesamte Westseite (Hausnummer 1) wird von einem Gebäudetrakt beherrscht, der 1883 für das Chemisch-Physikalische Institut der Humboldt-Universität errichtet worden war. Am Gebäude befindet sich eine Gedenktafel für Walther Nernst und Max Bodenstein. | Bunsenstraße |
| Burgstraße (Lage)                         | 0250                                                                                                   | kurfürstliche Burg am gegenüberliegenden – zu Cölln gehörenden – Spreeufer, die in den Jahren 1443 bis 1451 erbaut worden war                                                                                               | Ende 17. Jh. | Sie verläuft zwischen Anna-Louisa-Karsch-Straße an der Friedrichsbrücke und Henriette-Herz-Platz. Die vorherigen Namen waren Hinter der Heiligegeiststraße (Mittelalter bis Ende 17. Jahrhundert), Hinter dem Wursthofe (17.–18. Jahrhundert) und Berliner Wursthof (19. Jh.). Zum Verlauf der Burgstraße heißt es 1821: „von der Langen Brücke bis zur Herkulesbrücke, hat 27 Häuser, ist 805 Schritte lang und gehört mit den Häusern 1–24 zum 1ten Polizei-Revier, mit den Häusern 25–27 zum 3ten Polizei-Revier“. 1978 wurde die Burgstraße zwischen der Mühlendammbrücke und der Rathausbrücke aufgehoben. Bei der Anlage des Marx-Engels-Forums entwidmete man auch den Abschnitt zwischen der Rathausbrücke und der Liebknechtbrücke. Der ebenfalls zu DDR-Zeiten von der Burgstraße abgetrennte Abschnitt zwischen Liebknechtbrücke und Friedrichsbrücke wurde 2016 in Vera-Brittain-Ufer umbenannt. An der Burgstraße lag seit 1863 das Gebäude der Berliner Börse. Es brannte 1944 aus. | Burgstraße mit ehemaliger Börse · Burgstraße |
| Caroline-Michaelis-Straße (Lage)          | 0510                                                                                                   | Caroline Michaelis (1851–1925), Romanistin | 15. Feb. 2005 | Die Straße verläuft von der Invalidenstraße zur Schwartzkopffstraße. Sie wurde auf dem früheren Gelände des Nordbahnhofs angelegt. An ihrer Westseite wurde das Verwaltungsgebäude Stettiner Carré der Deutschen Bahn errichtet. | Caroline-Michaelis-Straße · Ehemaliges Stellwerk |
| Caroline-von-Humboldt-Weg (Lage)          | 0150                                                                                                   | Caroline von Humboldt (1766–1829), Ehefrau von Wilhelm von Humboldt, Förderin von Kunst und Literatur | 14. Feb. 2005 | Die Straße auf dem Friedrichswerder verläuft von der Jägerstraße im Norden zur Kleinen Jägerstraße im Süden. Auf der Ostseite wird sie von einem kleinen Park begrenzt, der eine grüne Barriere zum gegenüberliegenden Auswärtigen Amt entlang der Kurstraße bildet. Die Straße dient zur Erschließung einer Wohnanlage (Projekt Townhouses). | Caroline-von-Humboldt-Weg |
| Charitéplatz (Lage)                       | 0030 × 20                                                                                              | anliegende Charitéstraße | 7. Feb. 2005 | Der Privatplatz auf dem Gelände des Campus Mitte der Charité an der Schumannstraße erhielt auf Antrag des Eigentümers diesen Namen, damit das Hauptverwaltungsgebäude der Charité schneller gefunden werden kann. | Chariteplatz |
| Charitéstraße (Lage)                      | 0150                                                                                                   | Charité, Krankenhauskomplex | nach 1726 | Die Straße verläuft zwischen Schumannstraße und Luisenstraße. Sie knickte ursprünglich in ihrem Verlauf westlich zur Spree ab. Dieser Teil wurde am 16. April 1827 in Unterbaumstraße umbenannt. Eine weitere Charitéstraße lag zu jener Zeit nördlich des Charitégeländes. Hausnummer 2 ist ein spätklassizistisches Gebäude aus den Jahren 1830/1840, das bereits seit den 1980er Jahren denkmalgeschützt ist. | Charitestraße |
| Charlottenstraße (Lage)                   | 1020 + 90 (im Ortsteil)                                                                                | Sophie Charlotte (1668–1705), Königin in Preußen | 1706 | Sie verläuft zwischen der Besselstraße in Kreuzberg und der Dorotheenstraße. An der Zimmerstraße überquert sie die Ortsteilgrenze. In ihrem Verlauf kreuzt sie die Leipziger Straße und den Boulevard Unter den Linden. Sie grenzt an den Komplex Leipziger Straße. Der vorherige Name nach 1674 bis zum Ende des 18. Jahrhunderts war Stallstraße. Die in der Straße erhaltenen Gebäude der Dorotheenstadt stehen in der Berliner Denkmalliste. Eine über Berlin hinaus bekannte Einrichtung war seit 1811 bis 1945 der Weinkeller Lutter & Wegner im Haus Charlottenstraße Nr. 32, seit 1845 umnummeriert zur Nr. 49. | Mauer an der Charlottenstraße zwischen Kreuzberg und Mitte · Charlottenstraße |
| Chausseestraße (Lage)                     | 1310 (im Ortsteil)                                                                                     | Chaussee, veraltete Bezeichnung für eine gut ausgebaute Landstraße | um 1800 | Die Straße erstreckt sich in drei verschiedenen Ortsteilen zwischen der Kreuzung mit der Hannoverschen Straße/Torstraße (Oranienburger Tor) im Süden und der Chausseestraßenbrücke über die Panke im Norden. Zuerst hießen einzelne Abschnitte Ruppiner Heerweg/Ruppiner Straße und Oranienburger Landstraße. Unter der Straße verläuft die U-Bahn-Linie U6 mit den U-Bahnhöfen Naturkundemuseum und Schwartzkopffstraße. Kurz vor dem südlichen Ende liegen an der Straße neben dem Brecht-Haus (mittleres Bild) der Dorotheenstädtische und Friedrichswerdersche Friedhof und der Französische Friedhof. Zwischen Habersaathstraße und Ida-von-Arnim-Straße wurde von 2006 bis 2018 auf der Fläche des früheren Stadions der Weltjugend die BND-Zentrale errichtet. Das Straßenland im nordwestlichen Abschnitt zwischen der Einmündung der Liesenstraße und der Chausseestraßenbrücke sowie die Hausnummern 76–83 gehören zu Wedding. Die Grundstücke 68–75 befinden sich in Gesundbrunnen. Alle anderen Teile der Straße gehören zum Ortsteil Mitte. Zwischen dem Mauerbau 1961 und der Wende 1989 gab es an der Chausseestraße einen Grenzübergang zwischen West- und Ost-Berlin. | Chausseestraße nahe dem Oranienburger Tor · Bertolt-Brecht-Haus · Berlin-Mitte Chausseestraße BND                                                                                |
| Choriner Straße (Lage)                    | 0450 (im Ortsteil)                                                                                     | Chorin, Gemeinde in Brandenburg | 10. Okt. 1863 | Die Choriner Straße führt von der Zehdenicker Straße zur Schönhauser Allee. Im Ortsteil liegt der Abschnitt zwischen Zehdenicker Straße und Schwedter Straße, auf dem sie die Grenze zwischen Mitte und Prenzlauer Berg bildet. Die vorherigen Namen waren Straße 58, Abt. XI des Bebauungsplans, Hinter dem Weinberg (um 1770 bis Ende 18. Jh.) und Hohlweg vor dem Schönhauser Thor (Ende 18. Jh. bis 1863). | Choriner Straße |
| Claire-Waldoff-Straße (Lage)              | 0170                                                                                                   | Claire Waldoff (1884–1957), Chansonsängerin | 19. Dez. 1986 | Die Straße wurde nach dem Bau des neuen Friedrichstadt-Palastes auf der gegenüberliegenden Seite der Friedrichstraße als kurze Stichstraße angelegt. Sie erschließt die hier entstandene Büro- und Geschäftspassage „Dreispitz“. Am Ende der Straße gibt es den Zugang zur Hugenottensiedlung, einer denkmalgeschützten Wohnanlage aus dem Jahr 1925 auf dem Grundstück Friedrichstraße 129a–h. | Claire-Waldoff-Straße · Hugenottenviertel |
| Cora-Berliner-Straße (Lage)               | 0140                                                                                                   | Cora Berliner (1890–1942) Wirtschafts- und Sozialwissenschaftlerin, Opfer des Holocaust | 12. Mai 2005 | Die Straße verbindet die Behrenstraße (Nord) mit der Hannah-Arendt-Straße (Süd). Sie liegt am Denkmal für die ermordeten Juden Europas. | Berlin-Mitte Cora-Berliner-Straße |
| Dircksenstraße (Lage)                     | 1320                                                                                                   | Ernst Dircksen (1831–1899), Bauingenieur und Eisenbahnplaner | 11. Juni 1902 | Die Straße verläuft von der Stralauer Straße bis An der Spandauer Brücke immer unterhalb des S-Bahn-Viadukts und erinnert an seinen Erbauer. Die vorherigen Namen waren Stadtbahn-Parallelstraße (1888–1889) und An der Stadtbahn (1889–1902). | Dircksenstraße rechterhand von der Berliner Stadtbahn |
| Dorothea-Schlegel-Platz (Lage)            | 0100 × 100 × 40                                                                                        | Dorothea Schlegel (1764–1839), Schriftstellerin | 21. Juni 2005 | Der kleine bis 2005 namenlose Platz ist bei der Neubebauung rund um den Bahnhof Berlin Friedrichstraße entstanden. Er wird begrenzt von Neustädtischer Kirchstraße, Reichstagufer und Georgenstraße. | Dorothea-Schlegel-Platz |
| Dorotheenstraße (Lage)                    | 1090                                                                                                   | Dorothea von Holstein-Glücksburg (1636–1689), Ehefrau des Kurfürsten Friedrich Wilhelm von Brandenburg | 25. Apr. 1822 | Sie verläuft von der Straße Am Kupfergraben bis zur Ebertstraße parallel zur Straße Unter den Linden. Ihre vorherigen Namen waren Am Bauhof (um 1696–1821), Hinter Gasse (17.–18. Jh.), Hinter dem Observatorium (18. Jh. bis 1822), Letzte Straße (18. Jh.–1822) und 1951–1995 Clara-Zetkin-Straße. Die um 1840 angelegte Verlängerte Dorotheenstraße, die bis zur Sommerstraße, seit 1925 Ebertstraße, führte, wurde 1846 in die Dorotheenstraße einbezogen. Die in der Straße erhaltenen Gebäude der Dorotheenstadt stehen in der Berliner Denkmalliste. | Rumänische Botschaft · Ehemaliges Gebäude der naturwissenschaftlichen und medizinischen Institute der Humboldt-Universität                                                       |
| Dresdener Straße (Lage)                   | 0240 (im Ortsteil)                                                                                     | Dresden, Hauptstadt von Sachsen | 1772 | Die Straße verläuft zwischen dem Zentrum Kreuzberg am Kottbusser Tor im Ortsteil Kreuzberg und der Annenstraße. An der Waldemarstraße überschreitet sie die Ortsteilgrenze. Die vorherigen Namen waren Rixdorfer Damm (16. bis 17. Jh.) und Rixdorfer Straße (17. Jh. bis 1772) nach der Richtung des Straßenverlaufs. Als eine der ältesten Straßen Berlins bildete sie einen Teil der Heerstraße, die über Rixdorf nach Mittenwalde führte. Da sie Ende des 16. Jahrhunderts von Mittenwalde nach Dresden verlängert wurde, erhielt ein Teil der Rixdorfer Straße einen geänderten Namen. Die Bebauung der Straße begann im 17. Jahrhundert. Mit dem Neuaufbau dieses Gebietes 1958–1960 in Ost-Berlin wurde die Straße zwischen Neuer Jakobstraße und Heinrich-Heine-Straße teilweise aufgehoben. | Dresdener Straße |
| Ebertstraße (Lage)                        | 0880                                                                                                   | Friedrich Ebert (1871–1925), Politiker (SPD), Reichspräsident | 31. Juli 1947 | Sie verläuft vom Potsdamer Platz im Süden bis zur Scheidemann-/Dorotheenstraße im Norden und bildet die Grenze zwischen den Ortsteilen Mitte und Tiergarten, an der früher die Berliner Mauer verlief. Sie wird vom Platz des 18. März am Brandenburger Tor unterbrochen. Zuerst hieß sie Kasernenstraße, ab 1831 nacheinander Schulgartenstraße (1831–1867), Brandenburgische Kommunikation (1845–1867), Königgrätzer Straße (1867–1915), Sommerstraße (1859–1925), Budapester Straße (1915–1925), Friedrich-Ebert-Straße (1925–1933) und Hermann-Göring-Straße (1933–1945). Östlich der Ebertstraße befindet sich das nach Plänen von Peter Eisenman ausgeführte Denkmal für die ermordeten Juden Europas (Holocaust-Mahnmal; unteres Bild). | Ebertstraße in Richtung Brandenburger Tor · Holocaust-Denkmal |
| Eichendorffstraße (Lage)                  | 0250                                                                                                   | Joseph von Eichendorff (1788–1857), Dichter | 28. Apr. 1877 | Die Straße verläuft zwischen Tieckstraße im Süden und Invalidenstraße im Norden. An ihrem nordwestlichen Abschnitt befindet sich eine 10.000 m² große Grünanlage mit einem flachen Kinderplanschbecken. | Eichendorffstraße |
| Eiergasse (Lage)                          | 0016                                                                                                   | Verkaufsplatz für Hühnereier | 1200 (überliefert) | Die Eiergasse im Nikolaiviertel verläuft zwischen Nikolaikirchplatz und Mühlendamm. Sie zählt zu den ältesten Straßen Berlins. Mit der Zerstörung des Viertels verschwand die Straße nach 1945 zunächst, wurde aber 1984 wiederhergestellt. Die ursprüngliche Länge von rund 50 Metern musste wegen der Verbreiterung des Mühlendamms auf 16 Meter verkürzt werden. Die Eiergasse ist damit die kürzeste Straße Berlins. In der amtlichen RBS-Datenbank ist die Eiergasse als Fußweg klassifiziert. | Eiergasse |
| Elisabeth-Mara-Straße (Lage)              | 0150                                                                                                   | Elisabeth Mara (1749–1833), Opernsängerin | 1. März 2009 | Die Straße entstand auf dem ehemaligen Grundstück Seidelstraße Nr. 28. Sie verbindet die Seydelstraße mit der Neuen Grünstraße in West-Ost-Richtung. | Elisabeth-Mara-Straße |
| Elisabeth-Schwarzhaupt-Platz (Lage)       | 0200 × 80                                                                                              | Elisabeth Schwarzhaupt (1901–1986), Politikerin (CDU) | 4. Nov. 2006 | Der Platz liegt zwischen Invalidenstraße und Julie-Wolfthorn-Straße am Nordbahnhof. Das Terrain des früheren Nordbahnhofs / Stettiner Bahnhofs war nach dessen Stilllegung im Jahr 1952 als namenlose Brachfläche verblieben. Ein Teil diente in den 1970er und 1980er Jahren einer benachbarten Betonfabrikation als Bauhof. Mit der Neugestaltung und ersten Bebauung der Flächen nach dem Jahr 2000 wurde ein Teilareal für die Wendeanlage der Straßenbahnlinie M10 abgetrennt. Einen östlichen Teil hat die Deutsche Bahn AG als Grundeigentümer durch Garten- und Landschaftsbüros im Jahr 2005 als Dünenfläche neu gestalten lassen. Das Areal entlang der Invalidenstraße am südlichen Ausgang des S-Bahnhofs Nordbahnhof erhielt den neuen Namen. Der größere westliche Bereich des Geländes wurde unter anderem mit dem DB-Bürostandort Nordbahnhof Carré bebaut. Der Nordabschnitt des Platzes grenzt an einen Teil der Hinterlandmauer der Berliner Mauer, die hier unter Denkmalschutz steht. | E.-Schwarzhaupt-Platz mit „Düne“ · Berlin-Mitte Elisabeth-Schwarzhaupt-Platz |
| Elisabethkirchstraße (Lage)               | 0280                                                                                                   | Elisabethkirche | 21. Sep. 1871 | Sie verbindet die Invalidenstraße bogenförmig mit der Ackerstraße. Um 1850 als Kleine Ackerstraße angelegt, wurde der Verkehrsweg 1871 nach dem nahe gelegenen Gotteshaus neu benannt. | Elisabethkirchstraße |
| Engeldamm (Lage)                          | 0900                                                                                                   | ungeklärte Herkunft: entweder nach dem früheren Engelbecken oder nach der nahe gelegenen ehemaligen Engelschen Wachstuchfabrik                                                                                              | 20. Mai 1937 | Sie verläuft bogenförmig auf dem Norduferbereich des früheren Luisenstädtischen Kanals zwischen Schillingbrücke und Michaelkirchplatz (auf dem Süduferbereich läuft parallel der Bethaniendamm). Bei der Erstanlage des Verkehrsweges Mitte des 19. Jahrhunderts hieß die Straße Engelufer. Zwischen 1951 und 1991 trug die Uferstraße den Namen Fritz-Heckert-Straße. Am Engeldamm befinden sich mehrere denkmalgeschützte Gebäude, das ehemalige Haus des Deutschen Verkehrsbunds von Bruno Taut und Max Taut (Nummer 70) und das Gewerkschaftshaus (Nummern 62–64). | Haus des Deutschen Verkehrsbunds |
| Erna-Berger-Straße (Lage)                 | 0190                                                                                                   | Erna Berger (1900–1990), Opernsängerin | 16. März 2003 | Die kleine Erschließungsstraße geht als Sackgasse von der Stresemannstraße in östlicher Richtung ab und verläuft südlich des Leipziger Platzes. In der Straße steht einer der wenigen noch erhaltenen Wachtürme („Rundblickbeobachtungsturm“) der Berliner Mauer, dessen Abriss bei der Bebauung der Flächen kurzfristig zur Debatte gestanden hatte. Das Bundesumweltministerium errichtete seinen Berliner Dienstsitz an der Ecke Erna-Berger-/Stresemannstraße und hat ihn im Juni 2011 bezogen. | Wachturm an der Erna-Berger-Straße · Erna-Berger-Straße am Potsdamer Platz |
| Falkoniergasse (Lage)                     | 0090                                                                                                   | Falkoniere, auch Falkner, ehemalige Bewohner der Gasse | 24. Jan. 2007 | Die kurze Straße, nördlich vom Werderschen Markt an der Friedrichswerderschen Kirche abzweigend und im 17. Jahrhundert angelegt, verfügte im Jahr 1820 über nur acht Wohnhäuser. Ihr Verlauf wurde wie folgt beschrieben: Die „Falconier-Gasse im Friedrichswerder von der Rosenstraße bis zur Marktstraße […] ist 115 Schritt lang und gehört zum 5. Polizei-Revier“. Die Straße wurde am 11. April 1974 entwidmet. Durch Beschluss des Bezirksamtes wurde der historische Straßenname bei der Neubebauung des Friedrichswerder wieder vergeben. Hier entsteht das Luxus-Wohnquartier Kronprinzengärten. Mit dem Bau des Quartiers wurde im Jahr 2013 begonnen, die Townhouses entlang dieser Straße werden im Wechsel höher und flach gebaut, um die Sicht auf die Fenster der Friedrichswerdersche Kirche nicht zu verdecken. | Falkoniergasse um das Jahr 1910 · Falkoniergasse im Januar 2015, die Wohngebäude deuten bereits den früheren Verlauf an                                                          |
| Fehrbelliner Straße (Lage)                | 0600 (im Ortsteil)                                                                                     | Fehrbellin, Gemeinde in Brandenburg | 23. Apr. 1863 | Die Straße erstreckt sich von der Schönhauser Allee im Ortsteil Prenzlauer Berg bis zur Anklamer Straße. Der längere Abschnitt zwischen Choriner Straße und Anklamer Straße gehört zum Ortsteil Mitte. In der Stadtplanungsphase wurde der Verkehrsweg als Straße 67, Abt. XI bezeichnet. Die Fehrbelliner Straße tangiert den Volkspark Weinbergsweg an dessen nördlicher Grenze. Einige Mietshäuser und Fabrikhallen aus den Anfängen der Bebauung im 19. Jahrhundert sind erhalten und in die Berliner Denkmalliste aufgenommen (Hausnummern 47–49). In Spandau gibt es eine gleichnamige Straße. | Fehrbelliner Straße |
| Fischerinsel (Lage)                       | 0290 + 260                                                                                             | Bezeichnung des südlichen Teils der Spreeinsel im Berliner Ortsteil Mitte | 2. Apr. 1969 | Die Straße verläuft zwischen Gertraudenstraße/Mühlendamm und Roßstraßenbrücke am Spreekanal mit Abzweigen in nordöstlicher und südwestlicher Richtung, durch die die von Hochhäusern dominierte Wohngegend erschlossen wird. Mit der Neubebauung des Gebiets von 1967 bis 1973 wurde das mittelalterliche Straßennetz beseitigt. Alle neu angelegten Straßen erhielten auf Magistratsbeschluss Nr. 79/69 den gemeinsamen Namen Fischerinsel und sind mit 1–20 im Uhrzeigersinn nummeriert, auch entlang der Gertraudenstraße. Die vorherigen Namen auf dem Gelände waren in Nordwest-Südost-Richtung Grünstraße (Mittelalter bis 1969), Petristraße (13. Jh.–1969), Roßstraße (17. Jh.–1969), Fischerstraße (Mittelalter bis 1969) und An der Fischerbrücke (1683–1969) sowie in Südwest-Nordost-Richtung Rittergasse, Schornsteinfegergasse (18. Jh.–1969) und Köllnische Straße (1862–1969) (1836–1862 Köllnische Gasse). Der aktuelle Lauf der Straße deckt sich mit der vormaligen Roßstraße. | Hochhäuser auf der Fischerinsel · 15. Februar 1952 An der Fischerstrasse. Im Hintergrund der Turm des Alten Stadthauses.                                                         |
| Forum an der Museumsinsel (Lage)          | 0240                                                                                                   | Name eines neuen Stadtquartiers nördlich der Berliner Museumsinsel | 8. März 2016 | Die beiden Äste der U-förmigen Privatstraße zweigen von der Ziegelstraße ab. | Forum an der Museumsinsel |
| Französische Straße (Lage)                | 0720                                                                                                   | nach den Hugenotten aus Frankreich, die sich hier ansiedelten | 1706 | Die Straße verläuft zwischen Wilhelmstraße und Werderschem Markt. Die um 1696 angelegte Straße erhielt Anfang des 18. Jahrhunderts ihren Namen. Die anschließenden Straßen (Beim Französischen Kirchhof zwischen Charlotten- und Markgrafenstraße und Nach dem Französischen Kirchhof zwischen Markgrafen- und Oberwallstraße) wurden um 1740 in die Französische Straße einbezogen. Am östlichen Ende wurde die Straße durch das Gebäude für die Erste Kammer des Preußischen Herrenhauses in der Oberwallstraße 4 abgeschlossen. Nachdem 1851 ein Teil dieses Gebäudes abgebrannt war, wurde die Französische Straße 1858 bis zur Oberwallstraße durchgelegt. Die nach dem Zweiten Weltkrieg noch erhaltenen Gebäude in der Dorotheenstadt stehen in der Berliner Denkmalliste. | Ehemaliges Postamt · Hotel de Rome |
| Friedrich-Ebert-Platz (Lage)              | 0190 × 45                                                                                              | Friedrich Ebert (1871–1925), Politiker (SPD), Reichspräsident | 21. Aug. 1999 | Der aus dem nördlichen Teilstück der Ebertstraße abgetrennte Platz liegt zwischen Reichstagufer und Dorotheenstraße an der Ortsteilgrenze zu Tiergarten. An ihm befinden sich die Rückfront des Reichstagsgebäudes und das 1904 vollendete denkmalgeschützte Reichstagspräsidentenpalais mit Garten und Tunnel zum Reichstagsgebäude. Im Bereich des Platzes befindet sich der Gedenkort Weiße Kreuze zum symbolischen Gedenken an die Maueropfer. | Friedrich-Ebert-Platz 2006 · Berlin-Mitte Friedrich-Ebert-Platz |
| Friedrichsgracht (Lage)                   | 0425                                                                                                   | Kurfürst Friedrich Wilhelm von Brandenburg (1620–1688) | nach 1745 | Die Friedrichsgracht verläuft zwischen Gertraudenbrücke und Sperlingsgasse direkt am Spreekanal. Die Namensgebung des Uferweges bezieht sich auf den damaligen Herrscher und auf die nach Berlin gerufenen holländischen Spezialisten für die Anlage von Stadtkanälen. Er trug seither verschiedene Namen. An ihr befinden sich etliche in der Berliner Denkmalliste enthaltene Wohn- und Geschäftshäuser sowie das Pfarrhaus St. Petri. | Friedrichsgracht |
| Friedrichstraße (Lage)                    | 2160 (im Ortsteil)                                                                                     | Friedrich I. (1657–1713), König in Preußen | um 1705 | Die Straße verläuft vom Mehringplatz bis zur Zimmerstraße im Ortsteil Kreuzberg und von dort zur Hannoverschen Straße/Torstraße (Oranienburger Tor) im Ortsteil Mitte. Der Verkehrsweg erhielt ab 1688 seinen ersten Namen, der seitdem häufig wechselte. Auch der Verlauf und die Länge änderten sich mehrfach. Viele nach dem Zweiten Weltkrieg entstandene Brachflächen wurden erst in Vorbereitung der 750-Jahr-Feier Berlins im Jahr 1987 wieder bebaut. Einige begonnene historisierende Bauten aus Fertigteilen im Bereich zwischen Französischer Straße und Leipziger Straße wurden nach der Wende teilweise wieder abgebrochen. Es entstanden neue Stadtquartiere wie das Quartier 206 und 207. Die in der Straße erhaltenen Gebäude der Dorotheenstadt stehen in der Berliner Denkmalliste. Unter der Straße verläuft die U-Bahn-Linie U6 mit den Bahnhöfen Stadtmitte, Unter den Linden, Friedrichstraße und Oranienburger Tor im Ortsteil. Zum Ortsteil gehören die Grundstücke 50, 55, 55a, 56–58, 60–63, 67–71, 76, 78–102, 105a–199 (einige Grundstücks-Nummern fehlen, andere Grundstücke sind geteilt), 200, 204. Die Zählung erfolgt in Hufeisennummerierung von Kreuzberg zum Oranienburger Tor mit den Zahlen bis 116 an der Ostseite und rückläufig an der Westseite der Straße mit 118 nach Süden. Die anderen Grundstücke 1–45 (Ostseite, fortlaufend, wobei einige Nummern fehlen) und auf der Gegenseite 206–246 (fortlaufend auf der Westseite) gehören zum Ortsteil Kreuzberg im Bezirk Friedrichshain-Kreuzberg. Die Friedrichstraße im Bezirk Kreuzberg-Friedrichshain und Mitte hat die Straßennummer 16228 im Berliner Verzeichnis, daneben gibt es mit 1402 eine Friedrichstraße im Ortsteil Spandau des Bezirks Spandau und mit 1403 jene im Bezirk Steglitz-Zehlendorf Ortsteil Lichterfelde. | Bahnhof Friedrichstraße, 1982 · Galeries Lafayette · Quartier 206 |
| Fürstenberger Straße (Lage)               | 0150                                                                                                   | Fürstenberg/Havel, Stadt in Brandenburg | 19. Feb. 1879 | Sie liegt zwischen Wolliner Straße am Arkonaplatz und Schwedter Straße. Bei den Stadtplanungen 1862 wurde sie als Straße 65, Abt. XI bezeichnet. | Fürstenberger Straße |
| Garnisonkirchplatz (Lage)                 | 0090 × 20                                                                                              | Garnisonkirche, im Zweiten Weltkrieg zerstört und 1962 endgültig beseitigt | 2. Aug. 1999 | Der ehemals namenlose Platz zwischen dem S-Bahnhof Hackescher Markt und der Anna-Louisa-Karsch-Straße erinnert an die frühere Garnisonkirche, die sich auf dem Areal des angrenzenden Litfaß-Platzes befand. Die Namensvergabe fand am 7. April 2000 statt. Am 16. Januar 2012 wurde auf dem Platz ein Bronzestandbild für Gret Palucca enthüllt, das die Bildhauerin Emerita Pansowová nach einer vorher angefertigten kleinen Skulptur (befindet sich in der Nationalgalerie) nun in normaler Größe geschaffen hat. Im November 2012 wurde eine erste Bronze-Figur aus Sabina Grzimeks Gruppe Sieben Gesten des aufrechten Gangs aufgestellt. Seit dem 8. Oktober 2013 steht ein Bronzeguss der in der Kunstsammlung der Akademie der Künste befindlichen Skulptur Lumumba (Überführung nach Thysville) von Jenny Mucchi-Wiegmann auf dem Platz. | Garnisonkirchplatz · Lumumba-Denkmal |
| Gartenstraße (Lage)                       | 0680                                                                                                   | sächsische Gärtnerfamilien, die hier auf Befehl König Friedrichs II. nach 1770 angesiedelt wurden | 18. Feb. 1801 | Die Gartenstraße liegt von der Torstraße bis zur Bernauer Straße im Ortsteil und von dort bis zur Grenzstraße im Ortsteil Gesundbrunnen. Sie verläuft zu großen Teilen östlich parallel der Gleisanlagen der Nordbahn. Die Straße wurde um 1752 angelegt. Der vorherige Name war Hamburger Landwehr (Mitte 18. Jh.–1801). Erwähnenswert ist das Baudenkmal des historischen Lehrerwohnhauses (oberes Bild) sowie das Stadtbad Mitte (unteres Bild). | Humboldt-Gymnasium Gartenstraße · Stadtbad Mitte |
| Gendarmenmarkt (Lage)                     | 0400 × 150                                                                                             | Gens d’armes, preußisches Reiterregiment, das hier sein Quartier hatte | 1799 | Die vorherigen Namen waren Lindenmarkt (17. Jh.), Mittelmarkt (um 1700–1786), Friedrichstädter Markt (um 1700–1786), Neuer Markt (1786–1799), Schillerplatz (1871–1936) und Platz der Akademie (1950–1991). Die Französische Straße (Nord), Markgrafenstraße (Ost), Mohrenstraße (Süd) und Charlottenstraße (West) begrenzen den rechteckigen Platz. Er wird dominiert vom Deutschen und Französischen Dom sowie vom Schauspielhaus. | Panorama des Gendarmenmarktes · Schauspielhaus am Gendarmenmarkt |
| Georgenstraße (Lage)                      | 0660                                                                                                   | Benjamin George (1739–1823), Berliner Unternehmer | 1799 | Die Straße führt von der Neustädtischen Kirchstraße bis zur Straße Am Kupfergraben entlang des Stadtbahnviadukts. Der vorherige Name war Katzenstieg (um 1700–1799). Die Straße wurde bereits zu dessen Lebzeiten nach Benjamin George benannt. George erwarb 1785 das Gelände nördlich des Katzenstieges zwischen Friedrichstraße und Spree, ließ eine Straße anlegen und an Georgen- und Friedrichstraße große Wohnhäuser errichten. Durch den Bau der Stadtbahn, die 1882 eröffnet wurde und die gesamte Nordseite der Straße einnimmt, veränderte sich das Gesicht der Straße grundlegend. | Berlin-Mitte Georgenstraße · Georgenstraße am Bahnhof Friedrichstraße |
| Gertraudenstraße (Lage)                   | 0410                                                                                                   | Gertrud von Nivelles (626–659), Äbtissin und Heilige | um 1750 | Die Gertraudenstraße ist ein Abschnitt der Bundesstraße 1 und bildet die Verbindung zwischen Spittelmarkt und Mühlendamm. Die vorherigen Namen einzelner Straßenabschnitte waren Am Teltower Thor (Mittelalter bis 17. Jh.), Hinterm Bernauer Keller (Mittelalter bis um 1750), Am Gertraudtenthor (um 17. Jh. bis um 1750) sowie Gertraudtenstraße. | Gertraudenstraße · Ahornblatt |
| Gertrud-Kolmar-Straße (Lage)              | 0283                                                                                                   | Gertrud Kolmar (1894–1943), Dichterin, Opfer des Holocaust | 29. Okt. 2001 | Der Verkehrsweg entstand 2001 aus einem Abschnitt der Straße An der Kolonnade. Sie verläuft zwischen Voßstraße und Hannah-Arendt-Straße in Süd-Nord-Richtung. | Gertrud-Kolmar-Straße |
| Geschwister-Scholl-Straße (Lage)          | 0200                                                                                                   | Geschwister Scholl (Hans (1918–1943) und Sophie (1921–1943)), Widerstandskämpfer | 13. Okt. 1949 | Sie verläuft zwischen dem Stadtbahnviadukt und Am Weidendamm/Am Kupfergraben an der Ebertsbrücke. Der seit dem Jahr 1899 als Prinz-Friedrich-Karl-Straße bezeichnete Verkehrsweg erhielt 1949 seinen Namen nach den beiden Mitgliedern der Widerstandsgruppe Weiße Rose. Sie entstand als Straßendurchbruch Ende des 19. Jahrhunderts. Gleichzeitig mit der Anlage dieser Straße wurde die Stallstraße eingezogen, die von der gleichen Stelle an der Georgenstraße abgehend mehr in westlicher Richtung zum Weidendamm verlief. Direkt neben dem Stadtbahnviadukt befindet sich das 2009 eröffnete Jacob-und-Wilhelm-Grimm-Zentrum der Universitätsbibliothek der Humboldt-Universität. | Geschwister-Scholl-Straße · Berlin-Mitte Geschwister-Scholl-Straße |
| Gipsstraße (Lage)                         | 0350                                                                                                   | frühere Gipsbrennerei an diesem Standort | 9. Dez. 1824 | Die Gipsstraße führt von der Auguststraße bis zur Rosenthaler Straße. Der erste Name der 1699 angelegten Straße war Gipsgasse (um 1700–1824). Die Gipsstraße ist eine Einbahnstraße, die für den Radverkehr in Gegenrichtung freigegeben ist. | Gipsstraße 3 · Berlin-Mitte Gipsstraße |
| Glinkastraße (Lage)                       | 0610                                                                                                   | Michail Glinka (1804–1857), russischer Komponist | 31. Mai 1951 | Die Glinkastraße verläuft zwischen der Kronenstraße und der Straße Unter den Linden. Der Straßenteil zwischen Behrenstraße und Unter den Linden entstand erst 1968 und wurde 1969 in die Straße einbezogen. Der vorherige Name um 1700 bis 1951 war Kanonierstraße. Die in der Straße erhaltenen Gebäude der Dorotheenstadt stehen in der Berliner Denkmalliste. | Preußische Lebensversicherung in der Glinkastraße |
| Gontardstraße (Lage)                      | 0250                                                                                                   | Carl Gontard (1731–1791), Architekt | 19. Nov. 1887 | Die Straße verbindet die Karl-Liebknecht-Straße im Nordwesten mit der Rathausstraße im Südosten. Vor den massiven Zerstörungen im Zweiten Weltkrieg gab es entlang der westlichen Straßenseite etliche Wohn- und Kaufhäuser. Mit dem Bau des Berliner Fernsehturms und der Neuanlage der Freiflächen wurde die restliche Bebauung beseitigt. Die östliche Straßenseite bildet der Bahnhof Alexanderplatz. Adressiert sind Nebengebäude des Fernsehturms: Eingangsgebäude Gontardstraße 7 und dessen linker Flügel Gontardstraße 9, der Anbau gegenüber jedoch Panoramastraße 1a. Die Gontardstraße begann ursprünglich erst an der Zentralmarkthalle 1, die von der Stadtbahn eine Eisenbahnzufahrt hatte. Dieser Bau (auf dem seither freien Grundstück Karl-Liebknecht-Straße 14) wurde abgerissen, wodurch die Gontardstraße eine Verlängerung erhielt. Das an der Ecke Panoramastraße 1 stehende Gebäude blieb jedoch seit seinem Bau erhalten, überstand die Flächenänderungen mit dem Fernsehturmgelände und wird von der Commerzbank genutzt. Im Adressbuch 1900 ist die Gontardstraße vermerkt. | |
| Gormannstraße (Lage)                      | 0510                                                                                                   | Cornelius Gormann (1796–1861), Ofenfabrikant, Töpfer | 13. Mai 1867 | Sie verläuft zwischen Weinmeisterstraße und Zehdenicker Straße. Ihr erster Name war Laufgasse (um 1699–1867). | Gormannstraße 19a |
| Granseer Straße (Lage)                    | 0195                                                                                                   | Gransee, Stadt in Brandenburg | 19. Feb. 1879 | Sie verläuft zwischen Ruppiner Straße und Wolliner Straße und tangiert auf ganzer Länge den Südbereich des Arkonaplatzes. Sie war als Straße 54, Abteilung XI im ersten Bebauungsplan verzeichnet. Am Haus Nummer 9 befindet sich eine Gedenktafel für die hier geborene Opernsängerin Frida Leider. | Granseer Straße |
| Griebenowstraße (Lage)                    | 0190                                                                                                   | Wilhelm Griebenow (1784–1865), Grundbesitzer | 13. Dez. 1833 | Sie verbindet die Schwedter Straße mit dem Zionskirchplatz. In der ersten Stadtplanung Berlins wurde sie als Straße 57, Abt. XI bezeichnet. Unter der Hausnummer 15 befindet sich das Baudenkmal Predigerhaus der Zionskirche mit einem Quergebäude (1870). Ab 1986 war das Gebäude Sitz der Umwelt-Bibliothek, einem Treffpunkt der DDR-Opposition. In dieser Straße lebte auch der Lehrer und Pferdenarr Wilhelm von Osten, der mit seinem Pferd Der Kluge Hans gegen Ende des 19. Jahrhunderts weit über Berlin hinaus bekannt wurde. | Predigerhaus der Zionskirche |
| Große Hamburger Straße (Lage)             | 0400                                                                                                   | Freie und Hansestadt Hamburg | 1737 | Sie verläuft von der Auguststraße zur Oranienburger Straße und entstand um 1708 als Teil eines Heerweges nach Hamburg. Sie trug zunächst den Namen Hamburger Straße (1723–1737). In dieser Straße stand das Jüdische Altenheim, 1909 als Jüdische Knabenschule errichtet. An dem Haus wurde am 18. März 1983 eine Gedenktafel für Moses Mendelssohn angebracht, der hier unterrichtet hatte. In der NS-Zeit wurde es von der NSDAP als Gefängnis benutzt. Von hier wurden 55.000 Berliner Juden nach Auschwitz und Theresienstadt deportiert. An das im Krieg zerstörte Gebäude erinnert die 1985 aufgestellte Skulptur Jüdische Opfer des Faschismus des Bildhauers Will Lammert. Der frühere Jüdische Friedhof wurde von 2007 bis 2008 instand gesetzt und ist seitdem eine als Gartendenkmal gekennzeichnete Grünanlage. Das Jüdische Gymnasium Moses Mendelssohn steht neben dem Friedhof. Gegenüber der Einmündung der Krausnickstraße befindet sich der Zugang zur Sophienkirche. Auf dem Grundstück 5–11 steht das 1846 errichtete St. Hedwig-Krankenhaus. | Jüdisches Gymnasium Moses Mendelssohn · St. Hedwig-Krankenhaus · Sophienkirche                                                                                                   |
| Große Präsidentenstraße (Lage)            | 0120                                                                                                   | Amt des Stadtpräsidenten | um 1746 | Sie verläuft zwischen dem Hackeschen Markt und der Kleinen Präsidentenstraße. Zur Zeit der Straßenbenennung war Karl David Kircheisen erster Stadtpräsident Berlins. Die Straße wurde nach der Abtragung eines Teils des Stadtwalls Mitte des 18. Jahrhunderts angelegt. Das Treppenhaus des Hauses Nummer 10 an der Ecke Neue Promenade steht unter Denkmalschutz. | Große Präsidentenstraße Filmförderungsanstalt |
| Grunerstraße (Lage)                       | 0760                                                                                                   | Justus von Gruner (1777–1820), erster Polizeipräsident von Berlin | 24. Apr. 1890 | Die Straße verläuft zwischen Spandauer Straße und Alexanderstraße. Bis 1968/1969 begann sie erst an der Klosterstraße. Im Zusammenhang mit der Neubebauung der Leipziger Straße und deren autogerechter Verbindung mit dem Alexanderplatz wurde die Grunerstraße bis zur Spandauer Straße verlängert und erheblich verbreitert. Zur kreuzungsfreien Verkehrsführung wurde zur Unterquerung der Karl-Marx-Allee ein Straßentunnel zwischen der Otto-Braun-Straße und der Grunerstraße angelegt. Ab 2019 soll die Straßenführung verändert werden. | Tunnel Grunerstraße · Gleicher blick in den Autotunnel, März 2011 |
| Gustav-Böß-Straße (Lage)                  | 0110                                                                                                   | Gustav Böß (1873–1946), Oberbürgermeister von Berlin 1921–1929 | 16. Dez. 1991 | Die bereits im 15. Jahrhundert nachweisbare Straße verläuft auf der Rückseite des Berliner Roten Rathauses zwischen Spandauer Straße und Jüdenstraße. Sie trug zuvor die Bezeichnungen Große Schmiedegasse (15.–Anfang 16. Jh.), Nagelgasse (Anfang 16. Jh.–1869), Rathausstraße (1869–1951) und Hinter dem Rathaus (1951–1991). | |
| Habersaathstraße (Lage)                   | 0500                                                                                                   | Erich Habersaath (1893–1918), erstes Berliner Opfer der Novemberrevolution 1918 | 31. Mai 1951 | Die Straße verbindet die Scharnhorststraße mit der Chausseestraße. Die im 19. Jahrhundert angelegte Straße grenzte an die Garde-Füsilier-Kaserne und deren Artillerie-Übungsplatz. Sie trug den Namen Kesselstraße. | Habersaathstraße |
| Hackescher Markt (Lage)                   | 0140 × 60 (unregelmäßige Form)                                                                         | Hans Christoph Friedrich von Hacke (1699–1754), preußischer General, Berliner Stadtkommandant | 23. Juli 1840 | Der Platz liegt nördlich des Stadtbahnviadukts am gleichnamigen S-Bahnhof. Die erste Schreibweise war Haacksche Markt. Während des Zweiten Weltkriegs stark zerstört, wurden nach der Wiedervereinigung die Baulücken geschlossen und die Altbauten saniert. Am Platz liegen zahlreiche Restaurants und die Hackeschen Höfe. | Hackescher Markt · Hackescher Markt |
| Hannah-Arendt-Straße (Lage)               | 0320                                                                                                   | Hannah Arendt (1906–1975), deutsch-amerikanische Publizistin und Gelehrte | 12. Mai 2005 | Die Straße verläuft zwischen Wilhelmstraße und Ebertstraße. Sie grenzt an das Denkmal für die ermordeten Juden Europas. | Holocaust-Denkmal mit Hannah-Arendt-Straße im Vordergrund |
| Hannoversche Straße (Lage)                | 0590                                                                                                   | Hannover, Hauptstadt von Niedersachsen | 17. März 1891 | Sie verläuft zwischen Chausseestraße/Friedrichstraße (Oranienburger Tor) und Robert-Koch-Platz. Die vorherigen Namen waren Charitéstraße (um 1735–1836) und Communikation am Neuen Thor (1836–1891). In der Hannoverschen Straße 28–30 befand sich zu DDR-Zeiten die Ständige Vertretung der Bundesrepublik Deutschland in Ost-Berlin. Das ehemalige Königliche Leichenschauhaus (später Institut für Gerichtsmedizin der Humboldt-Universität) in der Hannoverschen Straße 6 steht in der Berliner Denkmalliste. | Seinerzeitige Ständige Vertretung der Bundesrepublik in der Hannoverschen Straße, 1974                                                                                           |
| Hausvogteiplatz (Lage)                    | 0100 × 50 (Trapezform)                                                                                 | königliches Hofgericht, auch Hausvogtei genannt, das ab 1750 hier stand | 1789 | Die vorherigen Namen waren von etwa 1740 bis 1750 Quarree und von 1750 bis 1789 Jerusalemplatz. Der Platz war im 19. und beginnenden 20. Jahrhundert das Zentrum der Berliner Konfektion. Der gleichnamige U-Bahnhof befindet sich auf seiner Westseite. | Hausvogteiplatz |
| Hedwigskirchgasse (Lage)                  | 0070                                                                                                   | St.-Hedwigs-Kathedrale | um 1760 | Sie verbindet die Behrenstraße am Bebelplatz mit der Französischen Straße. Die Straße wurde im 18. Jahrhundert als Hedwigsgasse angelegt. Die an dieser Straße erhaltenen Gebäude der Dorotheenstadt stehen in der Berliner Denkmalliste. | Sankt Hedwigskathedrale, die Hedwigskirchgasse verläuft rechts neben dem Kirchengebäude                                                                                          |
| Hegelplatz (Lage)                         | 0040 × 30                                                                                              | Georg Wilhelm Friedrich Hegel (1770–1831), Philosoph | 4. Feb. 1872 | Er wird nördlich von einer Parkanlage, östlich von der Bauhofstraße und südlich von der Dorotheenstraße begrenzt. Erste Namen waren Bauhofstraße (um 1700), Der Bauhof (~1710–1872). Erst mit der Aufstellung des Hegeldenkmals von Gustav Blaeser erhielt der kleine Platz einen eigenen Namen. Die hier erhaltenen Gebäude der Dorotheenstadt sind denkmalgeschützt. | Hegeldenkmal auf dem gleichnamigen Platz · Hegelplatz |
| Heidereutergasse (Lage)                   | 0370                                                                                                   | Heidereuter (auch Heidereiter), für die Magistratsheide eingesetzter Aufseher | 15. Jan. 2001 | Sie zweigt als Sackgasse westlich von der Rosenstraße ab. Die Gasse gab es von ca. 1723 bis 1968. Sie verlief von der Rosenstraße bis zur Spandauer Straße in Höhe der Heilig-Geist-Kapelle. Beim Wiederaufbau des Gebietes wurde die Straße überbaut. Nach der Wende vergab die Bezirksverwaltung den Namen für die nach altem Verlauf in verkürzter Form angelegte Gasse entlang eines entstandenen Neubaus. Hier stand seit 1714 die erste Synagoge, die von den zugewanderten Juden errichtet werden durfte. Ein kleiner Denkmalkomplex im an die Gasse grenzenden Park erinnert an die wechselvolle Geschichte der Straße. | Heidereutergasse |
| Heiligegeistgasse (Lage)                  | 0120                                                                                                   | Heilig-Geist-Spital | 16. Feb. 2004 | Sie verläuft zwischen St. Wolfgang-Straße und Karl-Liebknecht-Straße parallel zur Spandauer Straße. Eine gleichnamige Gasse gab es bereits ab dem 17. Jahrhundert bis 1968; sie wurde bei der Bebauung mit einem neuen Hotelkomplex beseitigt. Nachdem das Hotel nach 1990 abgerissen und das neue Gebäudeensemble City Quartier DomAquarée fertiggestellt war, vergab der Bezirk Mitte für den wieder hergestellten Fußweg den historischen Namen neu. | Heiligegeistgasse |
| Heiligegeistkirchplatz (Lage)             | 0030 × 20                                                                                              | Heilig-Geist-Kapelle | 16. Feb. 2004 | Der Platz südlich der Heilig-Geist-Kapelle an der Spandauer Straße wurde im Zusammenhang mit der Neuvergabe der historischen Straßennamen im City Quartier DomAquarée neu definiert. | Heiligegeistkirchplatz |
| Heinrich-Heine-Platz (Lage)               | 0110 × 40                                                                                              | Heinrich Heine (1797–1856), Dichter und Schriftsteller | 12. Apr. 1951 | Er liegt zwischen Legiendamm und Annenstraße. Der vorherige Name zwischen dem 28. März 1849 und 1951 war Kaiser-Franz-Grenadierplatz. | Heinrich-Heine-Platz |
| Heinrich-Heine-Straße (Lage)              | 0680                                                                                                   | Heinrich Heine (1797–1856), Dichter und Schriftsteller | 22. Juni 1960 | Die Straße führt von der Köpenicker Straße bis zur Sebastianstraße an der Grenze zu Kreuzberg. Bis 1960 hieß sie Neanderstraße und endete an der Annenstraße. Nach ihrer Neubebauung und Umbenennung wurde der im Bezirk Mitte gelegene Teil der Prinzenstraße einbezogen. Unter der Straße verläuft die U-Bahn-Linie U8 mit dem U-Bahnhof Heinrich-Heine-Straße. | Heinrich-Heine-Straße |
| Helga-Hahnemann-Straße (Lage)             | 0130                                                                                                   | Helga Hahnemann (1937–1991), Entertainerin und Schauspielerin | 24. Sep. 2003 | Die Straße trägt symbolischen Charakter und ist nicht im amtlichen Straßenverzeichnis enthalten. Der Weg geht an der Ecke Johannisstraße/Kalkscheunenstraße in der Nähe des Friedrichstadt-Palastes ab und führt auf der freien Fläche hinter dem Kunsthaus Tacheles bis zur Oranienburger Straße. Er wurde 2003 am Tag der Verleihung des jährlich vergebenen Preises Goldene Henne benannt. | Helga-Hahnemann-Straße |
| Henriette-Herz-Platz (Lage)               | 0035 × 32 × 32 (Dreieckform)                                                                           | Henriette Herz (1764–1847), Schriftstellerin, Begründerin eines bedeutenden literarischen Salons in Berlin | 2. Aug. 1999 | Er liegt zwischen Burgstraße und An der Spandauer Brücke und wird nördlich durch den S-Bahnhof Hackescher Markt begrenzt. Die Freifläche wurde erst mit der Neubebauung nach 1990 geschaffen und gestaltet. | Geschäftshaus am Henriette-Herz-Platz |
| Hessische Straße (Lage)                   | 0630                                                                                                   | Großherzogtum Hessen | 17. März 1891 | Die Straße liegt zwischen Hannoverscher Straße und Invalidenstraße. In diesem Viertel wurden Straßen nach Ländern des 1871 in Versailles proklamierten deutschen Kaiserreiches benannt. Am südöstlichen Ende der Straße befindet sich das ehemalige I. Chemische Institut der damaligen Friedrich-Wilhelm-Universität (siehe Bild). | Chemisches Institut der HU |
| Hinter dem Gießhaus (Lage)                | 0140                                                                                                   | Gießhaus, das sich hier ab dem 17. Jahrhundert befand | um 1752 | Die Straße liegt zwischen dem Boulevard Unter den Linden und Am Kupfergraben/Am Zeughaus an der Eisernen Brücke. An der Ecke Am Festungsgraben steht das Palais am Festungsgraben (ehemals: Palais Donner) von 1753. Die hier erhaltenen Gebäude der Dorotheenstadt sind in die Berliner Denkmalliste aufgenommen. | Westseite des Zeughauses |
| Hinter dem Zeughaus (Lage)                | 0100                                                                                                   | Zeughaus | um 1700 | Die Straße verläuft in West-Ost-Richtung zwischen den Straßen Hinter dem Gießhaus und Am Zeughaus. Sie wurde mit dem Bau des Zeughauses in den Jahren 1696–1706 angelegt. Die in der Straße erhaltenen Gebäude der Dorotheenstadt stehen in der Berliner Denkmalliste. | Hinter dem Zeughaus |
| Hinter der Katholischen Kirche (Lage)     | 0120                                                                                                   | St.-Hedwigs-Kathedrale | 1807 | Die Straße verläuft zwischen Bebelplatz und Französischer Straße. Sie hatte bis zum Ende des 20. Jahrhunderts den längsten Straßennamen in Berlin. Die hier erhaltenen Gebäude der Dorotheenstadt stehen in der Berliner Denkmalliste. | Hinter der Katholischen Kirche |
| Hirtenstraße (Lage)                       | 0270                                                                                                   | um 1700 vorhandenes Kuhhirtenhaus (Hausnummer 1), später als Gasthof Hirten-Haus mit angeschlossener Stallung betrieben | 31. Jan. 1861 | Die Straße verläuft zwischen Almstadtstraße und Karl-Liebknecht-Straße. Vorher hieß sie Hirtengasse (um 1700–1861). In der Hirtenstraße 4 befindet sich das Gebäude der 1842 errichteten ehemaligen 9./10. Communal-Armenschule, der älteste erhaltene Schulbau in der Spandauer Vorstadt (siehe Bild). | Ehemalige 9./10. Communal-Armenschule in der Hirtenstraße 4, Ecke Kleine Alexanderstraße                                                                                         |
| Holzmarktstraße (Lage)                    | 0500 (im Ortsteil)                                                                                     | früherer städtischer Holzhandelsplatz | um 1685 | Die Straße erstreckt sich im Ortsteil von der Alexanderstraße bis zur Lichtenberger Straße und setzt sich in Friedrichshain bis zur Andreasstraße fort. In der Straße befindet sich der dreigliedrige Gebäudekomplex Trias mit dem Hauptsitz der BVG. Unter der Hausnummer 3–5 soll bis 2025 das Bauensemble JaHo Berlin entstehen. Es umfasst drei Gebäude, darunter den 75 m hohen Jannowitz-Turm. | Trias-Gebäude, Hauptsitz der BVG |
| Ida-von-Arnim-Straße (Lage)               | 0430                                                                                                   | Ida von Arnim (1832–1904), 1876–1904 Oberin im ehemaligen Kaiserin-Augusta-Hospital | 4. März 2011 | Die Straße verbindet die Scharnhorststraße mit der Chausseestraße. Sie entstand bei der Errichtung der BND-Zentrale auf dem früheren Gelände des Stadions der Weltjugend zwischen dem Abwasserpumpwerk Chausseestraße und der neuen Technik- und Logistikzentrale des BND. Das Bild zeigt das Abwasserpumpwerk der Berliner Wasserbetriebe auf der rechten Seite (Hausnummer 2) und ein Gebäudeteil des BND. Die Straße war 2016 für den öffentlichen Durchgangsverkehr gesperrt. Inzwischen ist das Verkehrsschild Privatstraße entfernt, und der Straßenlauf zwischen BND-Zentrale und Bundeswehrkrankenhaus wird „öffentlich“ genutzt (Stand: 2018). | Ida-von-Arnim-Straße von der Chausseestraße aus gesehen · Durchlass der Südpanke                                                                                                 |
| Ifflandstraße (Lage)                      | 0140                                                                                                   | August Wilhelm Iffland (1759–1814), Schauspieler, Theaterdirektor und Dramatiker | 9. Jan. 1877 | Die Straße zweigt als Sackgasse zwischen Schillingstraße und Lichtenberger Straße in südlicher Richtung von der Singerstraße ab. Sie wurde im Jahr 1877 als Verbindungsstraße zwischen Blumen- und Wallner-Theater-Straße angelegt. | Ifflandstrasse 9, Max-Planck-Schule |
| In den Ministergärten (Lage)              | 0230                                                                                                   | Ministergärten | 1. Juni 2000 (Die Verkehrsfreigabe der Straße erfolgte erst zum 4. Oktober 2000)                                           | Die Straße verbindet die Gertrud-Kolmar-Straße mit der Ebertstraße. Sie verläuft auf dem Gelände der Gartenanlagen des früheren Auswärtigen Amtes und der Reichskanzlei. Hier wurden nach dem Umzug der Bundesregierung nach Berlin die Landesvertretungen mehrerer Bundesländer errichtet (Brandenburg, Hessen, Mecklenburg-Vorpommern, Niedersachsen, Rheinland-Pfalz, Saarland und Schleswig-Holstein). | Landesvertretungen in den Ministergärten |
| Inselstraße (Lage)                        | 0250                                                                                                   | ehemalige Spreeinsel | 20. Juli 1859 | Die Straße verläuft zwischen Wassergasse und Märkischem Ufer an der Inselbrücke. Erster Namensbezug (Inselgasse bzw. Inselstraße) war eine kleine an der ehemaligen Fischerbrücke gelegene Spreeinsel. An der Inselstraße stehen die Baudenkmale Köllnisches Gymnasium, ehemaliges Haus des Allgemeinen Deutschen Gewerkschaftsbundes und ein Mietshaus aus dem Jahr 1898 (Hausnummer 12). | Ehemaliges Koellnisches Gymnasium in der Ecke Inse- und Wallstraße |
| Invalidenstraße (Lage)                    | 1760 (im Ortsteil)                                                                                     | Invalidenhaus | um 1800 | Die Straße verläuft im Ortsteil von der Brunnenstraße bis zur Sandkrugbrücke und setzt sich in Moabit bis Alt-Moabit fort. Hier stehen unter anderem der Komplex des Bundeswirtschaftsministeriums, das Bundesverkehrsministerium und das Naturkundemuseum. Nach dem Mauerbau im Jahr 1961 befand sich hier bis 1990 ein Grenzübergang zwischen Ost- und West-Berlin. Im Jahr 2015 wurde entlang der Straße eine Straßenbahnstrecke zur besseren Verkehrsanbindung des Hauptbahnhofs eröffnet. | Ehemalige Militärärztliche Akademie Berlin, Blick von Alexanderufer, von der Sandkrugbrücke aus; seit dem Ende des 20. Jhd. Teil des Bundeswirtschaftsministeriums               |
| Jacobystraße (Lage)                       | 0450                                                                                                   | Johann Jacoby (1805–1877), Abgeordneter des Preußischen Abgeordnetenhauses, Vorkämpfer für die Gleichstellung der Juden | 17. März 1948 | Der vorherige Name war Kaiserstraße (1805–1948). Sie verläuft zwischen der Kongresshalle am Alexanderplatz und der Schillingstraße. Durch den Neuaufbau des Gebietes Anfang der 1960er Jahre wurde die Straßenführung verändert. Sie verläuft jetzt parallel zur Karl-Marx-Allee. | Jacobystraße 1965 · Jacobystraße |
| Jägerstraße (Lage)                        | 0410 + 230                                                                                             | „nach dem 1690 von Nering erbauten Jägerhaus, auf dessen Terrain sich die Reichsbank befindet“ | um 1709 | Die Straße verläuft zwischen Mauerstraße und Kurstraße. Sie wird durch den Gendarmenmarkt unterbrochen. In der Jägerstraße 22 wurde im Jahr 1769 Alexander von Humboldt geboren. Zwischen 1958 und 1991 hieß sie Otto-Nuschke-Straße. In der Straße sind trotz Zerstörungen einige Baudenkmale erhalten oder wieder aufgebaut worden, wie der Komplex Hausnummer 1–3, seit dem Jahr 2000 Sitz der Vertretung der Freien und Hansestadt Hamburg beim Bund, Hausnummer 10/11 als Verwaltung der Deutschen Revisions- und Treuhand AG 1936 erbaut sowie Wohnhäuser, Geschäftshäuser, Bankgebäude und ein Telegrafenamt. | Jägerstraße · Berlin-Brandenburgische Akademie · Geschäftshaus Jägerstraße/Oberwallstraße                                                                                        |
| Jerusalemer Straße (Lage)                 | 0200 + 170                                                                                             | Jerusalemkirche | 1706 | Die Straße liegt zwischen Zimmerstraße und Mohrenstraße und ist seit 1969 zwischen Krausenstraße und Leipziger Straße in ihrem Verlauf durch den Komplex Leipziger Straße unterbrochen. Sie wurde 1701 bei der Bebauung der Friedrichstadt angelegt. Die Schreibweise war früher Jerusalemsstraße, auch Jerusalemmer Straße. | Mossehaus in der Schützenstraße/Jerusalemer Straße (links) |
| Joachimstraße (Lage)                      | 0250                                                                                                   | Joachim Friedrich (1546–1608), Kurfürst von Brandenburg | 6. Okt. 1862 | Sie verläuft zwischen Gipsstraße und Linienstraße. Die vorherigen Namen waren Heidereitergasse im Spandauer Viertel (um 1700–1834), Waldemarstraße (1834–1849) und Kleine Waldemarstraße (1849–1862). Als in der Luisenstadt eine weitere Waldemarstraße benannt wurde, erhielt die Straße ihren Namen. | Joachimstraße 20 |
| Johannisplatz (Lage)                      | 0050 × 10                                                                                              | Der Name nimmt Bezug auf die angrenzende Johannistraße. | 3. Okt. 2020 | Der Platz erschließt das neue Stadtquartier Am Tacheles von der Johannisstraße aus. | |
| Johannisstraße (Lage)                     | 0320                                                                                                   | maskulin veränderte Form von Johanna Eleonora Fickert, einer Bewohnerin der Straße, die als Wohltäterin bekannt war | 24. Juli 1835 | Die Straße verläuft zwischen Friedrichstraße und Tucholskystraße. Sie hieß zuerst Kirchhofs-Straße (ab Ende 17. Jh.). Eine Initiative von Mitbewohnern zur Umbenennung in Johanna- oder Eleonorastraße zu Ehren der Wohltäterin (1822) war nicht erfolgreich. Die Weihe der St.-Johannis-Kirche in Moabit am Johannistag (24. Juni) führte wahrscheinlich zu einem Umdenken der Stadtväter. | Johannisstraße |
| Jüdenstraße (Lage)                        | 0090                                                                                                   | Großer Jüdenhof | Ende 13. Jahrhundert | Die Jüdenstraße ist eine der ältesten Straßen Berlins. Sie verläuft zwischen Rathausstraße und Stralauer Straße. Ihre Benennung hat sich erhalten und wurde auch in der Zeit des Nationalsozialismus nicht verändert. Von der historischen Bebauung der Jüdenstraße blieben nach den Zerstörungen im Zweiten Weltkrieg und den Abrissen in der DDR-Zeit nur das Rote Rathaus sowie das Alte und das Neue Stadthaus erhalten. | Jüdenstraße am Roten Rathaus |
| Julie-Wolfthorn-Straße (Lage)             | 0260                                                                                                   | Julie Wolfthorn (1864–1944), Malerin, Opfer des Nationalsozialismus | 15. Feb. 2005 | Sie verläuft zwischen Am Nordbahnhof und Gartenstraße und verbindet die Zinnowitzer Straße mit der Bernauer Straße. Nach der Namensvergabe der Straße pflanzte das zuständige Grünflächenamt Straßenbegleitgrün. Die Bäume mussten jedoch bereits im Herbst 2010 wegen gravierender Wurzelschäden ausgetauscht werden. 60 junge Bäume, gemischt aus Feldahorn, Spitzahorn und Linden, kamen anschließend neu in den Boden. Auf der Nordseite der Straße befindet sich das historische Empfangsgebäude der Vorortbahn am Nordbahnhof, das unter Denkmalschutz steht. | Julie-Wolfthorn-Straße |
| Kalkscheunenstraße (Lage)                 | 0100                                                                                                   | Scheune zur Lagerung von Baukalk, die im 19. Jahrhundert hier stand | 1840 | Die Straße verläuft zwischen Ziegelstraße und Johannisstraße. Ihre vorherigen Namen waren Kalkscheunenquergasse (um 1700 bis um 1800) und Kalkscheunengasse (um 1800–1840). Der Name Kalkscheune wird für eine ehemalige Fabrikhalle an diesem Standort verwendet, die als Veranstaltungsort dient. | Kalkscheunenstraße |
| Kapelle-Ufer (Lage)                       | 0250                                                                                                   | Heinz Kapelle (1913–1941), Widerstandskämpfer | 31. Mai 1951 | Der Verkehrsweg verläuft bogenförmig am Nordufer der Spree zwischen dem Alexanderufer an der Hugo-Preuß-Brücke und der Reinhardtstraße an der Kronprinzenbrücke. Er trug seit seiner Einweihung 1871 den Namen Friedrich-Karl-Ufer. Nach dem Kriegsende erhielt er seinen neuen Namen. 2005–2006 – im Zusammenhang mit der Errichtung von Regierungsbauten im Spreebogen – wurde das Kapelle-Ufer vom Landschaftsarchitekturbüro Dörries völlig neu gestaltet. Gern besucht war bis zu seiner Schließung 2011 der Bundespressestrand an diesem Ufer. | Mauermarkierung am Kapelleufer |
| Karl-Liebknecht-Straße (Lage)             | 1240                                                                                                   | Karl Liebknecht (1871–1919), Mitbegründer der KPD | 3. Sep. 1969 | Die Straße verläuft zwischen Liebknechtbrücke und Torstraße / Mollstraße (Prenzlauer Tor). Einzelne Abschnitte der Straße trugen früher unterschiedliche Namen: Am Kramhause, Hinter der Badstube, Papenstraße (16. Jh. bis 1887), Heinersdorfer Straße (um 1750 bis 1788), Prenzlauer Straße (1788–1969), Kaiser-Wilhelm-Straße (1887–1947) und Liebknechtstraße (1947–1969). Entlang der Straße befinden sich mehrere interessante Gebäude, wie das Domaquarée, die Marienkirche, die frühere Zentralmarkthalle, das Warenhaus Galeria Kaufhof und das Hotel Park Inn am Alexanderplatz. | Karl-Liebknecht-Straße, Blickrichtung West |
| Karl-Marx-Allee (Lage)                    | 0830 (im Ortsteil)                                                                                     | Karl Marx (1818–1883), Philosoph, Ökonom, Theoretiker des Sozialismus und Kommunismus | 13. Nov. 1961 | Die Straße verläuft im Ortsteil von der Alexanderstraße/Otto-Braun-Straße am Alexanderplatz bis zum Strausberger Platz und setzt sich im Ortsteil Friedrichshain bis zur Petersburger Straße/Warschauer Straße (Frankfurter Tor) fort. Die vorherigen Namen waren Frankfurter Straße (um 1701 bis vor 1786), Große Frankfurter Straße (vor 1786 bis 1949) und Stalinallee (1949–1961). Hier befinden sich markante Bauten aus der Bauphase „nachgeholte Moderne“ 1959–1969, wie das Kino International, die Mokka-Milch-Eisbar und das Café Moskau. Der Straßenabschnitt wurde in den 1970er und 1980er Jahren für Aufmärsche und Paraden am 1. Mai und 7. Oktober genutzt. Unter der Straße verkehrt die U-Bahn-Linie U5. An ihr liegt im Ortsteil der U-Bahnhof Schillingstraße. | Kino International mit Rathaus Mitte · Kino International mit Hotel Berolina 1964                                                                                                |
| Karlplatz (Lage)                          | 0025 × 20 (Trapezform)                                                                                 | Carl, Prinz von Preußen, (1801–1883), | 16. Apr. 1827 | Der Stadtplatz liegt zwischen Charitéstraße, Luisenstraße und Reinhardtstraße. Er wurde bei der Anlage und Bebauung der Äußeren Friedrich-Wilhelm-Stadt in der ersten Hälfte des 19. Jahrhunderts in der seitdem gültigen Form angelegt. Postalisch wurde er erstmals 1897 erwähnt, 1906 ist er auch im Berliner Stadtplan eingetragen. Direkt auf dem Platz steht ein denkmalgeschütztes Monument für Rudolf Virchow, das vom Bildhauer Fritz Klimsch 1910 geschaffen wurde. Ein 1893 als Hotel errichtetes Gebäude (Hausnummer 7) steht ebenfalls in der Denkmalliste. Ein ehemaliges auf der Nordseite des Platzes stehendes Wohnhaus aus dem Jahr 1830 diente zwischen 1949 und 1964 als Botschaft der Volksrepublik Polen in der DDR, bevor diese einen Neubau Unter den Linden bezog. Das Gebäude existiert nicht mehr. Der Platz erlangte durch Bertolt Brechts Gedicht ‚Die Pappel vom Karlsplatz‘ über Berlin hinaus Bekanntheit: „Eine Pappel steht am Karlsplatz mitten in der Trümmerstadt Berlin, und wenn Leute gehen übern Karlsplatz, sehen sie ihr freundlich Grün…“. Dem Gedicht ist eine Edelstahl-Gedenktafel gewidmet, die im Boden hinter dem Virchow-Denkmal eingelassen wurde. | eh. polnische Botschaft am Karlplatz · Virchow-Denkmal am Karlplatz |
| Kastanienallee (Lage)                     | 0330 (im Ortsteil)                                                                                     | Kastanien, Erstbepflanzung entlang der Straße | 1826 | Die Straße verläuft von der Schönhauser Allee bis zur Schwedter Straße im Ortsteil Prenzlauer Berg. Von dort bis zur Fehrbelliner Straße gehört sie zum Ortsteil Mitte (Hausnummernbereich 36–69). Die Straße wurde auf Veranlassung des Grundstücksbesitzers Wilhelm Griebenow als Verlängerung des Weinbergswegs angelegt und später mit Mietswohnhäusern bebaut. | Kastanienallee |
| Keibelstraße (Lage)                       | 0282                                                                                                   | Wilhelm Keibel (1792–1860), Kommunalpolitiker | 24. Jan. 1858 | Die Keibelstraße verläuft zwischen Mollstraße und Alex-Wedding-Straße an der Rückseite des ehemaligen Hauses der Elektroindustrie am Alexanderplatz. Die frühere Schießgasse verlief zwischen Linienstraße und Alter Schützenstraße. Keibel veranlasste zunächst eine Verlängerung des Verkehrsweges, danach eine Befestigung mit Pflastersteinen auf seine Kosten. Um 1930 wurde im südlichen Bereich ein Verwaltungsgebäude für die Karstadt AG errichtet, das mit neun Höfen ineinander verschachtelt war. Das Gebäude wurde nach dem Zweiten Weltkrieg vereinfacht wieder aufgebaut, unter Denkmalschutz gestellt und diente ab 1951 als Sitz des Ost-Berliner Volkspolizei-Präsidiums. Seit der deutschen Wiedervereinigung befindet sich hier der Polizeiabschnitt 32 der Direktion 3 in Mitte. Ein in der DDR-Zeit errichtetes Parkhaus (unteres Bild, rechte Seite) wurde ab 2013 abgerissen, an seiner Stelle bauten die Unternehmen Strauss & Partner mit IVG Immobilienverwaltung dreißig Meter hohe Wohngebäude nach Entwürfen der Architekten Eller + Eller. | Keibelstraße · Keibelstraße mit Parkhaus |
| Kieler Straße (Lage)                      | 0505                                                                                                   | Kiel, Landeshauptstadt von Schleswig-Holstein | 25. Sep. 1873 | Die Straße verläuft zwischen Berlin-Spandauer Schifffahrtskanal und Scharnhorststraße. An ihrem südwestlichen Ende befindet sich ein erhaltener denkmalgeschützter Wachturm der Berliner Mauer mit einer Gedenkstätte für Günter Litfin, das erste Todesopfer an der Berliner Mauer. | Kieler Straße |
| Kleine Alexanderstraße (Lage)             | 0290                                                                                                   | Kaserne der Kaiser-Alexander-Grenadiere, die 1847 hier errichtet wurde | 4. Juni 1847 | Die Straße zweigt in südwestlicher Richtung von der Weydingerstraße ab und endet nach der Hirtenstraße als Sackgasse. Bis Anfang der 1970er Jahre mündete sie in die Memhardstraße. Zunächst als unbefestigte Verbindungsstraße zwischen den Scheunen angelegt, hieß sie Lange Scheunengasse. Vor 1787 erhielt sie den Namen Jacobsstraße nach dem Grundstücksbesitzer Jacob Stucken. | Kleine Alexanderstraße |
| Kleine Auguststraße (Lage)                | 0150                                                                                                   | August von Preußen (1779–1843) | 29. Mai 1862 | Die Straße verbindet die Linien- mit der Auguststraße. Zuerst war es die Frischens Gasse nach dem Direktor des Berlinischen Gymnasiums zum Grauen Kloster Dr. Frisch, der hier im Jahr 1708 auf der Parzelle Nummer 13 sein Wohnhaus errichten ließ. Später erhielt die Straße die Namen Kirchhofsgasse nach dem Weg zum Armenkirchhof, dann Fledermausgasse, was eine Anspielung auf die hier wohnenden Dirnen sein sollte. Vor der endgültigen Benennung als Kleine Auguststraße erhielt sie nach einem weiteren Bewohner, der sich ein Wohnhaus hier baute, den Namen Wildenhans Gasse. 1723 wurde sie befestigt und aus der Gasse wurde die Wildenhans-Straße. Durch ihre Lage in der Spandauer Vorstadt stehen fast alle erhaltenen Häuser in der Berliner Denkmalliste. | Kleine Auguststraße 2/3 |
| Kleine Gertraudenstraße (Lage)            | 0040                                                                                                   | Gertrud von Nivelles (auch Gertraude, 626–653 oder 659), Äbtissin und Heilige | 12. Feb. 1862 | Die Straße verbindet die Scharrenstraße mit der Gertraudenstraße. Ihr vorheriger Name zwischen 1730 und 1862 war Neue Kirchgasse. | Kleine Gertraudenstraße 3 |
| Kleine Hamburger Straße (Lage)            | 0130                                                                                                   | Hamburg, norddeutsche Hansestadt | 1737 | Sie verläuft von der Torstraße zur Auguststraße, ist allerdings durch einen Sportplatz unterbrochen. Sie entstand um 1708 als Teil eines Heerweges nach Hamburg als Hamburger Straße. Im Jahr 1737 wurde sie in Kleine und Große Hamburger Straße geteilt. Durch ihre Lage in der Spandauer Vorstadt stehen fast alle erhaltenen Häuser in der Berliner Denkmalliste. | Kleine Hamburger Straße 25a |
| Kleine Jägerstraße (Lage)                 | 0090                                                                                                   | Jägerhof, ein nicht mehr existentes Gebäude in der Niederwallstraße, unter Kurfürst Johann Georg 1690 von Nehring errichtet                                                                                                 | 14. Feb. 2005 | Sie verbindet die Kurstraße mit der Niederwallstraße. Um 1925 befand sich in der Kleinen Jägerstraße ein Regierungsgebäude, das durch das Censur-Collegium genutzt wurde. Die Straße wurde in den 1970er Jahren aufgehoben. Mit dem Beschluss zur Neubebauung des gesamten Areals Anfang der 2000er Jahre wurde sie wieder neu angelegt und benannt. Sie erschließt die Grundstücke der Wohn- und Geschäftsbauten, die hier nach Entwürfen verschiedener Architekturbüros aus dem In- und Ausland entstanden. Auftraggeber war der Senatsverwaltung für Stadtentwicklung, als Bauherr fungierte die neu gegründete Grundstücksgesellschaft ‚Friedrichswerder Grundstücks GmbH‘. | Kleine Jägerstraße |
| Kleine Kurstraße (Lage)                   | 0060                                                                                                   | Kur, Wahlversammlung der Kurfürsten zur Bestimmung des römisch-deutschen Königs im Heiligen Römischen Reich | 30. Juni 1861 | Die frühere Schustergasse verbindet die Oberwasserstraße mit der Kurstraße. Obwohl am Ende des Zweiten Weltkrieges die Umgegend weitestgehend zerbombt war, blieb die Straße in den Stadtplänen weiter verzeichnet. Sie wurde 1979–1981 neu errichtet. | Kleine Kurstraße |
| Kleine Präsidentenstraße (Lage)           | 0180                                                                                                   | Stadtpräsident, Vorsitzender des früheren Stadtrates | nach 1750 | Die Straße verbindet die Burgstraße mit der Großen Präsidentenstraße und unterquert dabei den S-Bahn-Viadukt. Sie wurde nach dem Bau der Herkulesbrücke und der Gestaltung des Monbijouparks angelegt. Das Miets- und Bürohaus, Nummer 3 an der Ecke Große Präsidentenstraße 4 aus dem Jahr 1881 steht in der Berliner Denkmalliste. | Kleine Präsidentenstraße |
| Kleine Rosenthaler Straße (Lage)          | 0200                                                                                                   | Rosenthal, als Angerdorf im 14. Jahrhundert entstanden, seit 2001 Ortsteil des Bezirks Pankow | 23. Juli 1862 | Sie verbindet die Linienstraße mit der Steinstraße. Die vormalige Todtengasse im Spandauer Revier (18. Jh.–1862) weist auf die Lage am Alten Garnisonfriedhof hin. Die Straße führte aus dem alten Stadtkern nach Rosenthal. Durch spätere Neuverlegung der Straße erhielt das übrig gebliebene Stück den Zusatz Kleine. Hier ist außer einigen Wohnhäusern als Bestandteil des Flächendenkmals Spandauer Vorstadt der Alte Garnisonfriedhof in der Denkmalliste enthalten. | Wärterhaus des Garnisonfriedhofs |
| Klosterstraße (Lage)                      | 0410                                                                                                   | Graues Kloster | nach 1700 | Die Straße verläuft zwischen Grunerstraße und Rolandufer. Sie war früher eine Wohnstraße besser gestellter Einwohner des alten Berlin und bekam häufig wechselnde Namen. 1271 wurde mit dem Bau des Franziskanerklosters begonnen, das der Straße später den Namen gab. Nach der Zerstörung im Zweiten Weltkrieg und der Neugestaltung des Berliner Stadtzentrums blieb nur der südliche Teil zwischen Grunerstraße und Spree als Straßenzug erhalten, ursprünglich begann sie an der Littenstraße. Unter der Straße verläuft die U-Bahn-Linie U2 mit dem U-Bahnhof Klosterstraße. | Parochialkirche · Ruine der Klosterkirche |
| Köpenicker Straße (Lage)                  | 1085 (im Ortsteil)                                                                                     | Köpenick, frühere selbstständige Gemeinde südöstlich von Berlin; Richtung | nach 1589 | Die Straße verläuft zwischen der Skalitzer Straße/Oberbaumstraße (Schlesisches Tor) im Ortsteil Kreuzberg, überschreitet am Bethaniendamm die Grenze zum Ortsteil Mitte und endet an der Wassergasse. Sie entstand aus mehreren Straßenabschnitten, die seit der Anlage des alten Heerweges von Berlin nach Köpenick viele Namen trugen. Der Straßenabschnitt im Ortsteil Mitte umfasst die Hausnummern 30–141. Am Bethaniendamm trennte zwischen 1961 und 1989 die Berliner Mauer Ost- von West-Berlin. In dem zu Mitte gehörenden Straßenbereich liegen mehrere Baudenkmale wie die ehemalige Eisfabrik der Norddeutschen Eiswerke (s. unteres Bild), Reste des Postamtes SO 16 vom Ende des 19. Jahrhunderts sowie Miets- und Geschäftshäuser in der Ortslage Luisenstadt. | Nordwestteil der Köpenicker Straße von der Kreuzung Heinrich-Heine-Straße / Brückenstraße · Rudiment Postamt, Köpenicker Straße 122 · Grenzübergang Köpenicker Straße April 1990 |
| Kommandantenstraße (Lage)                 | 0330 (im Ortsteil)                                                                                     | Stadtkommandant von Berlin, der in der ersten Hälfte des 19. Jahrhunderts das Haus Nr. 15 in der Straße besaß | 1846 | Die Straße verläuft im Ortsteil Mitte von der Axel-Springer-Straße bis zur Alten Jakobstraße und setzt sich im Ortsteil Kreuzberg bis zur Alexandrinenstraße fort. Nur die Grundstücke mit den Nummern 70–80 auf der nordöstlichen Straßenseite gehören zum Ortsteil Mitte. Die vorherigen Namen der Straße waren Scheunengasse (1678 bis Anfang 18. Jh.), Jouanengasse (Anfang 18. Jh. bis 1763) und Neue Kommandantenstraße (1763–1846). | Bundesdruckerei in der Kommandantenstraße (Kreuzberger Seite) |
| Koppenplatz (Lage)                        | 0110 × 40                                                                                              | Christian Koppe (vor 1669–1721), Berliner Stadthauptmann | 12. Aug. 1853 | Der Platz wird im Süden von der Auguststraße, im Norden von der Linienstraße begrenzt. Die beiden westlich und östlich der Platzfläche verlaufenden Straßen tragen den Namen des Platzes. Koppe schenkte die Fläche der Armenverwaltung zur Einrichtung eines Armenkirchhofes. Sie wurde deshalb zwischen 1704 und 1853 Koppescher Armenfriedhof genannt. Nach der Auflassung des Friedhofs wurde Ende 19. Jahrhunderts von Hermann Mächtig daraus ein Stadtplatz geschaffen, 1927 erfuhr er eine erste Umgestaltung nach Plänen von Erwin Barth. Später wurde er wiederholt verändert, zuletzt in den Jahren 2008/2009. Im Südbereich liegt ein Spielplatz, der nördliche Bereich bildet eine kleine Grünanlage mit zwei Denkmalen. Am Platz befinden sich Baudenkmale wie die „Wilhelmine-Amalien-Stiftung“ oder das Grabdenkmal für Koppe. | Koppenplatz |
| Krausenstraße (Lage)                      | 0860                                                                                                   | ein früherer Hauseigentümer mit dem Nachnamen Krause wird als Namensgeber vermutet | vor 1720 | Die Straße verläuft in West-Ost-Richtung zwischen Mauerstraße und Axel-Springer-Straße. Sie hieß bis um 1740 zunächst Krausengasse. Hier gibt es viele Baudenkmale aus den Jahren 1900–1953. An der Einmündung in die Axel-Springer-Straße wurde ein modernes Gebäude von der „LAI Lanz Architekten und Generalplaner GmbH“ entworfen und realisiert. Das Geschäftshaus umfasst Hotel, Gewerbe- und Büroflächen sowie Praxen und Wohnungen. | Krausenstraße 19/20 |
| Krausnickstraße (Lage)                    | 0280                                                                                                   | Heinrich Wilhelm Krausnick (1797–1882), Kommunalpolitiker | 7. Okt. 1861 | Die Straße verläuft zwischen Oranienburger und Großer Hamburger Straße. Sie wurde zwischen 1860 und 1861 angelegt, nachdem ein reicher Torfstichbesitzer aus Fehrbellin hier Bauland gekauft hatte. Rasch entstanden gutbürgerliche Wohnhäuser, in die überwiegend Familien der Hofbediensteten des nahen Schlosses Monbijou einzogen. Über die Jahrhunderte und zwei Weltkriege blieben die meisten Gebäude erhalten und konnten ab 1990 umfassend saniert werden, sie sind Bestandteil des Baudenkmalkomplexes Spandauer Vorstadt. Am Haus Nummer 9 erinnert eine Gedenktafel an die erste deutsche Rabbinerin Regina Jonas, die hier wohnte und von den Nazis umgebracht wurde. Unter der Hausnummer 21 befindet sich eine Einfahrt zum St. Hedwig-Krankenhaus. | Krausnickstraße |
| Kremmener Straße (Lage)                   | 0180                                                                                                   | Kremmen, Stadt in Brandenburg | 17. März 1891 | Die Straße verbindet die Schwedter Straße mit der Wolliner Straße. Nach der ersten Stadtplanung hieß sie Straße 43, Abt. XI. Im Gebäude Nummer 9–11 hat sich in den 1980er Jahren die „Kirche von Unten“ etabliert, inzwischen ein christliches Sozialprojekt und Kreativhaus. | Kremmener Straße |
| Kreuzstraße (Lage)                        | 0050                                                                                                   | kreuzte die Kurstraße, damalige Hauptstraße im Gebiet Friedrichswerder | 9. Okt. 1861 | Die kurze Stichstraße zweigt in südwestlicher Richtung von der Oberwasserstraße ab. Ursprünglich verlief sie bis zur Niederwallstraße. Sie ist bereits in frühen Stadtplänen verzeichnet und trug zunächst den Namen Mittelste Quergasse (17. Jh.), danach Kreuzgasse (18. Jh. bis nach 1840). Ihre Bebauung umfasst lediglich 21 Hausnummernbereiche, davon stehen die Gebäude Nummern 1/2 und 8, 9, 10 in der Denkmalliste. | Baudenkmal Kreuzstraße 1/2 Ecke Oberwasserstraße |
| Kronenstraße (Lage)                       | 0920                                                                                                   | soll an die Krönung des Kurfürsten Friedrich III. zum König Friedrich I. in Preußen im Jahre 1701 erinnern | nach 1701 | Sie entstand mit der Anlage der Friedrichstadt und führt von der Glinkastraße/Mauerstraße zur Jerusalemer Straße. | Kronenstraße 10 |
| Kurstraße (Lage)                          | 0490                                                                                                   | Kur, Wahlversammlung zur Bestimmung des römisch-deutschen Königs bzw. Kaisers im Heiligen Römischen Reich | nach 1660 | Sie führt vom Werderschen Markt zum Spittelmarkt. Das markanteste Gebäude ist das ehemalige Reichsbank-Gebäude, später Sitz des ZK der SED, seit den späten 1990er Jahren Dienstsitz des Auswärtigen Amts. Die vorherigen Namen der Straße waren Breite Gasse (um 1622–1734), Kurgasse (um 1734–um 1750) und Kurfürstenstraße (um 1750–um 1769). | Kurstraße mit Blick auf die Friedrichswerdersche Kirche |
| Legiendamm (Lage)                         | 0440                                                                                                   | Carl Legien (1861–1920), Gewerkschaftsführer und Reichstagsmitglied | 31. Juli 1947 | Die Straße verläuft zwischen Heinrich-Heine-Platz bis zur Waldemarstraße im Ortsteil und setzt sich im Ortsteil Kreuzberg bis zum Oranienplatz fort. Die Straße ist symmetrisch zum Leuschnerdamm angelegt. Beide Straßenverläufe markieren den früheren Luisenstädtischen Kanal. Frühere Namen waren Luisenufer (1849–1937) und Kösterdamm (bis 1947). | Legiendamm |
| Leipziger Platz (Lage)                    | 0180 × 180 (Achteckform)                                                                               | Völkerschlacht bei Leipzig | 15. Sep. 1814 | Der vorherige Name zwischen 1734 und 1814 war Achteck am Potsdamer Thor, auch Achteck Marckt Platz. Charakteristisch für den Platz sind seine Achteckform und der unmittelbare Übergang in den Potsdamer Platz. | Leipziger Platz 2007 |
| Leipziger Straße (Lage)                   | 1670                                                                                                   | Leipzig, Stadt in Sachsen | um 1700 | Die Straße verbindet Leipziger Platz und Spittelmarkt. Sie entstand ab 1688 in mehreren Etappen als Ersatz für die alte, nach Leipzig führende Heerstraße. Im späten 19. Jahrhundert befanden sich in der Straße verschiedene Regierungsstellen und Parlamentsgebäude wie das Preußische Herrenhaus in Nr. 3/4 (seit 2002 Sitz des Bundesrates). Bis zum Zweiten Weltkrieg gehörte die Leipziger Straße zu den verkehrsreichsten Geschäftsstraßen Berlins mit mehreren großen Kaufhäusern. | Kaufhaus Wertheim in der Leipziger Straße, 1920er Jahre · Leipziger Straße, 1981 · Östlicher Teil der Leipziger Straße                                                           |
| Leuschnerdamm (Lage)                      | 0400 (im Ortsteil)                                                                                     | Wilhelm Leuschner (1890–1944), Gewerkschafter, Politiker und Widerstandskämpfer | 31. Juli 1947 | Die Straße verläuft vom Bethaniendamm bis zur Waldemarstraße im Ortsteil und endet am Oranienplatz im Ortsteil Kreuzberg. Alle Grundstücke der Straße liegen in Kreuzberg. Die vorherigen Namen waren Elisabethufer und Schröderdamm. | Leuschnerdamm |
| Lichtenberger Straße (Lage)               | 0250 (im Ortsteil)                                                                                     | Lichtenberg, eine bis 1920 selbstständige Gemeinde im Osten Berlins | 16. Dez. 1874 | Die Straße verläuft zwischen Palisadenstraße und Holzmarktstraße und bildet die Ortsteilgrenze zu Friedrichshain. Nur die auf der westlichen Straßenseite gelegenen Gebäude mit den Hausnummern 5–12 (nördlich) und 28–37 (südlich des Strausberger Platzes) gehören zum Ortsteil Mitte. Die übrigen Straßenabschnitte befinden sich in Friedrichshain. Die Straße wurde 1872 als Verbindung zwischen der Landsberger Straße und der Palisadenstraße projektiert. Sie verlief damit über das frühere Klaegersche Grundstück. | Lichtenberger Straße |
| Liesenstraße (Lage)                       | 0470 (im Ortsteil)                                                                                     | Carl Adolf Friedrich Liesen (1785–1854), ein ehemaliger Grundeigentümer an dieser Straße | 1833 | Die Straße verbindet die Chausseestraße mit der Gartenstraße. Sie bildet die Grenze zwischen Mitte und Gesundbrunnen, die nördlichen Grundstücke und das Straßenland liegen in Gesundbrunnen. Die südöstlichen Grundstücke 3–8 gehören zum Ortsteil. Zu Berliner Mauerzeiten standen hier die Grenzanlagen, und die anliegenden Friedhöfe waren dadurch im Randgebiet beschränkt worden: Kirchhof der französischen Gemeinde (Nr. 7), Kirchhof der St.-Hedwigs-Gemeinde (Nr. 8) und der Kirchhof der Berliner Domgemeinde (Nr. 6). Bemerkenswert ist auch, dass die Chausseestraße bis an die Ostecke der Liesenstraße zum Nachbarortsteil gehört, während deren Straßensüdseite bis zur Boyenstraße zum Ortsteil gehört. | Mauerreste an der Liesenstraße |
| Linienstraße (Lage)                       | 1920                                                                                                   | Circumvallationslinie zwischen Oranienburger Tor und Große Frankfurter Straße, die um 1705 vor der späteren Berliner Zollmauer angelegt wurde                                                                               | 1821 | Sie verläuft von der Oranienburger Straße über Koppenplatz, Rosenthaler Straße, Rosa-Luxemburg-Platz bis zur Karl-Liebknecht-Straße. Ursprünglich war die Straße deutlich länger, sie reichte bis zur Großen Frankfurter Straße (jetzt Karl-Marx-Allee). Der ehemalige Teil zwischen Prenzlauer und Neuer Königstraße erhielt 1747 den Namen Neue Schützenstraße. Am 14. Mai 1821 bekam dieses Stück wieder den Namen Linienstraße. Der Teil der Linienstraße zwischen der Landsberger und der Großen Frankfurter Straße wurde am 22. Januar 1821 in Weberstraße umbenannt. Mit dem Neuaufbau des Stadtzentrums 1967–1969 wurde die Linienstraße, die noch bis zur Neuen Königstraße (damals Hans-Beimler-, jetzt Otto-Braun-Straße) reichte, bis zur Karl-Liebknecht-Straße verkürzt. Seit 2008 ist sie als Fahrradstraße freigegeben. | Linienstraße |
| Litfaß-Platz (Lage)                       | 0050 × 20                                                                                              | Ernst Litfaß (1816–1874), Druckereibesitzer und Verleger, Erfinder der nach ihm benannten Litfaßsäule | Januar 2011 | Der Platz liegt zwischen Anna-Louisa-Karsch-Straße und Garnisonkirchplatz. Bis 1962 stand auf dem Areal die Ruine der im Krieg zerstörten Garnisonkirche. Durch die Bebauung des Gebietes südlich des Stadtbahnviadukts entstand bis zum Jahr 2010 das „Hackesche Quartier“ und an dessen westlichem Ende der Litfaß-Platz. Dem Platz sind durch die Bebauung die Grundstücke 1 und 3 an der Nordwestseite und nordöstlich 2 und 4 zugeordnet. Am Litfaß-Platz 1 hat die Berliner Werbeagentur Scholz & Friends ihren Sitz, die an der Namensgebung des Platzes beteiligt war. Auf Nummer 2 entstand ein neues Gebäude der Gasag für den Geschäftsbereich WärmeService. | Litfaß-Platz mit Gasag-Gebäude und Scholz & Friends · Bereich des Litfaß-Platzes, 2008                                                                                           |
| Littenstraße (Lage)                       | 0420                                                                                                   | Hans Litten (1903–1938), Rechtsanwalt und Opfer des Nationalsozialismus | 10. Mai 1951 | Die Straße verläuft zwischen Rolandufer und Grunerstraße. Sie gehört zu den ältesten Straßen Berlins. Die vorherigen Namen waren Am Stralauer Thor (17. Jh. bis vor 1778) und Neue Friedrichstraße (vor 1778–1951). Sie verlief ursprünglich vom Rolandufer etwa parallel zur S-Bahn-Trasse bis zur Burgstraße an der Friedrichsbrücke. Durch den Neubau des Stadtzentrums in den Jahren 1965–1969 wurde die Littenstraße zwischen Grunerstraße und An der Spandauer Brücke aufgehoben, sodass zwei isolierte Teile entstanden. Der westliche Teil zwischen An der Spandauer Brücke und Burgstraße wurde 1978 der Burgstraße zugeordnet, trägt jedoch seit 2001 den Namen Anna-Louisa-Karsch-Straße. In dem verbliebenen Abschnitt zwischen Rolandufer und Grunerstraße befinden sich Teile der Berliner Stadtmauer, die Ruine der 1250 erbauten Klosterkirche und das Amtsgericht Mitte. | Berliner Stadtgericht in der Littenstraße · Reste der Stadtmauer |
| Luisenstraße (Lage)                       | 0840                                                                                                   | Luise Auguste von Preußen (1808–1870), Prinzessin von Preußen aus dem Hause Hohenzollern | 16. Apr. 1827 (mit Unterbrechung von 1971 bis 1991)                                                                        | Sie verbindet den Robert-Koch-Platz im Norden mit dem Schiffbauerdamm an der Marschallbrücke über die Spree im Süden. Die Luisenstraße entstand bei der Anlage der Friedrich-Wilhelm-Stadt im Jahre 1827 und erhielt im gleichen Jahr ihren Namen. In der Luisenstraße 18 befindet sich das Palais Bülow, eines der wenigen in Berlin erhaltenen Wohnhäuser der ausgehenden Schinkel-Zeit (in der DDR als Künstlertreff ‚Die Möwe‘ bekannt geworden). Weitere bedeutende Bauten in dieser Straße sind Einzelgebäude der Charité, der Tierarzneischule (Nummer 56), das Langenbeck-Virchow-Haus (Nummer 58/59), in dem 1950 bis 1976 die Volkskammer der DDR ihren Sitz hatte. Mit zahlreichen Gedenktafeln wurde und wird an die Geschichte dieser Straße erinnert: Albert Lortzing, Robert Koch oder auch Karl Marx lebten in der Straße. Zwischen 1971 und 1992 hieß der Verkehrsweg Hermann-Matern-Straße. | Luisenstraße 19 |
| Lustgarten (Lage)                         | 0140 × 100                                                                                             | Lustgarten, öffentlicher Park, der besonders zur Erholung dient; er liegt auf dem ursprünglich zum Berliner Schloss gehörenden Teil der Spreeinsel.                                                                         | 1646 | Die Fläche nördlich des Schloßplatzes wurde ab 1573 als Nutzgarten angelegt und nach dem Dreißigjährigen Krieg unter Kurfürst Friedrich Wilhelm nach niederländischem Vorbild neu gestaltet. Ab 1701 wurde er für die Öffentlichkeit freigegeben. Ab 1713 als Exerzierplatz verwendet, wurde 1790 wieder Rasen gesät. In der Folgezeit wurde er wiederholt umgestaltet. In der Weimarer Republik, in der Zeit des Nationalsozialismus und in den ersten Jahren nach 1945 war der Platz Ort zahlreicher politischer Großkundgebungen und Aufmärsche. Hier befinden sich die Alte Nationalgalerie, der Berliner Dom und die Granitschale im Lustgarten. | Lustgarten und Altes Museum |
| Magazinstraße (Lage)                      | 0220                                                                                                   | Magazin (militärisches Vorratslager) | nach 1740 | Die Verbindungsstraße zwischen Alexanderstraße und Schillingstraße ist eine der wenigen Straßen im westlichen Teil der Stralauer Vorstadt, die sich in ihrem ursprünglichen Verlauf erhalten haben. Als sie 1740 angelegt wurde, entstand hier ein Stroh- und Heumagazin. 1780 wurde es vergrößert und massiv gebaut und diente nun als königliches Fouragemagazin. Hier wurde das Futter für die Pferde der in Berlin stationierten Kavallerie gelagert. Dicht dabei befanden sich die Proviantwagen für einen Teil der königlichen Armee in besonderen Magazinschuppen. Nach diesen Magazinen erhielt die Straße ihren Namen. Sechs Gebäude stehen auf der Denkmalliste. | Magazinstraße Postamt O27 |
| Margarete-Steffin-Straße (Lage)           | 0360                                                                                                   | Margarete Steffin (1908–1941), Schauspielerin und Schriftstellerin, Geliebte von Bertolt Brecht. | 15. Jan. 2001 | Die Straße verläuft südlich entlang des Stadtbahnviadukts zwischen Unterbaumstraße und Luisenstraße. | Margarete-Steffin-Straße |
| Marienstraße (Lage)                       | 0310                                                                                                   | Marie von Sachsen-Weimar-Eisenach (1808–1877), preußische Prinzessin | 16. Apr. 1827 | Sie verläuft zwischen Luisen- und Albrechtstraße. Bei der Benennung der Straße war Marie von Sachsen-Weimar-Eisenach noch Verlobte von Prinz Carl, einige Wochen später die Schwiegertochter von König Friedrich Wilhelm III. | Marienstraße |
| Markgrafenstraße (Lage)                   | 0510 + 200 (im Ortsteil)                                                                               | Palais des Markgrafen zu Brandenburg-Schwedt in der Straße Unter den Linden, auf dessen Garten sie zulief | um 1706 (mit Unterbrechung zwischen 1968 und 1991)                                                                         | Die Straße verläuft zwischen Lindenstraße und Zimmerstraße im Ortsteil Kreuzberg. Im Ortsteil Mitte setzt sie sich bis zur Französischen Straße fort, wird dabei aber vom Komplex Leipziger Straße unterbrochen. Zwischen 1968 und 1991 hieß der Abschnitt im Ortsteil Mitte Wilhelm-Külz-Straße. | Markgrafenstraße |
| Märkischer Platz (Lage)                   | 0088 × 80 × 55 (Dreieckform)                                                                           | Mark Brandenburg, Markgrafschaft des Heiligen Römischen Reiches, die etwa von 1157 an bis zur Umwandlung in die Provinz Brandenburg im Jahre 1815 bestand                                                                   | 7. Juni 1896 | Der Platz liegt am Märkischen Museum. Er war Bestandteil einer Bastion des Memhardtschen Festungswerkes im alten Stadtviertel Neu-Cölln. Zu Beginn des 20. Jahrhunderts war er relativ dicht bebaut, unter anderem hatte die Magistratsbauabteilung hier bis 1902 ein Kaufhaus nach Plänen der Architekten Theodor Kampffmeyer und Otto Stiehl errichten lassen (Märkischer Platz 1). Die Bebauung wurde am Ende des Zweiten Weltkriegs zusammen mit der anschließenden Waisenbrücke zerstört. Dadurch wurde die Platzfläche vergrößert und reicht nun bis an das Ufer der Spree. | Märkischer Platz |
| Märkisches Ufer (Lage)                    | 0450 + 250                                                                                             | Mark Brandenburg, Markgrafschaft des Heiligen Römischen Reiches, die etwa von 1157 bis zur Umwandlung in die Provinz Brandenburg im Jahre 1815 bestand                                                                      | 10. Apr. 1931 | Die Straße verläuft von der Neuen Roßstraße bis zur Brückenstraße unmittelbar am Südufer des Spreekanals. Hier befinden sich das Ermelerhaus, der Historische Hafen Berlin, das Marinehaus und die chinesische Botschaft. Die Benennung erfolgte im Zusammenhang mit dem Märkischen Museum und dem Märkischen Platz, die sich beide in der Nähe befinden. Der Abschnitt bis zur Straße Am Köllnischen Park hieß zunächst Neu-Kölln am Wasser (Anfang 18. Jh.–1931), der Abschnitt bis zur Brückenstraße Brandenburger Ufer (1901–1931). | Märkisches Ufer 14 |
| Marion-Gräfin-Dönhoff-Platz (Lage)        | 0120 × 100                                                                                             | Marion Gräfin Dönhoff (1909–2002), Publizistin, Mitherausgeberin der Wochenzeitung Die Zeit. | 25. März 2011 | Den Platz zwischen Leipziger Straße und Krausenstraße gibt es seit 1712. Er hieß zunächst Esplanade, dann Großer Markt und ab 1740 bis 1975 Dönhoffplatz. Die Entfernungsangaben preußischer Meilensteine bezogen sich immer auf den Null-Meilenstein, der auf dem Dönhoffplatz stand. Danach war er eine namenlose Grünfläche. Am 25. März 2011 wurde der Platz entsprechend einem Beschluss der Bezirksverordnetenversammlung Mitte vom 18. November 2010 in Marion-Gräfin-Dönhoff-Platz umbenannt. Eine Schautafel auf der Westseite des Meilensteins informiert über die Namensgeberin. | Spittelkolonnaden am Marion-Gräfin-Dönhoff-Platz |
| Mauerstraße (Lage)                        | 0410                                                                                                   | Von Jean de Bodt geplante Umbauung der Friedrichstadt mit einem Festungswerk | nach 1720 | Die Mauerstraße verläuft von der Kronenstraße über die Leipziger Straße und mündet in die Friedrichstraße. Das 1720 entworfene Projekt einer Mauer um die Friedrichstadt wurde wegen der raschen Bebauung dieses Bereiches aufgegeben, der bereits vergebene Straßenname jedoch beibehalten. Hier befinden sich zahlreiche erhaltene Baudenkmale, wie das Bankhaus der Deutschen Bank von 1872 oder das ehemalige Reichspostmuseum an der Ecke Leipziger Straße von 1893. | Mauerstraße 39–42 |
| Max-Beer-Straße (Lage)                    | 0460                                                                                                   | Max Beer (1864–1943), Publizist | 31. Mai 1951 | Die Straße verläuft zwischen Münz- und Linienstraße. Sie trug seit Ende des 17. Jh. den Namen Dragonergasse, vom 18. Jahrhundert bis 1951 hieß sie Dragonerstraße. Bei der Änderung des Straßennamens erhielt sie den Namen des jüdischen Historikers Max (Moses) Beer. Die hier erhaltenen Gebäude der Spandauer Vorstadt stehen in der Denkmalliste. | Forsa-Gebäude in der Max-Beer-Straße |
| Melchiorstraße (Lage)                     | 0460                                                                                                   | Melchior von Diepenbrock (1798–1853), Kardinal und Fürstbischof von Breslau | 7. Apr. 1849 | Die 1849 angelegte Straße verläuft zwischen Engeldamm und Michaelkirchplatz. Sie wurde nach dem Theologen benannt, der im Jahr zuvor zum Kardinal geweiht wurde. Der denkmalgeschützte Verwaltungs- und Wohnbau der Rohrnetzwerkstatt der Berliner Wasserbetriebe (Hausnummer 20–22) wurde 1936/37 nach Plänen von Carl Theodor Brodführer errichtet (siehe Bild). | Melchiorstraße |
| Memhardstraße (Lage)                      | 0150                                                                                                   | Johann Gregor Memhardt, auch Memhard (1607–1678), Baumeister und Politiker. | 25. Nov. 1932 | Sie verbindet die Rosa-Luxemburg-Straße mit der Karl-Liebknecht-Straße. Der Teil der Alexanderstraße zwischen der heutigen Rosa-Luxemburg-Straße und dem Alexanderplatz erhielt 1932 den Namen Memhardstraße. Mit dem Neuaufbau des Zentrums in den Jahren 1969 bis 1971 wurde der Verlauf verändert und die Straße verkürzt. | Memhardstraße |
| Michaelkirchplatz (Lage)                  | 0200 × 130                                                                                             | Sankt-Michael-Kirche | 7. Apr. 1849 | Der Platz zwischen Engeldamm und Schmid-/Melchiorstraße entstand um 1820 und erhielt lt. Bebauungsplan des Jahres 1843 den Namen Kirchplatz, weil dort ein Kirchenbau vorgesehen war. Nachdem ab 1850 mit dem Bau der Michaelkirche begonnen wurde, erhielt der Platz seinen Namen. Der Platz wurde als städtebauliches Zentrum der Luisenstadt angelegt, ursprünglich in der Achse des von Süden heranführenden, unmittelbar vor dem Platz zum Engelbecken (nach den überdimensionalen ehemaligen Engelsfiguren) sich erweiternden Luisenstädtischen Kanals, der Landwehrkanal und Spree miteinander verband. In der Mitte des großen Rechteckplatzes dominierte dann die Michaelkirche. | Michael-Kirche |
| Michaelkirchstraße (Lage)                 | 0500 (im Ortsteil)                                                                                     | Sankt-Michael-Kirche | 7. Apr. 1849 | Die Straße führt vom Engeldamm zur Michaelbrücke an der Spree. Ursprünglich verlief sie nur zwischen Michaelkirchplatz und Köpenicker Straße, der Teil zwischen Köpenicker Straße und Michaelbrücke kam 1870 hinzu. Vor der Brücke befindet sich die Grenze zu Friedrichshain. | Michaelkirchstraße |
| Mittelstraße (Lage)                       | 0470                                                                                                   | Sie war die mittlere der zuerst angelegten Straßen in der Dorotheenstadt. | nach 1674 | Die Straße beginnt im Osten an der Charlottenstraße, kreuzt die Friedrichstraße und endet im Westen an der Schadowstraße. Die Bebauung der Dorotheenstadt begann 1674; die nördlich liegende Dorotheenstraße hieß ursprünglich letzte Straße. Die hier erhaltenen Gebäude stehen in der Berliner Denkmalliste. | Mittelstraße |
| Mohrenstraße (Lage)                       | 0890                                                                                                   | „Mohren“ war die seinerzeit übliche Bezeichnung für Schwarze, der Zusammenhang ist ungeklärt | um 1705 | Die Straße verläuft von der Wilhelmstraße über die Kreuzung mit der Friedrichstraße bis zum Hausvogteiplatz. Sie entstand bei der Anlage der Friedrichstadt und endete im Westen ursprünglich an der Mauerstraße. Erst mit der Umgestaltung und Bebauung der einstigen Stadtplätze Zietenplatz und Wilhelmplatz zu DDR-Zeiten wurde der Straßenabschnitt, der die Verbindung zur Wilhelmstraße herstellt, in die Mohrenstraße einbezogen. In der Straße befinden sich zahlreiche Baudenkmale. Unter der Straße verläuft die U-Bahn-Linie U2 mit den U-Bahnhöfen Mohrenstraße und Stadtmitte. | Hotel Hilton in der Mohrenstraße |
| Molkenmarkt (Lage)                        | 0135 × 100 × 78 (Dreieckform)                                                                          | höchstwahrscheinlich auf eine nahegelegene Molkerei zurückgehend, benachbarte Straßen hießen bspw. Bollengasse oder Eiergasse.                                                                                              | um 1750 | Der Platz an der Kreuzung von Mühlendamm und Stralauer Straße hieß Königsplatz (1728–1737), Olde Markt (13. Jh.–1685), Mulkenmarkt (1685–1728) und Königsmarkt (1737–um 1750). Es wird vermutet, dass hier das erste nicht erhaltene Rathaus von Alt-Berlin stand ebenso wie eine Roland-Statue als Zeichen der Gerichtsbarkeit. | Molkenmarkt mit Stadthaus |
| Mollstraße (Lage)                         | 0810 (im Ortsteil)                                                                                     | Joseph Moll (1813–1849), Revolutionär, Mitbegründer des Deutschen Arbeiterbildungsvereins | 9. Aug. 1963 | Die Straße verläuft von der Karl-Liebknecht-Straße/Prenzlauer Allee bis zum Platz der Vereinten Nationen. Die Grundstücke der Nordseite gehören zu Prenzlauer Berg und zu Friedrichshain. | ADN-Gebäude in der Mollstraße |
| Mollergasse (Lage)                        | 0060                                                                                                   | Christian Friedrich August von Moller (1734–1802), Offizier und Artilleriespezialist; wohnte in der Gasse und arbeitete als Generalinspekteur im Zeughaus                                                                   | um 1789 | Die Mollergasse liegt zwischen der Straße Hinter dem Zeughaus Nummer 3 und Hinter dem Gießhaus zwischen Grundstück 1 und 2 als Fußgängerweg, ihr Name ist nicht amtlich verzeichnet. Die Gasse stößt von Norden an den Ausstellungsbau des Deutschen Historischen Museums (Pei-Bau). | Mollergasse |
| Monbijouplatz (Lage)                      | 0044 × 41 × 14 (Dreieckform)                                                                           | Schloss Monbijou | um 1764 | Der Platz zwischen Großer Präsidentenstraße und Oranienburger Straße, bereits im 18. Jahrhundert vorhanden, erhielt seinen Namen vom Schloss Monbijou. Die dreieckige Fläche wurde im 20. Jahrhundert weitestgehend bebaut, unter anderem entstand um die Wende zum 21. Jahrhundert ein neues Wohn- und Geschäftshaus (siehe Bild). Das namensgebende Schloss fiel jedoch im Zweiten Weltkrieg in Schutt und Asche und wurde enttrümmert. | Monbijouplatz 1 Hotel Taunus |
| Monbijoustraße (Lage)                     | 0210                                                                                                   | Schloss Monbijou | 23. Aug. 1905 | Die Straße zwischen der Oranienburger Straße und der Monbijoubrücke führt westlich am Monbijoupark entlang, in dem seit dem 18. Jahrhundert das Schloss Monbijou stand. | Ida-Simon-Stiftung in der Monbijoustraße |
| Mühlendamm (Lage)                         | 0350                                                                                                   | Wassermühlen, die es einst hier gab | vor 1400 | Der Verkehrsweg führt von der Breiten Straße/Fischerstraße über die Mühlendammbrücke bis zur Spandauer Straße/Stralauer Straße. Er wurde über die Jahrhunderte mehrfach umgestaltet und immer mehr verbreitert. Er führt südlich am Nikolaiviertel entlang. Das Ephraim-Palais liegt unmittelbar an der Straße. | Im Vordergrund dr Mühlendamm anno 1987 · Mühlendamm |
| Münzstraße (Lage)                         | 0230                                                                                                   | königliche Münzprägeanstalt, 1752 hier errichtet | 9. Juni 1770 | Die Straße verläuft zwischen Rosa-Luxemburg-Straße und dem Straßenzug Alte/Neue Schönhauser Straße. Südöstlich schließt sich die Memhardstraße, nordwestlich die Weinmeisterstraße an. Der vorherige Name war ab 1750 Contrescarpe. Vor dem Haus Münzstraße 4 befindet sich ein Denkmal für Ernst Litfaß – dort, wo die erste Litfaßsäule der Welt stand. | Münzstraße |
| Mulackstraße (Lage)                       | 0320                                                                                                   | Jakob Mulack (17. Jahrhundert), Maurermeister und erster Besitzer des Eckhauses zur Schönhauser Straße | 22. Jan. 1862 | Sie verläuft zwischen der Alten Schönhauser Straße und der Kleinen Rosenthaler Straße. Der vorherige Name war zwischen 1699 und 1862 Mulackgasse (auch Mulaksgasse geschrieben). Die hier erhaltenen Gebäude der Spandauer Vorstadt stehen in der Berliner Denkmalliste. | Mulackstraße 1965 · Mulackstraße |
| Neue Blumenstraße (Lage)                  | 0420                                                                                                   | Bezug auf den historischen Straßennamen | 9. Aug. 1963 | Die Straße führt von der Singerstraße zunächst nach Nordosten, knickt dann rechtwinklig nach Südosten ab, quert an der Lichtenberger Straße die Bezirksgrenze zum Ortsteil Friedrichshain und endet dort an der Krautstraße. Die Blumenstraße verlief ursprünglich zwischen Alexanderstraße und Andreasstraße. Wegen der veränderten Straßenführung durch den Neuaufbau der kriegszerstörten Gebäude erhielt der westliche Teil der Straße am 9. August 1963 diesen Namenszusatz. Der in Friedrichshain liegende östliche Teil behielt den Namen Blumenstraße. Den Namen trägt sie nach den dort einst befindlichen Gärten von Jean David Bouché (1747–1819). Bouché übernahm von seinem Vater Pierre Bouché den Gärtnereibetrieb. Nicolai rühmte die „vorzüglich schönen Früchte“ aus dem ‚Bocherschen Obstgarten‘. Bouché war Besitzer des Terrains Blumenstraße 11, auf dem er einen Garten angelegt hatte. Der Name ist mit revolutionären Traditionen der Arbeiterbewegung verbunden und sollte deshalb, wenn auch in ihrer Straßenführung etwas verändert, erhalten bleiben. | Neue Blumenstraße |
| Neue Grünstraße (Lage)                    | 0360                                                                                                   | Fortsetzung der zwischen Gertraudenstraße und Spreekanal verlaufenden ehemaligen Grünstraße, die nach den an ihr gelegenen Wiesen benannt war                                                                               | nach 1740 | Die Straße verläuft zwischen Kommandantenstraße und Wallstraße. Früher befand sich hier als Goltzsches Bollwerk die Bastion 5 der Befestigungsanlage. Nach dem Abbruch der Festungswälle wurde die Straße im Jahr 1740 angelegt und in den Jahren von 1740 bis 1751 bebaut. | Neue Grünstraße |
| Neue Jakobstraße (Lage)                   | 0230 + 130                                                                                             | Jacob, vermutlich ein Grundstückseigentümer an dieser Straße | um 1778 | Die Straße verläuft zwischen Schulze-Delitzsch-Platz und Annenstraße mit einem Abzweig zur Heinrich-Heine-Straße. Ihr vorheriger Name zwischen 1740 und um 1778 war An der Contrescarpe. | Nigerianische Botschaft |
| Neue Jüdenstraße (Lage)                   | 0120                                                                                                   | jüdische Besiedlung dieser Gegend als Verlängerung der Jüdenstraße | 1. Feb. 1999 | Die Straße entstand im Rahmen der Neubebauung als Verlängerung der Jüdenstraße. Sie verbindet die Stralauer Straße mit dem Rolandufer. | Unternehmenszentrale und Kundenzentrum der Berliner Wasserbetriebe in der Neuen Jüdenstraße 1                                                                                    |
| Neue Promenade (Lage)                     | 0200                                                                                                   | Promenade, eine Spaziermeile | vor 1834 | Die Straße verläuft zwischen Hackeschem Markt und Kleiner Präsidentenstraße. Die vorherigen Namen waren Kommandantenstraße (nach 1658–1763) und Alte Kommandantenstraße (1763–1840). Die Straße lief entlang des früheren Wassergrabens des Berliner Festungswerks von 1658. Die ersten Wohnhäuser entstanden unter Generalleutnant von Hacke ab 1751. Ihren Namen erhielt sie vor 1834, wie in einer Chronik zu lesen ist: „Eigentümlich besteht sie nur aus einer von zehn schönen Häusern geformten Häuserreihe, auf der anderen Seite befindet sich längs dem Stadtgraben ein mit Bäumen besetzter Gang, welcher schon vor vielen Jahren den Namen 'Neue Promenade' führte“. Aber erst, als 1839 neue Linden angepflanzt worden waren, erfolgte die amtliche Bezeichnung. Die Straße war eine begehrte Wohnadresse, um die sich viele Menschen bewarben, unter ihnen auch Die Karschin, die in das Haus Nr. 3 einzog. Im Haus Nr. 9/10 wohnte von 1800 bis 1806 der Philosoph Johann Gottlieb Fichte, in dessen Studierstube sich Wissenschaftler zum Disput trafen (es gab noch keine Universität in Berlin). Das Haus wurde 1878 beim Bau der Berliner Ringbahn abgerissen. Anlässlich des 100. Geburtstages von Fichte im Jahr 1862 sollte die Straße in Fichtestraße umbenannt werden, was jedoch nicht verwirklicht wurde. Als weitere namhafte Bewohner der Straße sind Karl Wilhelm Ramler und die Eltern von Felix Mendelssohn Bartholdy überliefert. Die Häuser Nr. 3, 5 und 6 stehen unter Denkmalschutz, wobei das Treppenhaus und die Gebälkträgerinnen im Flur des Hauses Nr. 3 als besonders sehenswert gelten. | Neue Promenade |
| Neue Roßstraße (Lage)                     | 0200                                                                                                   | Ritterpferde (Rösser) | 1769 | Sie verläuft von der Roßstraßenbrücke über den Spreekanal bis zur Kreuzung mit der Alten/Neuen Jakobstraße. Der vorherige Name war An der Cöpnicker Brücke (17. Jh.–1769). Der neue Name nimmt Bezug auf ein Aufgebot der Ritterpferde im Jahre 1626, das sich in dieser Gegend zusammenfand. Danach trug ab 1645 eine Straße auf der Fischerinsel den Namen Rosser Straße, später Roßstraße. Nach der Abtragung der Festungswerke im Jahre 1737 und der vollständigen Bebauung des Gebiets um 1758 erhielt die neue Straße als Verlängerung der Roßstraße (jetzt Fischerinsel) ihren Namen. | Neue Roßstraße |
| Neue Schönhauser Straße (Lage)            | 0200                                                                                                   | Schönhausen (seit 1920 Niederschönhausen), zum Zeitpunkt der Benennung Landgemeinde auf dem Barnim; Richtung | um 1750 | Die Straße verläuft zwischen Weinmeister-/Münzstraße und Rosenthaler Straße. Sie entstand um 1750 als Verlängerung der Alten Schönhauser Straße nach Beseitigung der Festungswerke und gehört zur Spandauer Vorstadt. Da ihre Trassierung dem Verlauf der ehemaligen Bastion 11 folgte, erhielt sie in der Mitte einen deutlichen Knick. Die Bebauung begann zunächst auf der südlichen Seite, einige Jahrzehnte später dann auch auf der Nordseite. Aus der Erstbebauungszeit sind vor allem barocke Bürgerhäuser erhalten wie das Haus Nummer 8 mit Helm und hängenden Tüchern oder eines mit sechs Mädchenköpfen. (Im 18. Jahrhundert waren in Berlin noch keine Hausnummern in Gebrauch, weswegen die Bauherren an den Häusern zur Wiedererkennung individuellen Fassadenschmuck wie Symbole, Zunftzeichen, Tierköpfe anbringen ließen.) In diesem denkmalgeschützten Gebäude mit einer wertvollen Wendeltreppe hatte der Altberliner Verlag Lucie Groszer bis zum Jahr 2003 seinen Sitz. Einige der Wohn- und Geschäftshäuser beidseits der Straße entstanden auch erst gegen Ende des 19. Jahrhunderts. Im Haus Nummer 17 befindet sich ein Durchgang, von dem eine parkartig erweiterte Gasse (ohne Namen) über die ehemalige Bastion zur Dircksenstraße führt. Die nach dem Zweiten Weltkrieg noch erhaltenen elf Gebäude in dieser Straße stehen in der Berliner Denkmalliste. | Neue Schönhauser Straße 4 |
| Neumannsgasse (Lage)                      | 0110                                                                                                   | Peter Neumann (18. Jahrhundert), Grundstücksbesitzer des ehemaligen Hauses Breite Straße 9 | Anfang 18. Jh. | Der vorherige Name war Heyses Gäßlein (16. Jahrhundert bis Anfang 18. Jahrhundert). Sie liegt zwischen Breiter Straße und Brüderstraße. | Neumannsgasse |
| Neustädtische Kirchstraße (Lage)          | 0340                                                                                                   | Dorotheenstädtische oder Neustädtische Kirche | Ende 18. Jh. | Die Straße verläuft zwischen Unter den Linden und Reichstagufer. Ihre vorherigen Namen waren Modderloch (17. Jh.–Ende 18. Jh.) und Kirchstraße (nach 1678 bis Ende 18. Jh.). Nach der diplomatischen Anerkennung der DDR war hier ab 1977 im ehemaligen Warenhaus für Armee und Marine der Sitz der Botschaft der USA. Das Gebäude wurde bis zur Fertigstellung des Neubaus am Brandenburger Tor im Jahr 2008 genutzt (siehe Bild). Erwähnenswert ist auch das an der Ecke Unter den Linden eingerichtete ‚Café Einstein‘. Die in der Straße erhaltenen Gebäude der Dorotheenstadt stehen in der Berliner Denkmalliste. | Ehemalige Amerikanische Botschaft |
| Neustädtischer Kirchplatz (Lage)          | 0110 × 60                                                                                              | Dorotheenstädtische oder Neustädtische Kirche | 24. Mai 2011 | Er wird umschlossen von der Dorotheenstraße, Neustädtischen Kirchstraße, Mittelstraße und Schadowstraße. Erst mit der fortschreitenden Neubebauung in der Umgebung wurde er begrünt und gestaltet. | Der wiedererstandene Neustädtische Kirchplatz |
| Niederkirchnerstraße (Lage)               | 0420                                                                                                   | Käthe Niederkirchner (1909–1944), kommunistische Widerstandskämpferin gegen den Nationalsozialismus | 10. Mai 1951 | Die Straße verläuft von der Wilhelmstraße bis zur Stresemannstraße. Von 1891 bis 1951 hieß sie Prinz-Albrecht-Straße. Sie bildet die Grenze zwischen dem Ortsteil Mitte und Kreuzberg. An der Niederkirchnerstraße steht das Gebäude des Preußischen Landtags (Nr. 5; heute Berliner Abgeordnetenhaus) sowie der Martin-Gropius-Bau (Nr. 7). Ferner sind dort Reste der Berliner Mauer zu sehen. Die Ausstellung Topographie des Terrors erinnert an das bis 1945 dort befindliche Geheime Staatspolizeiamt (Nr. 8) sowie die Zentrale des SS-Sicherheitsdienstes im Nr. 9 (ehemaliges Hotel Prinz Albrecht). | Preußischer Landtag (Abgeordnetenhaus) Martin-Gropius-Bau Mauerrest |
| Niederlagstraße (Lage)                    | 0230                                                                                                   | Niederlag, alte Bezeichnung eines Lagerplatzes für Waren durchziehender Kaufleute | 14. Dez. 1836 | Sie verläuft zwischen Unter den Linden und Werderschem Markt. Ein früherer Lagerplatz gab der Straße bereits im 17. Jahrhundert ihren ersten Namen: Niederlage-Wall-Straße bzw. Niederlagswallstraße. Mit dem Ausbau des alten Stadtkerns erhielt die Straße 1836 ihren Namen. Die Ostseite bildete zeitweilig einen Teil des Schinkelplatzes, an dem Denkmale für Karl Friedrich Schinkel (1869), Peter Beuth (1861) und Albrecht von Thaer (1859) aufgestellt wurden, die allesamt in der Denkmalliste enthalten sind. Die hier erhaltenen Gebäude der Dorotheenstadt stehen in der Denkmalliste. | Niederlagstraße |
| Niederwallstraße (Lage)                   | 0360                                                                                                   | Niederwall, Teil der ehemaligen Stadtbefestigung, hinter der die Straße verlief | 1733 | Die Straße verbindet den Hausvogteiplatz mit dem Spittelmarkt. Vorherige Namen waren Schmiedegasse (17. Jh.–1733) und Wallstraße (17. Jh.–1733). | Marokkanische Botschaft |
| Nikolaikirchplatz (Lage)                  | 0110 × 60                                                                                              | St. Nikolai, älteste Pfarrkirche Berlins | 9. Jan. 1901 (mit Unterbrechung von 1945 und 1987)                                                                         | Der Stadtplatz ist zur Poststraße (westlich) und Propststraße (nordwestlich) geöffnet. Die anderen beiden Platzgrenzen werden durch die rückseitige Bebauung des Mühlendamms und der Eiergasse gebildet. Im Zentrum des Platzes steht die namensgebende Kirche, umgeben von einigen Laubbäumen. Bemerkenswert ist der Geschichtsbrunnen auf dem Platz. Der kleine Platz war zunächst der Kirchhof von St. Nikolai. Nachdem dieser 1707 auf Weisung König Friedrichs I. geschlossen wurde, diente er als Trockenplatz für die Bewohner des Nikolaiviertels. 1781 erhielt er den Namen Nikolaikirchhof und erst 120 Jahre später seinen Namen. Zwischen 1945 und 1981 gab es den Platz nicht mehr, da die gesamte Bebauung des Viertels zum Ende des Zweiten Weltkriegs zerstört war. Erst 1987 vergab der Magistrat von Ost-Berlin den Platznamen im Zusammenhang mit dem Wiederaufbau des Nikolaiviertels neu und ließ ihn nach historischen Vorbildern gestalten. | Bürgerhäuser am Nikolaikirchplatz |
| Novalisstraße (Lage)                      | 0200                                                                                                   | Novalis (1772–1801), Schriftsteller der Frühromantik | 17. März 1891 | Die Straße ist nach der Verlegung der Borsig-Maschinenfabrik 1890 angelegt worden. Sie verläuft zwischen Torstraße und Tieckstraße und setzt sich nach Norden als Eichendorffstraße fort. | Novalisstraße |
| Oberwallstraße (Lage)                     | 0450                                                                                                   | Stadtbefestigungswall | 1733 | Die Straße verläuft zwischen dem Boulevard Unter den Linden durch einen Torbogen zwischen dem Prinzessinnenpalais und dem Kommandantenhaus, über die Französische und Jägerstraße bis zum Hausvogteiplatz. Sie verlief innerhalb des Stadtbefestigungwalls um Cölln, Neu-Cölln und dem Friedrichswerder. Bis 1733 hieß ein Teil Wallstraße, der nördliche Teil dagegen Auf der Contrescarpe. Durch die Randbebauung des Hausvogteiplatzes wurde der Verkehrsweg geteilt: der nordwärts gelegene Straßenzug wurde zur Oberwallstraße, der südwärts führende zur Niederwallstraße. Der anschließende östliche Teil ist die Wallstraße. Am Eckgebäude Französische Straße weist eine Bronzegedenktafel darauf hin, dass genau auf dieser Straßenkreuzung die erste Barrikade bei den Märzkämpfen des Jahres 1848 stand (siehe unteres Bild). Die in der Straße erhaltenen Gebäude sind denkmalgeschützt. | Barrikadengedenktafel |
| Oberwasserstraße (Lage)                   | 0200                                                                                                   | oberes Wasser der Schleuse, die 1442 zur Schiffbarmachung der Spree hier angelegt wurde | 1778 | Die Straße verläuft von der Jungfernbrücke bis zur Kleinen Kurstraße. Die Uferstraße entstand, als 1694 der Spreekanal mit einer Steinböschung eingefasst wurde. Sie ist ein grachtartiger Straßenzug am westlichen Ufer des Spreekanals, an dem sich als Baudenkmal das Technische Gebäude der Reichsbank von 1924 befindet. Im Adressbuch des Jahres 1799 heißt sie Obere Wasserstraße. | Oberwasserstraße 13 |
| Ohmstraße (Lage)                          | 0180                                                                                                   | Martin Ohm (1792–1872), Mathematiker | 4. Apr. 1895 | Die Ohmstraße ist eine schmale Gasse zwischen Köpenicker Straße und Rungestraße mit zum Teil renoviertem Altbaubestand. | Ohmstraße 4 |
| Oranienburger Straße (Lage)               | 1000                                                                                                   | Oranienburg, Kreisstadt in Brandenburg | 24. Juni 1824 | Der vorherige Name war Alter Spandauer Heerweg (13. Jh. bis 1824) nach der Richtung. Sie verläuft zwischen Hackeschem Markt und Friedrichstraße. Südlich wird die Straße über eine Strecke von etwa 300 Metern vom Monbijoupark begrenzt. Unter der Nr. 30 befindet sich die Neue Synagoge. An der Kreuzung mit der Tucholskystraße liegt der S-Bahnhof Oranienburger Straße. | Neue Synagoge |
| Oranienburger Tor (Lage)                  | 0040 × 20                                                                                              | früheres Stadttor in der Berliner Zoll- und Akzisemauer, von dem die Straße nach Oranienburg führte | um 1736 | Das so benannte Tor ist bereits mehr als 100 Jahre verschwunden und bezeichnet deswegen einen symbolischen Ort an der Straßenkreuzung Friedrich-/Chaussee-/Tor-/Hannoversche Straße sowie den dortigen U-Bahnhof. Nur eine farbige Putzgiebel-Gestaltung (allerdings mit Graffiti stark übermalt) erinnert an das historische Bauwerk. Nördlich des Oranienburger Tors befanden sich die Fabriken von August Borsig und Louis Schwartzkopff. | Das ehemalige Tor als Giebelbild |
| Otto-Braun-Straße (Lage)                  | 0360 (im Ortsteil)                                                                                     | Otto Braun (1872–1955), Politiker (SPD) in der Weimarer Republik | 1. Nov. 1995 | Die Straße verläuft zwischen dem Alexanderplatz (Alexanderstraße/Karl-Marx-Allee) und dem Königstor (Straße Prenzlauer Berg/Am Friedrichshain). Nordöstlich der Mollstraße gehört sie zu den Ortsteilen Prenzlauer Berg und Friedrichshain. Im Südabschnitt liegt ein Teil der Fahrbahnen in einem Autotunnel. Vorherige Namen waren Rennweg, auch Rönnweg (16.–17. Jh.), Bernauer Straße (17. Jh. bis 1810), Neue Königstraße (1810–1966) und Hans-Beimler-Straße (1966–1995). Sie ist Teil der Bundesstraße 2. | Otto-Braun-Straße am Alexanderplatz |
| Panoramastraße (Lage)                     | 0080                                                                                                   | Panorama, in einem Rundbau war das Panorama der Schlacht bei Sedan untergebracht | 16. Dez. 1882 | Die kleine Stichstraße hinter den Häusern an der Karl-Liebknecht-Straße, gegenüber dem südwestlichen Ausgang des Bahnhofs Alexanderplatz, verbindet die Gontardstraße mit dem Fernsehturm. Ursprünglich verlief die Straße von der Gontard- zur Littenstraße (damals Neue Friedrichstraße). Durch die Umgestaltung dieses Gebietes (Berliner Fernsehturm) wurde sie überbaut und 1969 eingezogen. Im aktuellen Straßenverzeichnis Berlins ist die Straße nicht aufgenommen, wohl aber im amtlichen Stadtplan verzeichnet. In der Adresssuche finden sich die Adressen Nr. 1 für das Gebäude Ecke Gontardstraße und Nr. 2 für den rechten Flügel am Eingangsgebäude des Fernsehturms. Paromastraße 1a ist der dem Eingang gegenüberliegende Flachbau, der durch den Durchgang am Turmfüß erreicht wird. Das Gebäude Panoramastraße 1 hat die Umbauten der Umgebung überstanden und wird nach wie vor genutzt, so von der Commerzbank. | |
| Pappelplatz (Lage)                        | 0090 × 70 × 65 (Dreieckform)                                                                           | Pappeln, Pflanzengattung in der Familie der Weidengewächse | 1870 | Der dreieckige Pappelplatz liegt nördlich der Invalidenstraße und wird an den übrigen Seiten von der Bergstraße, der Mauer des Friedhofs der Sophienkirchgemeinde und der Ackerstraße begrenzt. Neben den namensgebenden Laubbäumen befindet sich auf dem Platz der Geldzählerbrunnen vom Bildhauer Ernst Wenck, der 1912 aufgestellt wurde. | Pappelplatz |
| Pariser Platz (Lage)                      | 0110 × 100                                                                                             | Paris, Hauptstadt Frankreichs | 15. Sep. 1814 | Der Platz liegt östlich des Brandenburger Tores. An ihm liegen die Botschaften der USA und Frankreichs, die Akademie der Künste und das Max-Liebermann-Haus. Die vorherigen Namen waren: Quarree (1734–1814), Viereck (1734–1814). Im Jahr 1814 erhielt er anlässlich der Eroberung von Paris durch preußische Truppen in den Befreiungskriegen seinen Namen. Ab etwa 1850 wurde die Bebauung des Platzes in klassizistischem Stil vereinheitlicht. Im Jahr 1880 gestaltete der Gartenbaudirektor Hermann Mächtig den Platz neu. In der Zeit der Existenz der Berliner Mauer lag er wüst und konnte nicht betreten werden. Der Pariser Platz steht in der Berliner Denkmalliste. | Pariser Platz mit Brandenburger Tor |
| Parochialstraße (Lage)                    | 0130                                                                                                   | Parochialkirche in der Klosterstraße | 11. März 1862 | Die Straße verbindet die Jüdenstraße mit der Waisenstraße. Hier liegen das Neue Stadthaus und die Parochialkirche. Unter der Kreuzung mit der Klosterstraße befindet sich der U-Bahnhof Klosterstraße. Einzelne Abschnitte hießen zuerst Hoffmanns Gäßlein (beginnendes 16. Jh. bis um 1580), Der freie Fahrweg (16. Jh. bis nach 1732), Mauermanns-Gasse (um 1580–1640), Podewilsgasse, Idens-Gasse (16.–17. Jh.), Belingsgäßlein (1640–18. Jh.), Parochial-Kirch-Gasse (1799), Reezengasse (17. Jh.–1862) und Kronengasse (18. Jh.–1862). Die Zusammenfassung zu einer einheitlich benannten Straße erfolgte durch einen Königlichen Kabinettsbeschluss im Jahr 1862. Die ersten Häuser galten als die „engsten, dunkelsten und lichtärmsten Behausungen“ in Alt-Berlin und dienten Trödlern und Handwerkern als Wohn- und Geschäftsgebäude. Sie sind längst abgerissen. In der Parochialstraße 29 befand sich 1925–1933 das von Ernst Friedrich gegründete Anti-Kriegs-Museum. | Anti-Kriegs-Museum in der Parochialstraße um 1930 · Parochialstraße · Parochialkirche                                                                                            |
| Paula-Thiede-Ufer (Lage)                  | 0100                                                                                                   | Paula Thiede (1870–1919), Gewerkschafterin | 25. Okt. 2004 (Die Namensvergabe erfolgte bereits am 1. Juli 2004, das oben genannte Datum gibt die offizielle Widmung an) | Die Straße wurde auf früheren Gewerbeflächen am Südufer der Spree zwischen Engeldamm und Bona-Peiser-Weg im Zusammenhang mit dem Bau der Ver.di-Bundesverwaltung angelegt. Sie ist eine Sackgasse unmittelbar an der Schillingbrücke. | Verdi-Gebäude am Paula-Thiede-Ufer |
| Petriplatz (Lage)                         | 0180 × 50                                                                                              | Petrikirche, Stadtpfarrkirche von Cölln | 1809 | Der Platz an der Gertraudenstraße hieß zunächst Platz an der Petrikirche (18. Jh.–1809). Der Petriplatz mit der Petrikirche war der zentrale Platz in der mittelalterlichen Stadt Cölln bei Berlin. Die Petrikirche wurde im Zweiten Weltkrieg weitgehend zerstört und bei der Verlegung der Straße abgetragen. Der Platz entstand beim Neuaufbau des Gebietes in seiner jetzigen Form. Auf der Grundlage des Planwerks Innenstadt sollte die Wiederherstellung und Bebauung des Petriplatzes in seinen ehemaligen Abmessungen und die Herrichtung als Stadtplatz erfolgen. Allerdings entsteht ab 2018 auf dem Platz ein Archäologisches Besucherzentrum. | Juwel-Palais am Petriplatz |
| Pflugstraße (Lage)                        | 0210                                                                                                   | Friedrich Adolf Pflug (1810–1886), Maschinenbauunternehmer | 12. März 1889 | Die Straße verbindet Schwartzkopffstraße und Wöhlertstraße. Hier stehen mehrere denkmalgeschützte Objekte. Schwartzkopff-, Pflug- und Wöhlertstraße wurden 1888 auf dem Gelände von Wöhlerts Maschinenbau-Anstalt angelegt, die insolvent wurde. | Pflugstraße 12 |
| Philippstraße (Lage)                      | 0080                                                                                                   | J. G. Philipp, Zimmererpolier, errichtete 1838 das erste Haus in der Straße | 2. Dez. 1838 | Die Straße verlief bis zur Eröffnung des Bettenhauses der Charité im Jahr 1982 zwischen Luisenstraße und Hannoverscher Straße. Seitdem ist sie Sackgasse zwischen Charité und Hannoverscher Straße. Sie wurde 1838 angelegt und bis zu ihrer Benennung als Neue Straße nach dem Neuen Tor bezeichnet. Der genannte Handwerker errichtete 1838 auf dem Grundstück Nr. 21 das erste Haus; die Straße erhielt deshalb im selben Jahr den Namen Philippstraße. Philipp gehörte zu den Bauhandwerkern, die Baugrundstücke kauften, darauf Wohngebäude errichteten und diese wieder verkauften. In der Philippstraße wurde 1851/1852 die St.-Philippus-Apostel-Kirche errichtet. Sie brannte 1945 aus und wurde in den 1960er Jahren abgetragen. Der Straßenname hat wahrscheinlich, anders als sonst üblich, zur Namensgebung der Kirche beigetragen. | Philippstraße |
| Planckstraße (Lage)                       | 0360                                                                                                   | Max Planck (1858–1947), Physiker und Nobelpreisträger | 5. Okt. 1953 | Die Planckstraße beginnt an der Dorotheenstraße, unterquert die Stadtbahn und endet an der Straße Am Weidendamm am Spreeufer. Die vorherigen Namen waren Prinz-Louis-Ferdinand-Straße (1893–1951) und Max-Planck-Straße (1951–1953). Hier befinden sich Baudenkmale wie das Gleichrichterschaltwerk Friedrichstraße und das Beamtenwohnhaus der Königlichen Theater. 2009 wurde das am S-Bahn-Viadukt liegende Jacob-und-Wilhelm-Grimm-Zentrum der Humboldt-Universität eröffnet. | Beamtenwohnhaus an der Planckstraße · Jacob-und Wilhelm-Grimm-Zentrum |
| Platz der Märzrevolution (Lage)           | 0050 × 20                                                                                              | Märzrevolution von 1848 | 18. März 1998 | Die Namensvergabe an den bis dahin namenlosen Platz erfolgte anlässlich des 150. Jahrestags der Revolution von 1848. Die kleine Grünanlage liegt zwischen dem Maxim-Gorki-Theater und dem Palais am Festungsgraben. | Heinrich Heine-Denkmal |
| Platz des Volksaufstandes von 1953 (Lage) | 0045 × 25                                                                                              | Aufstand vom 17. Juni 1953 | 16. Juni 2013 | Der Platz liegt an der Straßenkreuzung Leipziger/Wilhelmstraße unmittelbar vor dem Gebäude des Bundesfinanzministeriums. Dieses hatte den Antrag auf Namensvergabe gestellt. Um keine Verwechslung mit der Straße des 17. Juni aufkommen zu lassen, beschloss das Bezirksamt Mitte am 28. März 2013 den nun leicht veränderten Namen. Die feierliche Platzeinweihung fand zum 60. Jahrestag des Ereignisses am 16. Juni 2013 statt. | |
| Platz des 18. März (Lage)                 | 0080 × 40 (halbkreisförmig)                                                                            | Beginn der Märzrevolution von 1848 und im Gedenken an die ersten freien Volkskammerwahlen in der DDR am 18. März 1990 | 15. Juni 2000 | Der Platz bildet am Brandenburger Tor auf der westlichen Seite das Pendant zum östlich gelegenen Pariser Platz. Die vorherigen Namen waren Platz vor dem Brandenburger Tor (18. Jahrhundert bis 1934), Hindenburgplatz (1934–1958) und Platz vor dem Brandenburger Tor (1958–2000). Der Platz steht in der Berliner Denkmalliste. | Das Brandenburger Tor vor dem Platz des 18. März |
| Platz vor dem Neuen Tor (Lage)            | 0100 × 90                                                                                              | Neues Tor, ein 1836 geschaffener zusätzlicher Durchlass auf der Berliner Seite der unter Friedrich Wilhelm I. ab 1732 erbauten Berliner Zollmauer                                                                           | 5. Dez. 1839 | Der Platz liegt zwischen Invalidenstraße und Robert-Koch-Platz. Von den zehn Toren des nördlichen Berliner Mauerrings blieb nach dessen Abriss nur das Neue Tor erhalten. Im Zweiten Weltkrieg wurde es jedoch zerstört und gleich nach Kriegsende abgetragen. | Platz vor dem Neuen Tor |
| Poststraße (Lage)                         | 0240                                                                                                   | Posthof, der sich im 17. Jahrhundert hier befand | 1655 | Die Poststraße befindet sich im 1987 wiedererrichteten Nikolaiviertel zwischen Rathausstraße und Mühlendamm. Der vorherige Name war Am Mühlendamm (Mittelalter bis 1655). Die gesamte Poststraße ist ein denkmalgeschütztes Bauwerksensemble. | Poststraße |
| Potsdamer Platz (Lage)                    | 0080 × 40 (im Ortsteil)                                                                                | Potsdamer Tor, ein historischer Eingang in die Berliner Zollmauer | 8. Juli 1831 | Der Potsdamer Platz entstand im 18. Jahrhundert als Verkehrsverteiler unmittelbar vor dem Potsdamer Tor und trug von etwa 1736 bis 1831 den Namen Platz vor dem Potsdamer Thor. Durch den 1838 errichteten Potsdamer Bahnhof wurde er einer der verkehrsreichsten Plätze Berlins. Nach dem Zweiten Weltkrieg war der Platz weitestgehend zerstört und lag nach dem Mauerbau im Grenzgebiet zwischen Ost- und West-Berlin. In den 1990er Jahren entstand auf dem Areal rund um den eigentlichen Potsdamer Platz ein neues Stadtviertel, das von Hochhäusern dominiert und umgangssprachlich als Potsdamer Platz bezeichnet wird. Zum Ortsteil Mitte gehören die Grundstücke 8 und 9, alle anderen Grundstücke zum Ortsteil Tiergarten. Der S-Bahnhof Potsdamer Platz ist ein gelistetes Baudenkmal. | Der Potsdamer Platz um 1903 · Potsdamer Platz im November 1989 |
| Prinzengasse (Lage)                       | 040 | Marquard Ludwig von Printzen (1675–1725; auch Prinzen geschrieben), Schlosshauptmann und seit 1738 Besitzer des Grundstücks Schinkelplatz 3                                                                                 | 24. Jan. 2007, zuvor bereits von 1738 bis 1906                                                                             | Zwischen 1907 und 2006 gab es diese kleine Stichstraße zwar noch, ihr Name taucht jedoch nicht mehr offiziell auf. Erst mit dem Neubau der Townhouses zwischen Niederlagstraße und Unterwasserstraße (Friedrichswerder Nord) beschloss der Berliner Senat (am 11. Juni 2006) die Wiedervergabe des Namens für eine Straße etwa im historischen Verlauf. | Prinzengasse am Schinkelplatz |
| Propststraße (Lage)                       | 0200                                                                                                   | Propst, oberster Geistlicher eines Domkapitels | 3. Feb. 1845 (mit Unterbrechung zwischen 1945 und 1984)                                                                    | Frühere Namen waren Kannengießergasse (vor 1723) und bis 1883 Probstgasse. Durch Zerstörungen im Zweiten Weltkrieg war die Straße nach 1945 nicht mehr vorhanden. Mit dem Wiederaufbau des Nikolaiviertels entstand sie 1984 neu und wurde über die Poststraße hinaus bis zur Spree verlängert. | Propststraße |
| Rathausstraße (Lage)                      | 0780                                                                                                   | Rotes Rathaus | 12. Apr. 1951 | Die Straße verläuft von der Trasse der Stadtbahn am Alexanderplatz bis zur Rathausbrücke. Ihre ersten Namen waren An der langen Brücke im St. Nikolai-Viertel (Mittelalter bis 1701), Georgenstraße (Mittelalter bis 1701), Oderberger Straße (Mittelalter) und Königstraße (1701–1951). Zusammen mit den Namensveränderungen erfolgten auch immer wieder bauliche Änderungen in der Straße. Zuerst gab es Fachwerkbauten, die nach dem Abbruch der Festungsanlagen von Alt-Berlin durch Steinbauten nach Plänen von Carl von Gontard ersetzt wurden. Im beginnenden 19. Jahrhundert kamen Vergnügungsstätten und später Kaufhäuser hinzu oder ersetzten die Bürgerhäuser. Seit 1974 dient ein Teil der Straße (400 Meter) als Fußgängerzone. An der Rathausstraße liegen die Rathauspassagen, das Rote Rathaus und das Nikolaiviertel. | Rathausstraße |
| Ravelinplatz (Lage)                       | 0070 × 35                                                                                              | Ravelin, Bezeichnung aus dem Festungswesen für ein Außenwerk | 30. Jan. 2018 | Der Platz besteht aus einer gestalteten Freifläche an der Ecke Dircksenstraße/Voltairestraße. Sein Name nimmt Bezug auf die früher hier verlaufende Berliner Stadtbefestigung, zu der auch mehrere Raveline gehörten. | Berlin-Mitte Ravelinplatz |
| Reichstagufer (Lage)                      | 0830                                                                                                   | Reichstagsgebäude | 16. Dez. 1882 | Das Reichstagufer führt vom Friedrich-Ebert-Platz hinter dem Reichstag bis zur Friedrichstraße an der Weidendammer Brücke. Bis zum Bau des Regierungsviertels in den 1990er Jahren begann die Straße bereits an der Kronprinzenbrücke im Ortsteil Tiergarten. Seitdem ist dieser Abschnitt namenlos. | ARD-Hauptstadtstudio am Reichstagufer |
| Reinhardtstraße (Lage)                    | 0750                                                                                                   | Max Reinhardt (1873–1943), österreichischer Theaterregisseur, Intendant und Theatergründer | 31. Juli 1947 | Der vorherige Name war Karlstraße (1827–1947). Die Straße führt von der Friedrichstraße (gegenüber vom Friedrichstadt-Palast) zur Kronprinzenbrücke (Kapelle-Ufer/Schiffbauerdamm). Sie liegt südlich des Deutschen Theaters, an dem Reinhardt lange Jahre wirkte. An der Ecke Albrechtstraße befindet sich der ehemalige Reichsbahnbunker Friedrichstraße, der als Ausstellungsort für zeitgenössische Kunst dient. Am Nordrand des Gebäudes befand sich bis in die 1990er Jahre der offene Graben der Stadtpanke, der seither überdeckelt ist. Am Südrand zwischen den Häusern findet sich ein (trockener) Rest des (vormals) offenen Pankelaufs. | Thomas-Dehler-Haus der FDP in der Reinhardtstraße · Symbolische Umbenennung der Karlstraße in Max-Reinhardt-Straße im Juni 1946                                                  |
| Rheinsberger Straße (Lage)                | 0400 (im Ortsteil); (mit Versatz)                                                                      | Rheinsberg, Stadt in Brandenburg | 29. Mai 1862 | Die ursprünglichen Namen bei der Neuanlage waren Straße 60, Abt. XI und Straße 79, Abt. IX des Bebauungsplans. Sie verbindet die Strelitzer Straße im Westen mit der Schwedter Straße im Osten. | Rheinsberger Straße |
| Robert-Koch-Platz (Lage)                  | 0070 × 40                                                                                              | Robert Koch (1843–1910), Mediziner und Kommunalpolitiker | 11. März 1932 | Der Stadtplatz liegt zwischen der Hannoverschen Straße und dem nördlichen Ende der Luisenstraße. Zwischen 1838 und 1932 hieß er Luisenplatz nach der anliegenden Straße. In der ursprünglichen Planung der 1820er Jahre war der Platz direkt auf Höhe der Zollmauer vorgesehen, später aber etwas weiter südlich entlang der Luisenstraße angelegt. In einigen älteren Plänen liegt der Platz daher fälschlicherweise auf der Kreuzung Luisenstraße und Charitéstraße. | Robert-Koch-Platz |
| Rochstraße (Lage)                         | 0400                                                                                                   | Johann Albert Roch (1786–um 1825), Architekt | 8. Mai 1825 | Sie verläuft von der Münzstraße bis zur Straße An der Spandauer Brücke, wobei sie auf Höhe der Dircksenstraße die Stadtbahn unterquert. Ursprünglich verlief sie bis zur Neuen Friedrichstraße (ab 1951 Littenstraße). Dieser südliche Teil der Straßenführung ist durch die bauliche Umgestaltung des Gebietes 1968/69 verändert worden. | Rochstraße 1 |
| Rolandufer (Lage)                         | 0430                                                                                                   | Roland von Berlin, Sinnbild der Stadtrechte | 12. Mai 1910 | Die Uferpromenade mit Uferbefestigung und Schiffsanlegestelle „Jannowitzbrücke“ beginnt an der Trasse der Stadtbahn unmittelbar an der Jannowitzbrücke und endet am Mühlendamm. Sie ist zwischen Klosterstraße und Mühlendamm ein Fußweg. Nachdem die Statue des historischen Alt-Berliner Roland unbekannt verschwand, wurde am gegenüberliegenden Märkischen Museum 1905 eine Kopie der Rolandstatue aus Brandenburg an der Havel aufgestellt. Das gesamte Rolandufer ist ein Baudenkmal. | Rolandufer |
| Rosa-Luxemburg-Platz (Lage)               | 0058 × 48 × 43 (Dreieckform)                                                                           | Rosa Luxemburg (1871–1919), deutsch-polnische Vertreterin der Arbeiterbewegung und Mitgründerin der KPD | 3. Sep. 1969 | Der Platz zwischen Rosa-Luxemburg-Straße und Weydingerstraße wurde nach dem Abriss des historischen Scheunenviertels und der Durchlegung der damaligen Kaiser-Wilhelm-Straße (seit 1947 Liebknecht~/Karl-Liebknecht-Straße) auf der entstandenen dreieckigen Fläche neu geplant. In der Planungsphase hieß er Babelsberger Platz (1907–1910), dann Bülowplatz (1910–1933), Horst-Wessel-Platz (1933–1945), Liebknechtplatz (1945–1947), Luxemburgplatz (1947–1969) und erhielt anschließend seinen Namen. Er wird dominiert vom Gebäude der Volksbühne. Der U-Bahnhof Rosa-Luxemburg-Platz liegt an der U-Bahn-Linie U2. | Volksbohne am Rosa-Luxemburg-Platz |
| Rosa-Luxemburg-Straße (Lage)              | 0540                                                                                                   | Rosa Luxemburg (1871–1919), deutsch-polnische Vertreterin der Arbeiterbewegung und Mitgründerin der KPD | 3. Sep. 1969 | Die Straße verläuft zwischen Dircksenstraße und Torstraße. Sie wurde 1887 als nordwestliche Verlängerung der Kaiser-Wilhelm-Straße (jetzt Karl-Liebknecht-Straße) zwischen Linienstraße und Hirtenstraße angelegt. Dieser Straßenast querte die frühere Füsiliergasse sowie die Erste, Zweite und mündete in die Dritte Scheunengasse. Der gerade nach Süden weiter verlaufende Straßenabschnitt hieß zuvor Dritte Scheunengasse (um 1700–1860) und Amalienstraße (1860–1910). Die leicht abgeknickte Straße erhielt danach die Namen Hankestraße (1910–1969) und Liebknechtstraße (1947–1969). 1969 wurden der nördliche Abschnitt der Liebknechtstraße (zwischen S-Bahn-Unterführung und Rosa-Luxemburg-Platz) und die Hankestraße (zwischen Rosa-Luxemburg-Platz und Torstraße) in Rosa-Luxemburg-Straße umbenannt. Unter der Straße verläuft die U-Bahn-Linie 2 mit dem U-Bahnhof Rosa-Luxemburg-Platz. | Rosa-Luxemburg-Straße · Suhrkamp-Verlag |
| Rosenstraße (Lage)                        | 0140                                                                                                   | ‚Röschen‘, ein ironisch gebrauchtes Synonym für Dirnen | um 1650 | Die Straße zweigt als Sackgasse von der Anna-Louisa-Karsch-Straße nach Süden ab. Hier fand 1943 der Rosenstraße-Protest, die größte spontane Protestdemonstration Zeit des Nationalsozialismus, statt. Der vorherige Name im 16. Jahrhundert bis um 1650 war Hurengasse. | Rosenstraße |
| Rosenthaler Platz (Lage)                  | 0040 × 25                                                                                              | anliegende Rosenthaler Straße | 1. Juni 1910 | Der vorherige Name zwischen 1735 und 1910 war Platz am Rosenthaler Tor. Der Platz ist nicht als Stadtplatz wahrnehmbar, denn er ist eine große Straßenkreuzung, die durch Schließung der Einmündung der Kastanienallee etwas ‚entschärft‘ wurde. Der U-Bahnhof Rosenthaler Platz liegt an der U-Bahn-Linie 8. | Rosenthaler Platz |
| Rosenthaler Straße (Lage)                 | 0510                                                                                                   | Rosenthal, seit den 1930er Jahren Ortsteil von Pankow | um 1723 | Sie verläuft von der Torstraße am Rosenthaler Platz bis zum Hackeschen Markt. Der vorherige Name um 1658 bis um 1723 war Weg nach Rosenthal. Die nach dem Zweiten Weltkrieg noch erhaltenen Gebäude in dem auch Spandauer Vorstadt genannten Gebiet stehen in der Berliner Denkmalliste. | Rekonstruktion der ehemaligen Roten Apotheke in der Rosenthaler Straße |
| Rosmarinstraße (Lage)                     | 0110                                                                                                   | Rosmarin (Rosmarinus officinalis), immergrüner Halbstrauch aus der Familie der Lippenblütler | um 1815 | Sie verbindet die Charlottenstraße mit der Friedrichstraße unmittelbar südlich von Unter den Linden. Die vorherigen Namen waren Roßmariengasse (um 1795–um 1815), Rothe Mariengasse (18. Jh.), Kleine Wallgasse (Beginn 18. Jh.–um 1795), danach Kleine Wallstraße. Der ursprüngliche Name Rothe Mariengasse bezog sich auf die Dirnen, die in den Bordellen in dieser Straße wohnten bzw. verkehrten. Ähnlich wie bei der Rosenstraße ist der Straßenname ironisch gemeint. Die noch erhaltenen Gebäude in diesem Teil der Dorotheenstadt stehen in der Berliner Denkmalliste. | Rosmarinstraße |
| Rückerstraße (Lage)                       | 0150                                                                                                   | Stanislaus Rücker (1649–1734), preußischer Akzisedirektor und Stadtrat in Berlin | 26. Nov. 1862 | Sie verbindet die Mulackstraße in Nordostrichtung mit der Linienstraße. Das abgebildete Verwaltungsgebäude von 1913 steht unter Denkmalschutz. | Rückerstraße 9 |
| Rungestraße (Lage)                        | 0550                                                                                                   | Heinrich Runge (1817–1886), Heraldiker und Konservator, Kommunalpolitiker | 12. Mai 1893 | Die Rungestraße beginnt im Westen an der Inselstraße, kreuzt die Brückenstraße und endet im Osten als Sackgasse am Heizkraftwerk Berlin-Mitte. 1893 wurde die damalige Wassergasse aufgeteilt. Der Abschnitt von der Inselstraße bis zum Knick gegenüber vom Köllnischen Park behielt die bisherige Bezeichnung, während der übrige Teil der Straße den Namen Rungestraße erhielt. Die Rungestraße wurde gleichzeitig westlich bis zur Inselstraße in einer neuen Straßenführung verlängert. Der Gebäudekomplex der ehemaligen Josetti Zigarettenfabrik sowie das Gebäude der AOK stehen neben anderen unter Denkmalschutz. An der Rungestraße befindet sich der Bärenzwinger im Köllnischen Park. | Bürogebäude AOK |
| Ruppiner Straße (Lage)                    | 0320 (im Ortsteil)                                                                                     | Ruppiner Land, historische Landschaft in Brandenburg | 15. Juni 1862 | Zuerst war es im Hobrecht-Plan die Straße 39. Sie verläuft in Südost-Nordwest-Richtung von der Anklamer Straße/Granseer Straße am Arkonaplatz bis zur Bernauer Straße und setzt sich im Ortsteil Gesundbrunnen bis zur Demminer Straße fort. | Ruppiner Straße |
| Schadowstraße (Lage)                      | 0170                                                                                                   | Johann Gottfried Schadow, Bildhauer | 14. Dez. 1836 | Die Straße verbindet Unter den Linden mit der Dorotheenstraße. Erste Namen waren Mauerstraße (Anfang bis Mitte 18. Jh.), dann Kleine Wallstraße. Die nach dem Zweiten Weltkrieg noch erhaltenen Gebäude in der Dorotheenstadt stehen in der Berliner Denkmalliste. | Schadowstraße |
| Scharnhorststraße (Lage)                  | 0960                                                                                                   | Gerhard von Scharnhorst (1755–1813), preußischer General und Heeresreformer | 26. Okt. 1860 | Von 1733 bis 1860 hieß die Straße Kirschenallee. Sie beginnt an der Boyenstraße und führt vorbei am Bundeswehrkrankenhaus und dem Invalidenfriedhof (mit der Grabstätte der Familie Scharnhorst) und dem Bundesministerium für Wirtschaft und Energie (siehe Foto), auf dessen Gelände sich Reste des ehemaligen Invalidenhauses und das Gebäude der ehemaligen Kaiser-Wilhelm-Akademie (Militärärztlichen Akademie) befinden. Auf der gegenüberliegenden Straßenseite liegt der Invalidenpark. Die Scharnhorststraße endet an der Invalidenstraße. | Ehemaliges Invalidenhaus Scharnhorststraße · Berlin-Mitte Scharnhorststraße Neubauten                                                                                            |
| Scharrenstraße (Lage)                     | 0200                                                                                                   | Scharren, niederdeutsch Bezeichnung für Verkaufsbuden | um 1730 | Die Straße verbindet die Breite Straße mit der Friedrichsgracht parallel zur Gertraudenstraße. Der Name geht zurück auf die Scharren, hölzerne Warenträger, die früher in der Breiten Straße standen und 1667 an das Köllnische Rathaus verlegt wurden. Hier gab es vorwiegend Brotverkaufsstände, weshalb ein Teil der Straße früher auch Hinter den Brodscharren hieß. Eine frühere Schreibweise war Scharrnstraße. Weitere Teile der Straße hießen Hinter den Brodscharren (um 1667 bis Anfang 18. Jh.) und Kirchgasse (Anfang 18. Jh. bis um 1730). | Scharrenstraße |
| Schendelgasse (Lage)                      | 0120                                                                                                   | Schendel, Besitzer des ersten Eckgrundstücks an der Alten Schönhauser Straße, Unternehmer | Ende des 17. Jh. | Die Straße wurde Ende des 17. Jahrhunderts angelegt und soll auch Schönweiber-Gasse genannt worden sein, woraus im Volksmund die Schönweide-Gasse wurde. Im Jahr 1901 sind im Adressbuch für die Schendelgasse, die eine Verbindung zwischen der Grenadierstraße (jetzt Almstadtstraße) und der Alten Schönhauser Straße herstellt, acht Häuser verzeichnet. | Ecke Schendelgasse / Almstadtstraße |
| Schicklerstraße (Lage)                    | 0100                                                                                                   | David Schickler (* 2. September 1755; † 3. Mai 1818), Zuckerfabrikant, Bankier und Johann Ernst Schickler (* 30. September 1761; † 6. Mai 1801), Bruder von David, Kaufmann; Mitbegründer des Bankhauses Gebrüder Schickler | 12. März 1889 | Die Straße zwischen Alexanderstraße und Stralauer Straße/Littenstraße unterquert die Stadtbahn. Sie wurde mit dem Durchbruch von der Alexanderstraße ins Stralauer Viertel 1889 angelegt. Der Straßenteil zwischen der Stadtbahn und der Littenstraße entstand 1901. Das auffälligste Gebäude ist hier das Schicklerhaus (Bild). – In dieser Straße stand die Splittgerbersche Zuckersiederei, die im Jahr 1754 in Betrieb genommen worden und eine von damals drei entsprechenden Einrichtungen zur Versorgung der Berliner war. Für Bauvorbereitungsarbeiten finden im Auftrag des Berliner Denkmalamtes hier seit um 2015 entsprechende archäologische Grabungen statt, um eventuelle Reste der Fabrik freizulegen. | |
| Schiffbauerdamm (Lage)                    | 1050                                                                                                   | Schiffsbauer, die hier in der ersten Hälfte des 18. Jahrhunderts ihr Gewerk betrieben | 1738 | Die Straße verläuft von der Friedrichstraße am nördlichen Spreeufer bis zur Reinhardtstraße. Zwischen Luisenstraße und Adele-Schreiber-Krieger-Straße ist sie durch das Marie-Elisabeth-Lüders-Haus unterbrochen. Die vorherigen Namen waren Treckschuyten-Damm (Ende 17. Jh. bis Anfang 18. Jh.) und Dammstraße (Anfang 18. Jh. bis 1738). Am Beginn der Straße befindet sich das Berliner Ensemble (Theater am Schiffbauerdamm). | „Ständige Vertretung“ |
| Schillingstraße (Lage)                    | 0480                                                                                                   | Philipp Andreas Schilling (um 1650–1714), Kaufmann, Grundbesitzer in der Straße | um 1723 | Sie verläuft von der Karl-Marx-Allee am U-Bahnhof Schillingstraße bis zur Alexanderstraße. Bis 1963 endete sie an der Blumenstraße. Diese wurde aufgelassen, und ihr letzter Abschnitt bis zur Alexanderstraße in die Schillingstraße einbezogen. An der Ecke Karl-Marx-Allee steht das ‚Café Moskau‘. | Punkthochhaus Schillingstraße |
| Schinkelplatz (Lage)                      | 0110 × 40 × 110 (Dreieckform)                                                                          | Karl Friedrich Schinkel (1781–1841), preußischer Architekt und Maler | 24. Jan. 2007 | Der bereits von 1869 bis 1965 vorhandene Platzname sollte wieder aufleben, deshalb wurde bei der Neubebauung des Friedrichswerder Nord mit Bezirksamtsbeschluss Nr. 1499 vom 11. Juni 2006 die Vergabe des historischen Straßennamens festgelegt. Er liegt zwischen der Attrappe der Berliner Bauakademie und dem Kommandantenhaus am Westufer des Spreekanals. Von 1967 bis 1996 war er mit dem Gebäude des DDR-Außenministeriums überbaut. | Schinkelplatz mit Standbilder von Beuth, Schinkel und Thaer |
| Schlegelstraße (Lage)                     | 0310                                                                                                   | August Wilhelm Schlegel (1767–1845), Literaturhistoriker, Publizist und Übersetzer und Friedrich Schlegel (1772–1829), Literaturtheoretiker, Schriftsteller und Philosoph                                                   | 28. Apr. 1877 | Die Straße verläuft zwischen Chausseestraße und Borsigstraße und erhielt bei ihrer Anlage ihren Namen. | Schlegelstraße |
| Schloßplatz (Lage)                        | 0180 × 100 (leicht trapezförmig)                                                                       | Berliner Schloss | 15. Nov. 1994 | Der historische Schloßplatz lag bis 1950 südlich des Berliner Schlosses. Die vorherigen Namen waren Dom-Platz (13./14. Jh.–15./16. Jh.), Gang am Wasser (17. Jh. bis um 1672), Hinter der Wasserkunst (um 1672 bis um 1678), Freiheit hinter der Wasserkunst (um 1678 bis nach 1706) und Die Freiheit zwischen der Hundebrücke und der Mühle (nach 1706 bis um 1723). Von 1951 bis 1994 hieß der Platz einschließlich der Fläche des 1950 abgerissenen Berliner Schlosses Marx-Engels-Platz, benannt nach Karl Marx und Friedrich Engels. Nach der Wiedererrichtung des Berliner Schlosses bezeichnet der Schlossplatz die über die Museumsinsel verlaufende Straße mit dem anliegenden Platz sowie den Bereich vor dem Eosanderportal, der ehemaligen Schlossfreiheit. | Das ehemalige Schlossareal nach Abbruch des Palastes der Republik · Schlossplatz an der Breiten Straße · Schlossplatz mit Schlüterportal                                         |
| Schmidstraße (Lage)                       | 0220                                                                                                   | Johann Carl Ludwig Schmid (1780–1849), Architekt, Leiter der Oberbaudeputation, Direktor der Berliner Bauakademie | 7. Apr. 1849 | Die Straße beginnt am Michaelkirchplatz und endet als Sackgasse vor der Heinrich-Heine-Straße. Ursprünglich reichte sie bis zur Neuen Jakobstraße. 1981 wurde der westliche Teil in die Neue Jakobstraße einbezogen, da die Straße 1968/1969 durch eine neue Wohnbebauung geteilt worden war. Die Schmidstraße war 1849 angelegt worden und erhielt im selben Jahr ihren Namen. | Schmidstraße |
| Schönholzer Straße (Lage)                 | 0190                                                                                                   | Schönholz, Ortslage im Berliner Ortsteil Niederschönhausen, Richtung der Straße | 29. Mai 1862 | Der vorherige Name war Straße 39, Abt. XI des Bebauungsplans. Die Straße verbindet die Brunnenstraße mit der Ruppiner Straße und umfasst 22 Hausnummern in Hufeisenzählung. | Schönholzer Straße |
| Schröderstraße (Lage)                     | 0200                                                                                                   | Rudolph Freiherr von Schröder (1852–1938), ab 1896 Seniorchef von Schröder Gebrüder & Co. | 13. Apr. 1904 | Sie verbindet die Gartenstraße mit der Bergstraße. Die Hamburg-Amerika-Gesellschaft ließ 1904 die Straße anlegen und nach Schröder benennen. | Schröderstraße |
| Schützenstraße (Lage)                     | 0710                                                                                                   | „soll den Namen von dem in der Lindenstraße belegenen alten Köllnischen Schützenplatz erhalten haben“ | um 1700 | Die Straße verbindet die Mauerstraße nahe der Friedrichstraße mit der Axel-Springer-Straße. Sie entstand um 1700 mit der Anlage der Friedrichstadt. Von 1966 bis 1991 hieß sie Reinhold-Huhn-Straße. Hier befinden sich mehrere gelistete Baudenkmale, so auch das Mossehaus von 1903. Der Straßenname steht in keiner Beziehung zur Alten Schützenstraße, die nördlich des Alexanderplatzes lag. | Schützenstraße |
| Schulze-Delitzsch-Platz (Lage)            | 0100 × 20                                                                                              | Hermann Schulze-Delitzsch (1808–1883), Begründer des deutschen Genossenschaftswesens | 1. Juni 1910 (mit Unterbrechung)                                                                                           | Am 4. August 1899 wurde auf dem Kreuzungsplatz der Insel-, Neuen Jakob- und Köpenicker Straße für Schulze-Delitzsch ein Denkmal enthüllt. 1974 wurde es, ebenso wie die Straßenschilder, entfernt und kam ins Depot des Märkischen Museums. Der Platz wurde Inselplatz genannt, ohne dass eine offizielle Benennung stattgefunden hatte. 1992 wurde das Denkmal ohne die Figurengruppe am Sockel wieder an seinem alten Platz aufgestellt. | Denkmal für Hermann Schulze-Delitzsch |
| Schumannstraße (Lage)                     | 0390                                                                                                   | Johann Friedrich Ferdinand Schumann (1780–1835), Unternehmer, Begründer der Friedrich-Wilhelm-Stadt | 16. Apr. 1827 | Die Straße verläuft zwischen Unterbaumstraße und Albrechtstraße. 1820 kaufte der Unternehmer und Grundstücksspekulant Johann Friedrich Ferdinand Schumann den Ephraimschen Park und die angrenzenden Grundstücke auf und ließ anschließend das Gelände parzellieren und Straßen anlegen. Mit der Benennung der Straße sollte Schumann als Begründer des Stadtteils geehrt werden. Außerdem gehörte ihm in dieser Straßenzeile das Haus Nr. 19. An der Schumannstraße liegen der Haupteingang zur Charité (Campus Mitte) und das Deutsche Theater. Erwähnenswert ist auch das Gebäude der Zentrale der Heinrich-Böll-Stiftung (siehe Bild). | Heinrich-Böll-Stiftung |
| Schwartzkopffstraße (Lage)                | 0260                                                                                                   | Louis Schwartzkopff (1825–1892), Maschinenbauunternehmer | 12. März 1889 | Die Straße verläuft zwischen Chausseestraße und Caroline-Michaelis-Straße. In der Nähe, damals vor den Toren der Stadt Berlin, befand sich die Eisengießerei und Maschinenfabrik Schwartzkopff und Nitsche. Schwartzkopff-, Pflug- und Wöhlertstraße wurden 1888 auf dem Gelände von Wöhlerts Maschinenbau-Anstalt angelegt, die insolvent wurde. 1898 wurde die Schwartzkopffstraße bis zum 1896 eröffneten Stettiner Tunnel, einer Unterquerung des Stettiner Bahnhofs, verlängert und die Nummerierung der Häuser geändert. Ein kurzer Abschnitt der aufgelassenen Heringsdorfer Straße gehört ebenfalls zur Schwartzkopffstraße. Der U-Bahnhof Schwartzkopffstraße liegt an der U-Bahn-Linie U6. | Schwartzkopffstraße |
| Schwarzer Weg (Lage)                      | 0270                                                                                                   | Farbe des ursprünglich mit Schlacke belegten Weges | 1951 | Die Straße verläuft in Nord-Süd-Richtung zwischen Habersaath- und Invalidenstraße. Zuvor war es ein namenloser Fußweg östlich der Gnadenkirche zwischen dem Platz vor dem Neuen Tor und der Kesselstraße bis zum Polizeisportplatz. In ihrem südwestlichen Abschnitt tangiert sie den später auf dem Grundstück der Kirche angelegten Invalidenpark mit der künstlerisch gestalteten ‚Versunkenen Mauer‘. Der östliche Bereich wird von der Panke begrenzt. An ihm wurden ab etwa dem Jahr 2000 Neubauten für das Bundesministerium für Verkehr, Bau und Stadtentwicklung errichtet. Diese Bauten grenzen unmittelbar an den historischen Gebäudekomplex des Naturkundemuseums. | Schwarzer Weg |
| Schwedter Straße (Lage)                   | 0760 (im Ortsteil)                                                                                     | Schwedt, Stadt im Nordosten Brandenburgs | 29. Mai 1862 | Sie führt im Ortsteil von der Choriner Straße bis zur Bernauer Straße und bildet die Grenze zwischen den Ortsteilen Mitte und Prenzlauer Berg. Die Grundstücke der Ostseite gehören zu Prenzlauer Berg. Der vorherige Name war Verlorener Weg (18. Jh.–1862). | Schwedter Straße |
| Sebastianstraße (Lage)                    | 0985 (im Ortsteil)                                                                                     | Sebastiankirche, nach dem Ratsmitglied und Kirchenvorsteher Sebastian Nethe benannt (Ende 17. Jh.) | 27. Feb. 1839 | Die Straße beginnt an der Dresdener Straße im benachbarten Ortsteil Kreuzberg, überquert die Ortsteilgrenze an der Luckauer Straße, kreuzt die Heinrich-Heine-Straße und endet an der Alten Jakobstraße. Bis zur Alexandrinenstraße gehören die Grundstücke der Südwestseite zu Kreuzberg. Angelegt wurde der erste Abschnitt des Verkehrswegs 1699 und bekam den Namen Kirchgasse, weitere Teile wie die Sebastiankirch-Gasse um 1750–1839 und die Kirchstraße (ca. 1730–1839) folgten. | Sebastianstraße |
| Seydelstraße (Lage)                       | 0400                                                                                                   | Karl Theodor Seydel (1812–1873), Jurist, Kommunalpolitiker | 11. Juli 1874 | Sie verläuft zwischen Spittelmarkt und Alter Jakobstraße. Im Jahr 1874 legte man diese neue Verbindung an und benannte sie nach dem ein Jahr zuvor verstorbenen Berliner Oberbürgermeister Seydel, der das Amt 1863–1872 innehatte. Die Trassierung wurde in den 1970er Jahren wegen des nahen Verlaufs der Berliner Mauer geändert, nach der Wiedervereinigung der alte Abschnitt jedoch wiederangebunden. Der zwischenzeitlich neugeschaffene Abschnitt wurde 2009 als Elisabeth-Mara-Straße ausgegliedert. | Seydelstraße Ecke Neue Grünstraße |
| Singerstraße (Lage)                       | 0450 (im Ortsteil)                                                                                     | Paul Singer (1844–1911), Mitbegründer der SPD | 31. Juli 1947 | Die Straße verläuft in West-Ost-Richtung zwischen Schillingstraße und Franz-Mehring-Platz. Der Abschnitt zwischen Lichtenberger Straße und Franz-Mehring-Platz liegt im Ortsteil Friedrichshain. Die vorherigen Namen waren Grüner Weg (vor 1748–1926), Paul-Singer-Straße (1926–1933) und Brauner Weg (1933–1947). Der Abschnitt zwischen Schilling- und Ifflandstraße entstand erst in den 1960er Jahren bei der Neubebauung des Stadtzentrums. Er wurde am 9. August 1963 in die Singerstraße einbezogen. Haus Nr. 8a, das ‚Max-Planck-Gymnasium‘, ist ein gelistetes Baudenkmal. | Max-Planck-Gymnasium in der Singerstraße 8A, Baudenkmal |
| Sophienstraße (Lage)                      | 0370                                                                                                   | Sophie Luise von Mecklenburg-Schwerin (1685 in Grabow–1735), Königin in Preußen. | 9. März 1837 | Die Straße verläuft zwischen Großer Hamburger Straße und Rosenthaler Straße. Ihre früheren Namen lauteten Sophienkirchgasse (18. Jh.), ab ca. 1835 Sophienstraße. Die an den Kirchhof grenzende Straße – zunächst Sophienkirch-Gasse – erhielt bei der amtlichen Erhebung von der Gasse zur Straße nur noch den Namen der Königin. Hier steht die barocke Sophienkirche mit dem Kirchhof. Auf dem kleinen Friedhof befindet sich das Grab der „Karschin“ (Anna Louisa Karsch), einer Berliner Stegreifdichterin. Historisch bedeutsam sind die Sophiensæle (Hausnummer 18), das frühere Handwerkervereinshaus. Hier fand 1874 die erstmalige Vereinigung zweier Berliner Arbeiterorganisationen – der Lassalleaner und der Eisenacher – statt. Die Räumlichkeiten dienten auch später immer wieder als Versammlungsort politischer Organisationen, so sprachen hier u. a. auch Wilhelm Liebknecht, August Bebel sowie Wilhelm Pieck zu Berliner Arbeitern. | Sophienstraße 32/33 |
| Spandauer Straße (Lage)                   | 0640                                                                                                   | Spandau, Berliner Bezirk; Richtung der Straße | 18. Jahrhundert | Die Straße verläuft zwischen Anna-Louisa-Karsch-Straße im Norden und Mühlendamm/Grunerstraße im Süden. Sie war bereits im 13. Jahrhundert ein Weg von Berlin nach Spandau und führte im Laufe der Zeit viele Namen, die sich auf Straßenseiten und Straßenabschnitte bezogen. Die einzelnen Straßenteile trugen zu unterschiedlichen Zeiten den Namen Spandauer Straße. Auf dem Plan von 1723 ist die Straße erstmals durchgehend als Spandauer Straße markiert. An der Straße liegen das Heilig-Geist-Spital, das Rote Rathaus und das Nikolaiviertel. | Spandauer Straße · Spandauer Straße Ecke Karl-Liebknecht-Straße |
| Sperlingsgasse (Lage)                     | 0080                                                                                                   | ‚Chronik der Sperlingsgasse‘ von Wilhelm Raabe, die 1856 herausgegeben wurde | 29. Aug. 1931 | Sie liegt zwischen Friedrichsgracht und Brüderstraße auf der Spreeinsel. Die vorherigen Namen waren Neue Gasse zur Spree (16. Jh. bis vermutlich 17. Jh.), Spreegasse und Spreestraße (1862–1931). Sie erhielt ihren Namen 1931 zum 100. Geburtstag des Dichters Wilhelm Raabe, der während seines Studiums an der Berliner Friedrich-Wilhelms-Universität von 1854 bis 1858 hier in der Spreegasse im Haus Nr. 11 gelebt und seine damaligen Erlebnisse in der 1856 unter dem Pseudonym ‚Jakob Corvinus‘ erschienenen ‚Chronik der Sperlingsgasse‘ festgehalten hatte. | Sperlingsgasse |
| Spittelmarkt (Lage)                       | 0180 × 80 + ein Viertelrund mit R=40 m                                                                 | Spittel, niederdeutsch für Spital: das im 13. Jh. gegründete Gertraudenhospital | 1750 | Der Spittelmarkt liegt zwischen Leipziger Straße und Gertraudenstraße am Spreekanal. Die vorherigen Namen waren Am Gertraudtenkirchhof (um 1405 bis 1750), An der Gertraudtenbrücke (Mittelalter bis 1750) und Spittelmarktstraße (1750–1862). Der U-Bahnhof Spittelmarkt liegt an der U-Bahn-Linie U2. | Spittelmarkt |
| Spreeufer (Lage)                          | 0260                                                                                                   | Spree, an deren östlichen Ufer die Straße verläuft | 13. Sep. 1984 | Die Straße verläuft zwischen Mühlendamm und Rathausstraße. Sie war bis Mitte des 17. Jahrhunderts ein enger Gang an der Spree und hieß bis Ende des 18. Jahrhunderts An der langen Brücke am Wasser, danach Burgstraße. Im Jahr 1978 wurde der Name Burgstraße zwischen der Mühlendammbrücke und der Rathausbrücke aufgehoben. Die Benennung existiert seit 1984 mit dem Neubau dieser Straße. | Spreeufer am Nikolaiviertel |
| St. Wolfgang-Straße (Lage)                | 0050                                                                                                   | Wolfgang von Regensburg (um 924–994), Missionar und Bischof zu Regensburg | 16. Feb. 2004 | Der Name bezieht sich auf die von 1885 bis 1969 auf dem Gelände gelegene Sankt-Wolfgang-Straße, die bei der Errichtung eines Hotelkomplexes beseitigt wurde. Nach dem Abriss der Hotelanlage im Jahr 2001 wurde die Straße angelegt und verläuft als Promenade am Rande des Domaquarees zwischen dem Spreeufer und der Spandauer Straße. | Brunnenanlage in der St. Wolfgang-Straße |
| Stallschreiberstraße (Lage)               | 0280 (im Ortsteil)                                                                                     | Stallschreiber waren Bedienstete am kurfürstlichen Hof | 11. Sep. 1846 | Die Straße verläuft von der Oranienstraße im Ortsteil Kreuzberg bis zur Alten Jakobstraße. An der Alexandrinenstraße überschreitet sie die Grenze zum Ortsteil Mitte, zu dem nur die Grundstücke auf der Nordostseite gehören. Der vorherige Name war vom 17. Jahrhundert bis 1846 Stallschreibergasse. | Stallschreiberstraße |
| Steinstraße (Lage)                        | 0300                                                                                                   | ungeklärte Namensherkunft: wahrscheinlich nach der Beschaffenheit der Fahrbahndecke, ähnlich der Sand- und Lehmgasse | 29. Mai 1862 | Die Straße verläuft zwischen Alter Schönhauser Straße und Kleiner Rosenthaler Straße. Sie hieß früher Hohesteinweg oder Hohensteinweg. Hier befinden sich mehrere denkmalgeschützte Häuser wie die Nr. 13–15 von 1881 (siehe Bild). siehe auch: Berlin-Totale: Steinstraße. | Steinstraße 13–15 |
| Stralauer Straße (Lage)                   | 0650                                                                                                   | Stralau, Landzunge zwischen Spree und Rummelsburger See in Friedrichshain | 13. Jahrhundert | Die Straße verläuft zwischen Alexanderstraße und Molkenmarkt (Mühlendamm/Grunerstraße). Der Verkehrsweg, vereinzelt auch Stralower Gasse genannt, entstand bereits bei der Gründung von Alt-Berlin. Die erste Stadtmauer hatte im Verlauf dieser Straße in Höhe der Klosterstraße ein Tor, das bei der Stadterweiterung Ende des 13. Jahrhunderts zur späteren Neuen Friedrichstraße (jetzt Littenstraße) verlegt wurde. | Städtisches Verwaltungsgebäude in der Stralauer Straße |
| Strelitzer Straße (Lage)                  | 0450 (im Ortsteil)                                                                                     | Strelitz, auch Alt-Strelitz, Stadt in Mecklenburg-Vorpommern | 29. Mai 1862 | Die Straße verläuft von der Stralsunder Straße im Ortsteil Gesundbrunnen bis zur Elisabethkirchstraße. An der Bernauer Straße überschreitet sie die Ortsteilgrenze. Der Abschnitt in Ost-Berlin hieß zwischen 1966 und 1991 Egon-Schultz-Straße. Hier befand sich der Tunnel 57, der während der Teilung Berlins 1964 als Fluchttunnel genutzt wurde. | Strelitzer Straße |
| Stresemannstraße (Lage)                   | 0290 (im Ortsteil)                                                                                     | Gustav Stresemann (1878–1929), Politiker | 6. Feb. 1930 | Die Straße verläuft zwischen der südlichen Wilhelmstraße im Ortsteil Kreuzberg bis zum Potsdamer Platz. Sie liegt nur zu einem geringen Teil im Ortsteil Mitte (nordwestlich der Niederkirchnerstraße). Die vorherigen Namen waren Hirschelstraße (1831–1867), Potsdamer Kommunikation (1845–1867), Anhaltische Kommunikation (1845–1867), Königgrätzer Straße (1867–1930) und Saarlandstraße (1935–1947). Der im Bezirk Mitte befindliche Abschnitt der Straße war zu Mauerzeiten Teil des Todesstreifens. | Stresemannstraße · Stresemannstraße 1986 |
| Swinemünder Straße (Lage)                 | 0230 + 180 (im Ortsteil)                                                                               | Swinemünde, Ort auf der Insel Usedom in der Woiwodschaft Westpommern, Polen | 8. Okt. 1874 | Die Straße beginnt im Süden an der Zionskirchstraße nahe der Zionskirche, überschreitet an der Bernauer Straße die Ortsteilgrenze zu Gesundbrunnen und endet dort an der Swinemünder Brücke. Sie wird durch den Arkonaplatz unterbrochen. Ihre jetzige Länge ist aus der Zusammenführung der früheren Straße 33, Straße 40, Straße 41, Straße 48, Straße 49, Straße 52 und Straße 68, Abt. XI des Hobrecht-Plans entstanden. | Swinemünder Straße am Arkonaplatz |
| Taubenstraße (Lage)                       | 0390 + 230                                                                                             | unsichere Namensherkunft: entweder nach einem Pflegeheim für im Militärdienst taub gewordene Soldaten benannt oder nach einem kurfürstlichen Taubenhaus, das vor der Bebauung der Friedrichstadt hier gestanden haben soll  | um 1770 (mit Unterbrechungen)                                                                                              | Die Straße verbindet die Mauerstraße im Westen über die Friedrichstraße hinweg mit dem Hausvogteiplatz im Osten, wird aber durch den Gendarmenmarkt unterbrochen. Die vorherigen Namen waren Mittelstraße (nach 1691 bis um 1770), Am Bullenwinkel (nach 1691 bis 1886) und Johannes-Dieckmann-Straße (1971–1991). Die Straße verfügt über zahlreiche Baudenkmale und sehenswerte Gebäude. | Taubenstraße · Sandsteinschmuck mit dem Schriftzug Am Bullenwinkel |
| Theanolte-Bähnisch-Straße (Lage)          | 0060                                                                                                   | Theanolte Bähnisch (eigentlich Dorothea, geb. Nolte) (1899–1973), Verwaltungsbeamtin und Politikerin | 2012 | Die Straße hinter dem Haus des Reisens am Alexanderplatz verbindet die Bernhard-Weiß-Straße mit der Otto-Braun-Straße. Bis zur Eröffnung eines Hotelneubaus im Mai 2012 war sie namenlos. | Theanolte-Bänisch-Straße, von der Otto-Braun-Straße aus gesehen |
| Tieckstraße (Lage)                        | 0450                                                                                                   | Ludwig Tieck (1773–1853), Dichter der Romantik | 3. Mai 1854 | Die Straße verbindet Chausseestraße und Gartenstraße. Sie wurde im Jahr 1854 unter dem Grafen Henri von Pourtalès-Gorgier angelegt und erhielt im selben Jahr ihren Namen. | Tieckstraße 17 |
| Torstraße (Lage)                          | 2050 (im Ortsteil)                                                                                     | Torstraße war bis 1873 eine Straße an der ehemaligen Zollmauer | 25. Juli 1994 | Die Torstraße verläuft von der Prenzlauer Allee im Osten über den Rosenthaler Platz bis zum Oranienburger Tor (Friedrichstraße / Chausseestraße) im Westen. In der Trasse der Straße wurde beim Bau des Schönhauser Tores um 1789 eine Verbindung (Communication) zwischen dem Schönhauser und dem Rosenthaler Tor angelegt. Weitere ältere Namen dieses Straßenzuges waren Thorstraße (um 1801–1873) und Wollankstraße (1832–1873). 1873 erfolgte mit dem Anschluss von Elsass und Lothringen an das Deutsche Reich die Benennung des östlich vom Rosenthaler Platz gelegenen Abschnitts als Lothringer Straße, des westlichen Abschnitts als Elsässer Straße. 1951 wurden beide Abschnitte in Wilhelm-Pieck-Straße nach dem ersten Präsidenten der DDR Wilhelm Pieck umbenannt. Dieser Name wurde nach der politischen Wende 1994 durch den Straßennamen mit historischem Bezug ersetzt. Das Straßenland liegt vollständig im Ortsteil Mitte, lediglich der östliche Teil der Nordbebauung zwischen Gormannstraße und Prenzlauer Allee gehört zu Prenzlauer Berg. An der Straße befinden sich zahlreiche Baudenkmale. | Torstraße 140 · Suhrkamp Verlag |
| Tucholskystraße (Lage)                    | 0640                                                                                                   | Kurt Tucholsky (1890–1935), Schriftsteller und Journalist | 31. Mai 1951 | Die Straße verbindet das nördliche Spreeufer an der Ebertsbrücke mit der Torstraße. Vorherige Namen einzelner Straßenabschnitte waren Wassergasse, Bernhardsgasse (nach 1812–1827), Artilleriestraße. Unter der Kreuzung mit der Oranienburger Straße befindet sich der S-Bahnhof Oranienburger Straße. | Fernsprechamt Nord |
| Universitätsstraße (Lage)                 | 0280                                                                                                   | Berliner Universität | 19. Feb. 1815 | Die Straße verbindet die Georgenstraße mit Unter den Linden. Ihr vorheriger Name war Stallgasse (um 1775–Ende 18. Jh.). 1827 wurde der Straßenabschnitt Am Weidendamm bis Georgenstraße wieder in Stallstraße zurückbenannt. Der Abschnitt von Dorotheenstraße bis Unter den Linden hieß zunächst nur Universität. Die hier erhaltenen Gebäude der Dorotheenstadt stehen in der Berliner Denkmalliste. | Universitätsstraße Ecke Georgenstraße |
| Unter den Linden (Lage)                   | 1270                                                                                                   | Linden, die auf dem Mittelstreifen der Straße stehen | 1734 | Der Boulevard verbindet die Schloßbrücke über die Friedrichstraße hinweg mit dem Pariser Platz am Brandenburger Tor. Die vorherigen Namen waren Erste Straße (1673–1674), Neustädtische Allee (1674–1690), Lindenallee (1690–1723), Lindenstraße (1723–1734). Die vorherigen Teile Kaiser-Franz-Joseph-Platz und Platz am Zeughaus zwischen Universitätsstraße und Schloßbrücke wurden erst 1936 hinzugerechnet. Aus dem im Jahr 1573 angelegten Reitweg wurde im 17. Jahrhundert eine mit Linden und Nussbäumen bepflanzte Allee nach holländischer Art. An ihr wurden schrittweise bedeutende Institutionen errichtet wie das Zeughaus, das Kronprinzenpalais, die Neue Wache, das Forum Fridericianum mit der Staatsoper, die Humboldt-Universität und viele andere. Mit der Gründung der Friedrichstadt entwickelte sich auch der westliche Teil der Straße, vor allem im 18. Jahrhundert. Die in der Straße erhaltenen Gebäude stehen in der Berliner Denkmalliste. | Blick auf die Prachtstraße Unter den Linden · Humboldt-Universität · Reiterstandbild um 1900                                                                                     |
| Unterbaumstraße (Lage)                    | 0120                                                                                                   | Unterbaum, im Wasser liegender Teil der Berliner Zollmauer am westlichen Ende des Schiffbauerdamms | 16. Apr. 1827 | Sie beginnt am Kapelle-Ufer, unterquert die Stadtbahn und geht kurz danach in die Schumannstraße über. Bis 1827 war sie ein Teil der Charitéstraße. | Unterbaumstraße |
| Unterwasserstraße (Lage)                  | 0460                                                                                                   | tiefer gelegene Wasserseite der 1442 hier angelegten Schleuse zur Schiffbarmachung der Spree | 1778 | Sie ist ein grachtartiger Straßenzug am westlichen Ufer des Spreekanals von Unter den Linden bis zur denkmalgeschützten Jungfernbrücke, wo sie in die Oberwasserstraße übergeht. Als 1694 der Spreegraben mit einer Steinböschung eingefasst wurde, entstand diese Uferstraße. Von um 1757 bis 1778 hieß sie Friedrichwerder am Kanal. Im Adressbuch des Jahres 1799 findet sich die Bezeichnung Untere Wasserstraße. Im Haus Nummer 7 wohnte Turnvater Friedrich Ludwig Jahn. | Jungfernbrücke an der Unterwasserstraße |
| Vera-Brittain-Ufer (Lage)                 | 0230                                                                                                   | Vera Brittain (1893–1970), britische Schriftstellerin und Pazifistin | 19. Feb. 2016 | Die Spreepromenade zwischen Anna-Louisa-Karsch-Straße und Karl-Liebknecht-Straße heißt seit 2016 Vera-Brittain-Ufer. | Vera-Brittain-Ufer |
| Veteranenstraße (Lage)                    | 0340                                                                                                   | Veteran, altgedienter Soldat | 9. Dez. 1875 | Die Straße verläuft ansteigend zwischen Brunnenstraße und Zionskirchplatz. Ihr erster Name war Straße 62, Abt. XI des Bebauungsplans. Die Namensgebung steht im Zusammenhang mit der anschließenden Invalidenstraße. Erwähnenswert ist hier das ACUD, ein im Jahr 1991 im ehemaligen Wohnhaus Nummer 21 eingerichtetes Kleinkulturzentrum. | Veteranenstraße |
| Voltairestraße (Lage)                     | 0250                                                                                                   | Voltaire (1694–1778), französischer Philosoph | 1. Juni 1910 | Die Straße verbindet die Littenstraße mit der Alexanderstraße und unterquert dabei die Stadtbahn. Sie ist Standort der Berufsfeuerwache Mitte. Während der Trümmerbeseitigung in den Nachkriegsjahren befand sich hier ein Trümmerbahn-Betriebshof. | Voltairestraße, Sicht von der Littenstraße zur Berufsfeuerwache |
| Voßstraße (Lage)                          | 0440                                                                                                   | Ferdinand von Voß-Buch (1788–1871), preußischer General | 2. Mai 1874 | Die Straße verbindet die Wilhelmstraße mit der Ebertstraße. Ihr vorheriger Name war An der Kolonnade Nr. 15. Die Straße wurde im Jahre 1872 durch das Palais und den Garten des Grafen von Voß als Verbindungsstraße zwischen Wilhelm- und Königgrätzer Straße angelegt und erhielt deshalb ihren Namen. Das Vossische Palais, Wilhelmstraße 78, wurde 1736 durch Gerlach erbaut und zeichnete sich durch eine große, weit in die Straße hineinragende Rampe aus. Im Kaiserreich wurde die Straße Teil des Regierungsviertels. International bekannt ist sie, weil hier Hitlers Reichskanzlei stand. | Voßstraße |
| Wadzeckstraße (Lage)                      | 0310                                                                                                   | Friedrich Wadzeck (1762–1823), Theologe | 2. Dez. 1823 | Von ca. 1695 bis 1823 hieß die Straße Mudrichs-Gasse. Sie führt durch den Neubaublock zwischen Karl-Liebknecht-Straße und Otto-Braun-Straße. | Wadzeckstraße |
| Waisenstraße (Lage)                       | 0250                                                                                                   | Großes Friedrichshospital und Waisenhaus | 31. Jan. 1861 | Die schmale Straße verläuft zwischen Stralauer Straße und Klosterkirche. Zuerst hieß die Gasse (An der) Stralauer Mauer. Der Verkehrsweg folgt dem Verlauf der historischen Berliner Stadtmauer, die ab dem 17. Jahrhundert beidseitig bebaut wurde. Das namensgebende Waisenhaus entstand zwischen 1697 und 1727 und befand sich auf dem Grundstück Littenstraße 109 zwischen Stralauer Straße und Spree. Für seinen Bau wurde der Stralauer Tor-Turm und ein kompletter Turm aus der Paddengasse wiederverwendet. Ein Stück der mittelalterlichen Stadtmauer diente als Rückwand für kleine Wohnhäuser der sich hier ansiedelnden Handwerker, Händler und Tagelöhner. Der Maler Otto Nagel nutzte die alten Häuser gern als Motiv und schrieb dazu: „Arme-Leute-Häuser waren es, die vor über 300 Jahren wie Schwalbennester an die alte Befestigungsanlage gebaut wurden.“ 1877 hatte das Waisenhaus ausgedient, weil in Rummelsburg, damals vor den Toren der Stadt, eine neue Anstalt für Waisenkinder entstanden war. Am Ende des Zweiten Weltkriegs wurden das ehemalige Waisenhaus und fast die gesamte Wohnbebauung zerstört, nur das Haus Nummer 2 ist ein Original-Gebäude aus dieser Bauzeit. Dessen Erhalt erwies sich als zu aufwendig, sodass das viergeschossige Wohnhaus in der DDR-Zeit zum Abriss vorgesehen war. In den Jahren 1997/1998 konnte es jedoch umfassend saniert und mit figürlichem Schmuck an der Fassade neu gestaltet werden. Bekannt ist in dieser Straße auch die Gaststätte Zur letzten Instanz, die aber ein Nachbau des ursprünglichen Gebäudes ist. | Waisenstraße · Zur letzten Instanz · Reste der Stadtmauer |
| Wallstraße (Lage)                         | 0910                                                                                                   | zwischen 1658 und 1683 hier errichtete Befestigungsanlagen | um 1786 | Die Straße verläuft zwischen Spittelmarkt und Am Köllnischen Park. Vorherige Namen waren Siropsgasse (nach 1749–um 1786) und Straße am Walle (Mitte 18. Jh.–1799). Hier befinden sich zahlreiche Gebäude aus dem 19. und 20. Jahrhundert unter Denkmalschutz. Dazu gehören die Nummern 15/15a, 23/24, 27, 42–48 (ehemaliges Köllnisches Gymnasium), 61–65 (erster Verwaltungsbau des ADGB Ecke Inselstraße), 76–79 (seit 2003 Australische Botschaft; siehe Bild), 84–88. Im Haus Nummer 12 hatte 1850 Wilhelm Spindler Berlins erste Trocken-Wäscherei (ein Benzinbad nach französischem Vorbild) eröffnet. Die Wallstraße tangiert auch das Märkische Museum und den Köllnischen Park. Unter der Straße verläuft die U-Bahn-Linie U2 mit den U-Bahnhöfen Spittelmarkt und Märkisches Museum. | Australische Botschaft in der Wallstraße |
| Wassergasse (Lage)                        | 0080                                                                                                   | Spree | um 1705 1827 12. Mai 1893 jeweils ein Abschnitt                                                                            | Die Straße verläuft zwischen Rungestraße und Inselstraße. Aus einem einfachen Wiesenweg entstand zu Beginn des 18. Jahrhunderts eine Gasse, die 1836 gepflastert wurde. Vor Anlegen des Festungsgrabens, 1658, war die Gegend oft überschwemmt. Der größere Teil der Wassergasse wurde 1893 als Rungestraße abgetrennt. | Media Consulta Deutschland in der Wassergasse |
| Weinbergsweg (Lage)                       | 0400                                                                                                   | ehemals hier gelegene Weinberge | 15. Aug. 1845 | Die Straße verläuft von Südwest nach Nordost zwischen Rosenthaler Platz und Fehrbelliner Straße und setzt sich als Kastanienallee fort. Hier befanden sich bis etwa 1740 mehrere der 70 Berliner Weinberge, mit denen die wohlhabenden Bürger und der Kurfürst ihre Einnahmen verbessern konnten, beispielsweise „Wollanks Weinberg“. Die Weinbergsbesitzer erhielten eine Krugschankgerechtigkeit und hatten sich nach der 1604 verabschiedeten Weinmeisterordnung zu richten. Die Weinbergsbesitzer sorgten mit Lustschlösschen, Tanzsälen und späteren Volksgärten für Freizeitangebote an die wachsende Berliner Bevölkerung. Überliefert sind aus jener Zeit die Tabagie mit Theaterbetrieb – das „Vorstädtische Theater mit Restaurantbetrieb (Muttchen Gräbert)“ und das spätere Walhalla-Theater, das vor allem durch seinen Artisten Erich Carow weit über den Kiez hinaus bekannt wurde. Der Weinanbau in dieser Straße endete im 19. Jahrhundert, als neue Wohnhäuser entstanden und der Berliner Wein nicht mehr gefragt war. Über die Gründe gibt es verschiedene Darstellungen – der Import billiger Weine aus Südeuropa, Frost und/oder eine Rebstockkrankheit oder der Wechsel der Berliner zum Biertrinken. | Weinbergsweg |
| Weinmeisterstraße (Lage)                  | 0200                                                                                                   | verläuft durch den ehemaligen Garten des Weinmeisters | 1810 | Die Straße verläuft zwischen Alter/Neuer Schönhauser Straße und Rosenthaler Straße. Sie wurde 1699 angelegt, war vorher namenlos und wurde dann Weinmeister-Gasse (um 1740–1810) genannt. Im Jahr 1810 wurde sie zu einer Straße ausgebaut. Die Grundschule Weinmeisterstraße ist ein herausragendes Zeugnis der Schularchitektur aus den ersten Jahren der DDR. Unter der Straße verläuft die U-Bahn-Linie U8 mit dem U-Bahnhof Weinmeisterstraße. | Weinmeisterstraße |
| Werdersche Rosenstraße (Lage)             | 0040                                                                                                   | Wiederbelebung eines historischen Namens nach den „Röschen“, einem ironischen Synonym für Dirnen, die dort einst verkehrten                                                                                                 | 24. Jan. 2007 | Sie verläuft zwischen Oberwall- und Niederlagstraße. Bereits von 1856 bis 1974 gab es hier eine Werdersche Rosenstraße. Bei der Neubebauung des Geländes Friedrichswerder Nord wurde die Benennung mit dem historischen Straßennamen festgelegt. | Werdersche Rosenstraße |
| Werderscher Markt (Lage)                  | 0380                                                                                                   | Marktplatz und Mittelpunkt des Friedrichswerder | um 1735 | Der Platz liegt zwischen Schloßplatz und Oberwallstraße. Die vorherigen Namen waren Marktstraße (nach 1672 bis 1835) und Am Alten Packhof (1749–1835). Am 1. Februar 1999 wurde die nach beiden Seiten verlaufende Werderstraße in den Werderschen Markt einbezogen. Hier befinden sich das Auswärtige Amt und die Friedrichswerdersche Kirche von Karl Friedrich Schinkel. | Friedrichswerdersche Kirche am Werderschen Markt |
| Weydemeyerstraße (Lage)                   | 0700                                                                                                   | Joseph Weydemeyer (1818–1866), preußischer Journalist, marxistischer Revolutionär | 9. Aug. 1963 | Die Straße entstand im Rahmen des Neubaus des Stadtzentrums. Sie verläuft zweifach abgeknickt zwischen Berolinastraße und Lichtenberger Straße in West-Ost-Richtung und besitzt einige Erschließungsäste. | Weydemeyerstraße |
| Weydingerstraße (Lage)                    | 0270                                                                                                   | Heinrich Weydinger (1774–1837), Unternehmer | 18. Nov. 1862 | Die Straße verbindet in Südwest-Nordost-Richtung die Rosa-Luxemburg-Straße mit der Torstraße. Sie verlief bis um 1907 parallel zur Kleinen Alexanderstraße (siehe Stadtplan von 1907) und wurde mitsamt ihrer engen Wohnbebauung abgerissen. Auf dem größten Teil des ehemaligen Geländes steht seit 1913 die Volksbühne Berlin. Die danach errichtete Straße gleichen Namens verläuft in eine andere Richtung. Beidseitig der Linienstraße wurden ab 1934 Wohnbauten nach Entwürfen von Hans Poelzig errichtet, die als „Volkswohnungen“ geplant waren und als „gesunde und erste moderne Wohnungen in dieser miesen Gegend“ propagiert wurden. Die hier erhaltenen Gebäude der Spandauer Vorstadt stehen in der Berliner Denkmalliste. | Weydingerstraße Karl-Liebknecht-Haus |
| Wilhelmine-Gemberg-Weg (Lage)             | 0160                                                                                                   | Wilhelmine Gemberg, Gründerin des Vereins zur Beförderung der Kleinkinderbewahranstalten | 4. Apr. 2014 | Der Verkehrsweg zweigt als Sackgasse nordwärts von der Köpenicker Straße ab und erschließt ein Wohngebiet an der Spree. | Wilhelmine-Gemberg-Weg |
| Wilhelmplatz* (Lage)                      | 0070 × 30                                                                                              | Friedrich Wilhelm I. (1688–1740), König in Preußen, auch als ‚Soldatenkönig‘ bekannt | 1749 | Der Wilhelmplatz liegt zwischen Wilhelmstraße und Zietenplatz. Frühere Namen waren Wilhelms-Markt (1732–1749), Wilhelmplatz (1749–1949) und Thälmannplatz. Am Wilhelmplatz standen in der Zeit des Deutschen Kaiserreichs, der Weimarer Republik und des Dritten Reichs mehrere Reichsministerien. Die Umrisse des Platzes sind nur noch teilweise erkennbar, und das ehemalige Areal ist mit Bauwerken besetzt. In der amtlichen Liste ist der Platz nicht aufgenommen, da der Name bereits in Wannsee und Kaulsdorf lokalisiert ist. | Wilhelmplatz um 1901 · Am Wilhelmplatz |
| Wilhelmstraße (Lage)                      | 1320 (im Ortsteil)                                                                                     | Friedrich Wilhelm I. (1688–1740), König in Preußen auch als ‚Soldatenkönig‘ bekannt | 1740 | Die Straße beginnt am Halleschen Ufer im Ortsteil Kreuzberg im Süden, überquert an der Niederkirchner-/Zimmerstraße die Ortsteilgrenze und endet am Reichstagufer im Norden. Die Wilhelmstraße wurde nach 1731 unter dem Namen Husarenstraße zwischen Belle-Alliance-Platz und Unter den Linden angelegt und um 1740 nach Friedrich Wilhelm I. umbenannt. 1964 erhielt der in Ost-Berlin gelegene Teil (unter Einschluss der Neuen Wilhelmstraße) den Namen Otto-Grotewohl-Straße. Der gesamte neue Straßenverlauf wurde 1993 rückbenannt. Zu Beginn des 19. Jahrhunderts nahmen einige Ministerien Preußens ihren Sitz in der Straße. Ab 1871 folgten Regierungsbehörden des Deutschen Reichs. Ausländische Botschaften bauten in direkter Nähe. Nach 1933 richteten sich die Schaltzentralen des Nationalsozialismus an der Wilhelmstraße ein. Die nach dem Zweiten Weltkrieg noch erhaltenen Gebäude wurden in der DDR-Zeit unter anderem vom Ministerium für Volksbildung, dem Staatssekretariat für Hoch- und Fachschulwesen (bis 1967) und dem Deutschen Pädagogischen Zentralinstitut (ab 1970 Akademie der Pädagogischen Wissenschaften der DDR) genutzt. Nach der Wende wurden sie saniert und neuen Nutzern zur Verfügung gestellt bzw. alten Eigentümern rückübertragen. Bekannte Einrichtungen sind die britische Botschaft in der Wilhelmstraße 70/71 und das Hotel Adlon an der Ecke Unter den Linden. Zahlreiche Bauten der Straße stehen in der Berliner Denkmalliste. | Wilhelmstraße · Tschechische Botschaft · Absperrungen an der Britischen Botschaft                                                                                                |
| Wöhlertstraße (Lage)                      | 0220                                                                                                   | Friedrich Wöhlert (1797–1877), Maschinenbauunternehmer | 12. März 1889 | Die Straße verläuft zwischen Chausseestraße und Pflugstraße. In der benachbarten Chausseestraße 29 gründete Wöhlert 1842 seine Maschinenbauanstalt und Eisengießerei. Nach ihrer Insolvenz wurden 1888 auf dem Gelände die Schwartzkopff-, Pflug- und Wöhlertstraße angelegt. | Wöhlertstraße |
| Wolliner Straße (Lage)                    | 0500 (im Ortsteil)                                                                                     | Wollin, Ort auf der Insel Wolin (Wollin) in der Woiwodschaft Westpommern, Polen | 6. Dez. 1874 | Die Straße beginnt an der Griebenowstraße im Süden, überquert an der Bernauer Straße die Ortsteilgrenze zu Gesundbrunnen und endet dort an der Demminer Straße. Ihre ersten Namen waren Straße 42 und Straße 42a, Abt. XI des Bebauungsplans. | Wolliner Straße |
| Zehdenicker Straße (Lage)                 | 0380                                                                                                   | Zehdenick, Kleinstadt in Brandenburg | 16. Okt. 1863 | Der erste Name war Straße 59, Abt. XI des Bebauungsplans. Sie verläuft zwischen Christinenstraße und Weinbergsweg nördlich der Torstraße. | Zehdenicker Straße |
| Ziegelstraße (Lage)                       | 0450                                                                                                   | ehemals an der Spree liegende Ziegelei | 12. Mai 1837 | Die Straße verläuft zwischen Friedrichstraße und Monbijoustraße. Der Abschnitt zwischen Friedrichstraße und Tucholskystraße hieß ursprünglich Gasse am Garten nach der Ziegelscheune und später Große Kalkscheunengasse. Der Teil bis zum Monbijougarten trug bis 1837 den Namen Flatowgasse. Die Straße wurde im Jahr 1698 auf dem kurfürstlichen Vorwerksgarten angelegt. Hier entstand nach Gründung der Berliner Universität deren Universitätsklinikum. Der Gebäudekomplex steht unter Denkmalschutz. | Ziegelstraße |
| Zietenplatz (Lage)                        | 0080 × 40                                                                                              | Hans Joachim von Zieten (auch ‚Ziethen'), preußischer General | 1849 | Der Platz liegt zwischen Wilhelmplatz und Mauerstraße im Verlauf der Mohrenstraße. Bereits von 1849 bis 1968 existierte hier der Zietenplatz. Die Wiederbenennung erfolgte am 9. April 2008. Unter dem Platz befindet sich der U-Bahnhof Mohrenstraße der U-Bahn-Linie U2. | Zietenplatz/Mohrenstraße |
| Zimmerstraße (Lage)                       | 0940                                                                                                   | Zimmererplatz, der sich hier während des Baus der Friedrichstadt befand | 1734 | Die Straße verläuft zwischen Wilhelmstraße und Axel-Springer-Straße und bildet die Ortsteilgrenze zu Kreuzberg, wobei die Grundstücke der Südseite zu Kreuzberg gehören. Am Checkpoint Charlie kreuzt sie die Friedrichstraße. Das Geschäftshaus Nummer 88/89 aus dem Jahr 1900 ist ein gelistetes Baudenkmal. Im Jahr 2012 wurde der Vorschlag an den Bezirk herangetragen, die Straße zur Erinnerung an das Maueropfer Peter Fechter in Peter-Fechter-Straße umzubenennen. Jedoch erfolgte eine solche Umbenennung bisher nicht. | Zimmerstraße 88/89 · Gedenkstele für Peter Fechter in der Zimmerstraße |
| Zinnowitzer Straße (Lage)                 | 0160                                                                                                   | Zinnowitz, Gemeinde auf der Insel Usedom in Mecklenburg-Vorpommern | 28. Juni 1907 | Die Straße liegt zwischen Chausseestraße und Am Nordbahnhof. ihr erster Name war Straße A, Abt. IX des Bebauungsplans. Der Name der Straße steht im Zusammenhang mit dem nahe liegenden Nordbahnhof (damals: Stettiner Bahnhof), an dem die Züge in Richtung Ostsee abfuhren. Der U-Bahnhof Naturkundemuseum der U-Bahn-Linie U6 trug zwischen 1991 und 2009 den Namen Zinnowitzer Straße. | Zinnowitzer Straße |
| Zionskirchplatz (Lage)                    | 0103 (West) + 42 (Nordwest) + 49 (Nordost) + 103 (Ost) + 80 (Süd) (Fünfeckform; rundherum abgeschätzt) | Zionskirche | 13. Dez. 1866 | Auf den Platz münden die Zionskirch-, Swinemünder, Griebenow- und Veteranenstraße. Er erhielt nach dem Bebauungsplan zuerst die Bezeichnung Platz D, Abt. XI. Die im Zentrum des Platzes errichtete namensgebende Kirche ist von einer dichten Reihe Linden umgeben; zu ihr führen von den fünf Ecken des Platzes sternförmig Fußwege. Auf dem Platz findet zweimal wöchentlich ein Bauern- und Ökomarkt statt. Die umgebende Bebauung wird durch mehrgeschossige, inzwischen sanierte und renovierte Mietshäuser gebildet, in deren Erdgeschoss sich einige Restaurants niedergelassen haben. | Frontalansicht der Zionskirche |
| Zionskirchstraße (Lage)                   | 0220 + 180 (im Ortsteil)                                                                               | Zionskirche | 13. Dez. 1866 | Die Straße beginnt an der Anklamer Straße, überquert an der Choriner Straße die Ortsteilgrenze und endet in Prenzlauer Berg an der Christinenstraße. Ihr erster Name war Straße 61, Abt. XI des Bebauungsplans. Sie wird durch den Zionskirchplatz unterbrochen. | Zionskirchstraße |
| Zolastraße (Lage)                         | 0040                                                                                                   | Émile Zola (1840–1902), französischer Schriftsteller | 5. Jan. 1953 | Die nur kurze Straße verläuft zwischen Linienstraße und Torstraße. Ihre vorherigen Namen waren Dritte Scheunengasse und Koblankstraße. Ab 1934 erhielt die Straße eine neue Wohnbebauung nach Entwürfen von Hans Poelzig. Die hier erhaltenen Gebäude der Spandauer Vorstadt stehen in der Berliner Denkmalliste. | Zola-/Linienstraße |

## Weitere Örtlichkeiten von Mitte
Parks und sonstige Örtlichkeiten
| Name                                                              | Länge/Maße (in Metern)                    | Namensherkunft                                                          | Datum der Benennung                                      | Anmerkungen | Bild                                                                           |
| ----------------------------------------------------------------- | ----------------------------------------- | ----------------------------------------------------------------------- | -------------------------------------------------------- | --- | ------------------------------------------------------------------------------ |
| Charitégelände (Lage)                                             | 630 × 520 (unregelmäßige Form)            | nach der 1710 gegründeten Charité                                       | ab 1710                                                  | Das Gelände erstreckt sich zu beiden Seiten der Luisenstraße, wobei westlich der Luisenstraße die medizinischen Einrichtungen liegen und östlich davon universitäre Einrichtungen der Humboldt-Universität sowie das zentrale Bettenhaus. Im Westen wird das Gebiet vom Alexanderufer und dem Stadtbahnviadukt begrenzt, im Norden durch die Invalidenstraße, im Osten durch Gebäude zu beiden Seiten der Hessischen/Hannoverschen Straße bis zu den Hinterhöfen der Gebäude an der Friedrichstraße und im Süden durch die Schumannstraße. Auf dem Gelände befinden sich folgende Privatstraßen: Bonhoefferweg, Charitéplatz, Hufelandweg, Rahel-Hirsch-Weg, Sauerbruchweg, Virchowweg. Die Gebäude entstanden von 1897 bis 1917 nach einem Gesamtentwurf von Georg Diestel unter Mitarbeit von Georg Thür und weiteren Architekten, wobei die alten Klinikgebäude des 18. und 19. Jahrhunderts weitgehend abgerissen wurden. Die Freiräume und Grünanlagen sind in der nahezu 300-jährigen Geschichte der Charité oftmals verändert worden. Das gesamte Charitégelände steht unter Denkmalschutz. | Eingang zum Gelände der Charité · Auf dem alten Charitégelände, Hufelandweg    |
| Fernsehturm mit Fußumbauung und Freiflächen (Rathausforum) (Lage) | 390 × 230                                 | Berliner Fernsehturm                                                    | um 1969                                                  | Die bisher namenlose Grünfläche zwischen Fernsehturm und Spandauer Straße, für den Senatsbaudirektorin Regula Lüscher den Namen „Rathausforum“ angeregt hat, entstand als Teil des städtebaulichen Gesamtkonzepts der „Zentralen Achse“, die das wesentliche Motiv der Hauptstadtplanung der DDR bildete und von der Karl-Marx-Allee über den Alexanderplatz, die Schlossinsel und die Straße Unter den Linden bis zum Brandenburger Tor reichte. Im Zusammenhang damit stehen die Rathauspassagen und die Bebauung an der Karl-Liebknecht-Straße. Neben dem Fernsehturm sind die Marienkirche aus dem 13. Jahrhundert und der Neptunbrunnen Höhepunkte dieser Anlage. Konkrete Entwicklungspläne dieses Gebietes sollen bis zur Fertigstellung des neuen U-Bahnhofs ,Berliner Rathaus’ im Jahr 2017 vorgestellt werden. | Neptunbrunnen mit Marienkirche · Blick vom Fernsehturm 1972                    |
| Heinrich-Zille-Park* (Lage)                                       | 095 × 65                                  | Heinrich Zille (1858–1929), Maler, Zeichner und Fotograf                | um 1948                                                  | Diese Grünanlage ist im offiziellen Stadtplan nicht ausgewiesen. Sie wird begrenzt durch die Bergstraße und rückseitige Häuserzeilen der Schröderstraße und Gartenstraße. Die Anlage soll bereits 1799 als namenlose Extrafläche erwähnt worden sein. Im 19. Jahrhundert erfolgte nach Entwürfen von Hermann Mächtig die Umgestaltung in einen Kinderspielplatz, der den Namen Gartenplatz erhielt. 1948 ließ die Berliner Stadtverwaltung auf dem Areal ein Denkmal zu Ehren von Heinrich Zille aufstellen, das aus der Werkstatt von Paul Kentsch stammte. Später wurde das Denkmal entfernt, sein Verbleib ist nicht bekannt. Im Jahr 1958 veranstalteten Vertreter aus Kunst und Politik der DDR an dieser Stelle eine kleine Gedenkfeier aus Anlass des 100. Geburtstages von Zille. Die Parkfläche wurde in den 1990er Jahren als Abenteuerspielplatz völlig neu gestaltet und als öffentlicher Spielplatz ausgewiesen. | Die Heinrich-Zille-Gedenkfeier 1958 · Der Heinrich-Zille Park im November 2010 |
| James-Simon-Park (Lage)                                           |                                           | James Simon (1851–1932), Kaufmann, Kunstsammler und Mäzen               | 23. Mai 2007                                             | Die kleine Grünfläche zwischen Stadtbahn, Burgstraße und Spreeufer erhielt ihren Namen zum Andenken an James Simon, der seine Sammlungen dem späteren Bode-Museum vermachte. Ihm verdankt Berlin die Porträtplastik der Nofretete, die er dem Ägyptischen Museum übereignete. Bis 1937 befand sich hier der Rundbau des Circus Busch, in dem 1918 Arbeiter- und Soldatenräte tagten und am 9. November 1918 zum dritten Mal die „Deutsche Republik“ ausriefen. | James-Simon-Park                                                               |
| Krausnickpark (Lage)                                              | 130 × 85/2 (Dreieckform)                  | Heinrich Wilhelm Krausnick (1797–1882), Kommunalpolitiker               | 15. Juni 2007                                            | Die kleine Grünanlage befindet sich zwischen Oranienburger Straße, Krausnickstraße und Große Hamburger Straße in der Nähe des St. Hedwig-Krankenhauses. Eine ehemalige namenlose Gartenfläche innerhalb der Wohnblöcke wurde 2005/2006 vom Bezirksamt Mitte nach eigenen Plänen und mit rund 350.000 Euro aus dem Fonds Stadtumbau Ost als öffentliche Parkanlage umgebaut. Mauern, eine Baracke und Zäune mussten abgetragen und versiegelte Flächen aufgebrochen werden. Der neu entstandene Platz kann nur über einen Privatweg erreicht werden, der nachts geschlossen wird. | Krausnickpark                                                                  |
| Marx-Engels-Forum (Lage)                                          | 210 × 200                                 | Karl Marx und Friedrich Engels, Verfasser des Kommunistischen Manifests | 4. Apr. 1986                                             | Die in den 1980er Jahren nach Plänen von Ludwig Engelhardt errichtete Denkmalanlage befindet sich auf einer kreisrunden gepflasterten Freifläche von 60 Meter Durchmesser, an der verschiedene Kunstobjekte stehen. Das Zentrum bilden die von Engelhardt selbst gestalteten Skulpturen von Karl Marx und Friedrich Engels. Die fünfteiligen Marmorreliefs von Werner Stötzer sollen die Bedeutung des Wissenschaftlichen Kommunismus für die Überwindung von Unterdrückung und Ausbeutung versinnbildlichen. Vor den Figuren reihen sich vier Doppelstelen aus Edelstahl, auf denen Dokumentarfotos von Arno Fischer und Peter Voigt aus Geschichte und (DDR-)Gegenwart der Arbeiterbewegung aufgebracht sind. Zwei doppelseitige Bronzereliefs Die Würde und Schönheit freier Menschen von Margret Middell bilden den Vordergrund des Ensembles an der Spandauer Straße und versinnbildlichen das Ideal des befreiten Menschen. Zur Verlängerung der U-Bahn-Linie U5 ist das Denkmal in die Nord-West-Ecke des Forums versetzt worden.                                                           | Blick auf das Marx-Engels-Forum vom Fernsehturm Juni 2009 · Bebauung 1891      |
| Monbijoupark (Lage)                                               | 250 × 190                                 | Schloss Monbijou, dessen Ruine 1959 abgerissen wurde                    | 1962                                                     | Der 1962 auf dem Gelände der 1959 abgerissenen Kriegsruine des Schlosses Monbijou entstandene Park erstreckt sich zwischen Oranienburger Straße und Spree-Uferpromenade sowie zwischen Monbijoustraße und Monbijouplatz. Er wurde von 2006 bis 2008 nach Plänen der Berliner Gartenarchitekten Cornelia Müller und Jan Wehberg umgebaut. Die Gesamtbaukosten für den vier Hektar großen Park betrugen rund 3,3 Mio. Euro und stammen aus Landes-, Bundes- und EU-Mitteln. | Spreestrand im Monbijoupark 2009                                               |
| Museumsinsel (Lage)                                               | 640 × 190 (unregelmäßige Trapezform)      | mehrere Museen                                                          | Ende der 1870er Jahre                                    | Als Museumsinsel wird die nördliche Hälfte der Spreeinsel bezeichnet, auf der sich mehrere Museumsbauten befinden. Sie entstanden auf Basis einer 1810 von König Friedrich Wilhelm III. erlassenen Kabinettsorder und nach Plänen von Karl Friedrich Schinkel für die Neuordnung der nördlichen Spreeinsel. Als erster Bau wurde 1830 das Alte Museum fertig, 1859 konnte das Königlich-Preußische Museum (seit den 1950er Jahren Neues Museum) eröffnet werden. 1876 folgte die Nationalgalerie, (seit 1992 Alte Nationalgalerie), 1904 das Kaiser-Friedrich-Museum (seit 1956 Bode-Museum), an der Spitze der Insel, schließlich 1930 das seit 1958 so bezeichnete Pergamonmuseum. Südlich der Bodestraße befinden sich der Lustgarten und der Berliner Dom. Zwischen Bode-Museum und Pergamon-Museum verläuft die Berliner Stadtbahn. Seit 1999 gehört die Museumsinsel als weltweit einzigartiges bauliches und kulturelles Ensemble dem Weltkulturerbe der UNESCO an. Mit einigen Ergänzungsbauten wird die Museumsinsel dem immer stärker werdenden Besucherzustrom im 21. Jhd. angepasst.   | Altes Museum und Lustgarten um 1900 · Alte Nationalgalerie                     |
| Nikolaiviertel (Lage)                                             | 220 × 240                                 | Nikolaikirche                                                           | 1987 in seiner seitdem bestehenden historisierenden Form | Das Nikolaiviertel ist das älteste Wohngebiet Berlins. In seiner Ausprägung entstand es 1987 anlässlich der 750-Jahr-Feier Berlins. Das Straßen- und Gebäudeensemble besteht aus einer Mischung historisch erhaltener Bauten, Neubauten in Plattenbauweise mit historisierenden Fassaden und rekonstruierten Bürgerhäusern an der Nikolaikirche und am Molkenmarkt. Zentrum ist die während des Zweiten Weltkrieges stark zerstöre Nikolaikirche, die 1980–1983 wiederaufgebaut wurde. Das 1936 abgetragene Ephraim-Palais wurde unter Verwendung von Originalteilen der Fassade um 12 Meter versetzt von seinem ursprünglichen Standort neu aufgebaut. Weiterhin entstanden das Gasthaus „Zum Nußbaum“ (als Kopie), 1986 das Gasthaus „Zur Rippe“ und auch die „Gerichtslaube“ des alten Berliner Rathauses zur Nutzung als Restaurant. Das Nikolaiviertel ist ein gelistetes Baudenkmal. | Nikolaiviertel Übersicht · Wirtshaus zum Nussbaum                              |
| Park auf dem Nordbahnhof (Lage)                                   | 800 × 120                                 | Gelände des Nordbahnhofs, auf dem der Park entstanden ist               | 13. Mai 2009                                             | Der 5,5 Hektar große Park entstand 2004–2009 auf dem drei Meter höher gelegenen Gelände des ehemaligen Nordbahnhofs nach Plänen des Berliner Büros für Landschaftsarchitektur und Landschaftsentwicklung Fugmann & Janotta und gehörte 1961–1989 zu den Grenzanlagen zwischen Ost- und West-Berlin. Er ist zusammen mit der nahe gelegenen Gedenkstätte Berliner Mauer Teil des Mauergedenkkonzeptes. Der Park wird auf der Westseite durch Teile der ehemaligen Hinterlandmauer und auf der Westseite durch die historische Klinkermauer begrenzt, die gleichzeitig die Grenze zum West-Berliner Bezirk Wedding bildete. In die hier entstandene steppenartige Vegetation wurden einzelne Inseln für Spiel- und Sportangebote eingefügt, die über Stege mit den umgebenden Hauptwegen verbunden sind. Bemerkenswert sind die Steinkuben, die Lebensräume für verschiedene Kleintiere bieten sollen. | Park auf dem Nordbahnhof · Steinkubus für Kleintiere                           |
| Volkspark am Weinbergsweg (Lage)                                  | 300/260/270/80 (unregelmäßige Trapezform) | Weinberge, die dort früher angelegt waren                               | 1936                                                     | Ein Teil des Parkgeländes befand sich in der zweiten Hälfte des 19. Jahrhunderts im Besitz der Familie Wollank. Auf dem ummauerten Wirtschaftshof hatte sich der Gutsbesitzer Karl Friedrich Wollank 1875 eine Villa mit Wirtschaftsgebäuden erbauen lassen. 1936 wurde ein Teil des zur Villa gehörenden Parks an die Stadt Berlin verpachtet und der Öffentlichkeit erschlossen. | Volkspark am Weinbergsweg                                                      |